# Умершие в марте 2020 года
Это список известных людей, соответствующих установленным критериям значимости (см. Википедия:Критерии значимости персоналий), умерших в марте 2020 года.
Причина смерти указывается лишь в исключительных случаях (убийство, самоубийство, гибель в результате военных действий, смертная казнь, ДТП или несчастные случаи). В остальных случаях — не указывается.

## 31 марта

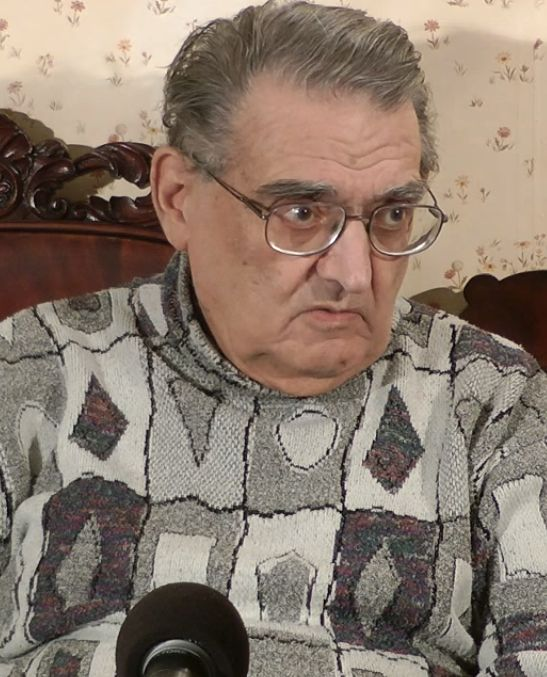
Леонид Зорин

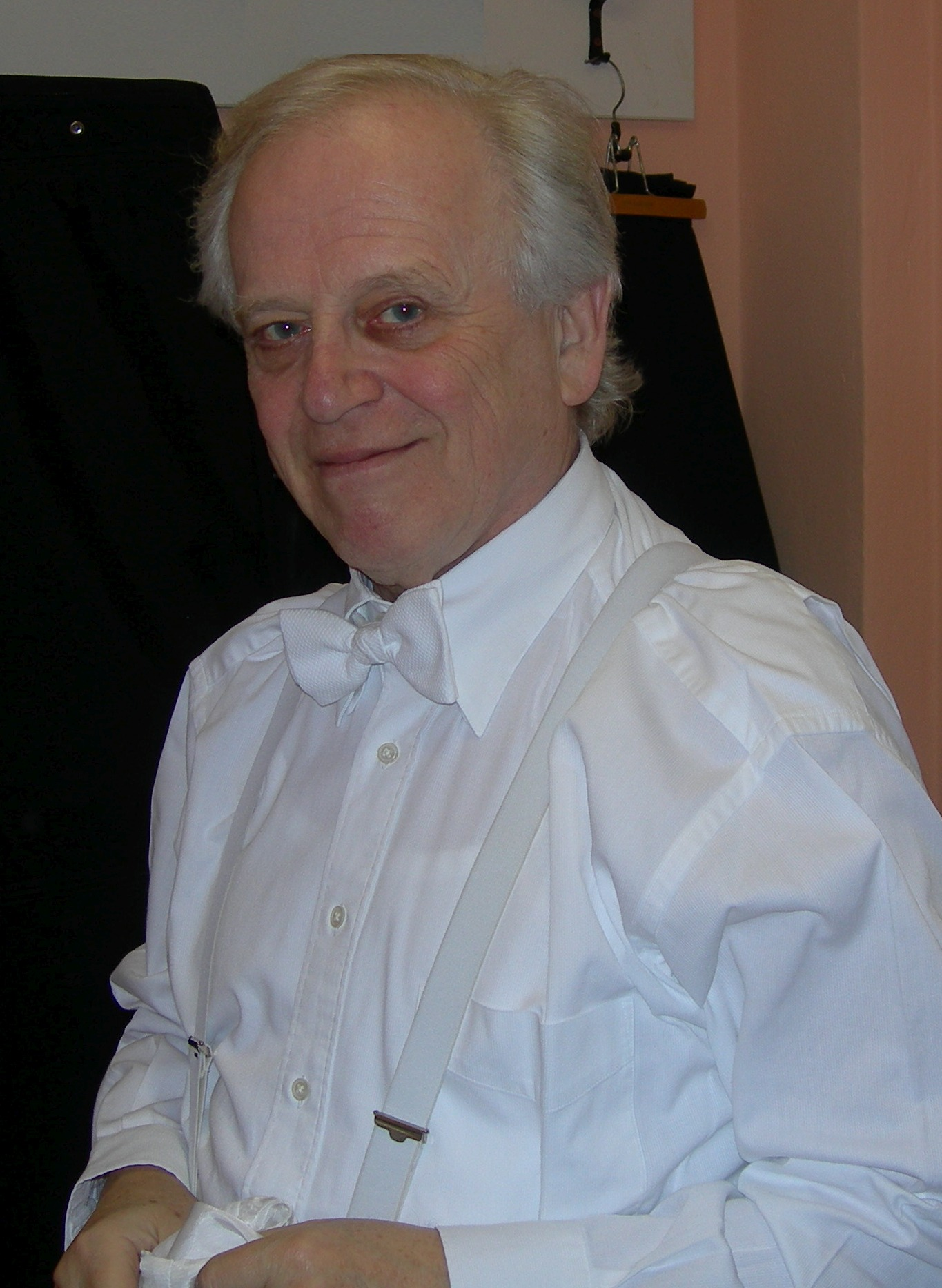
Золтан Пешко

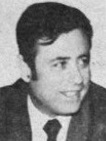
Абдель Халим Хаддам

- Азбель, Марк Яковлевич (87) — советский и израильский физик[1].
- Бенишу, Пьер (82) — французский журналист, главный редактор «L’Obs» (1966—?)[2].
- Беннет, Джули (88) — американская актриса[3].
- Беррио, Рафаэль (56) — испанский композитор, поэт и певец[4].
- Бурман, Вильгельм (80) — немецкий танцовщик, балетмейстер и педагог[5].
- Дашкевич, Виктор Николаевич (75) — белорусский театральный актёр, артист Витебского театра драмы, заслуженный артист Республики Беларусь (2016)[6].
- Джек, Эндрю (76) — британский киноактёр[7].
- Диуф, Папе (68) — сенегальский спортивный журналист, президент французского футбольного клуба «Марсель» (2005—2009)[8].
- Зорин, Леонид Генрихович (95) — советский и российский драматург и сценарист[9].
- Крижикова, Эва (85) — словацкая актриса[10].
- Кристина (64) — американская певица[11].
- Лукьянов, Анатолий Иванович (90) — советский передовик сельскохозяйственного производства, звеньевой колхоза «Амур» Архаринского района Амурской области, Герой Социалистического Труда[12].
- Льюис, Хеджмон (74) — американский профессиональный боксёр, чемпион мира в полусреднем весе NYSAC (1972)[13].
- Люст, Раймар (97) — немецкий астрофизик, генеральный директор ЕКА (1984—1990), президент Общества Макса Планка (1972—1984)[14].
- Марцелло, Винсент (68) — американский актёр[15][16].
- Мвана-а Ндзеки, Рафаэль Ндинги (88) — кенийский католический прелат, епископ Мачакоса (1969—1971), епископ Накуру (1971—1996), вспомогательный епископ (1996—1997) и архиепископ Найроби (1997—2007)[17].
- Налабардин, Иннокентий Григорьевич (86) — советский и российский художник[18].
- Петрович, Миодраг Малиша (93) — югославский футболист клуба «Црвена звезда» и спортивный функционер[19].
- Пешко, Золтан (83) — венгерский дирижёр и композитор-авангардист[20].
- Рамджи, Гита (63) — угандийская и южноафриканская медицинская исследовательница в области профилактики СПИДа[21].
- Рони, Уоллес (59) — американский джазовый музыкант, лауреат премии Грэмми[22].
- Сасабэ, Киёси (62) — японский кинорежиссёр[23].
- Синклер, Питер (73) — британский экономист[24].
- Уэйклам, Майкл (64—65) — британский молекулярный биолог[25].
- Фазакаш, Сабольч (72) — венгерский политический и государственный деятель, министр промышленности, торговли и туризма (1996—1998), депутат парламента Венгрии (2002—2004) и депутат Европейского парламента  (2004—2009)[26].
- Фроликов, Алексей Викторович (63) — советский и латвийский хоккеист («Динамо» Москва, «Динамо» Рига, «Пардаугава»), игрок сборной СССР и сборной Латвии, МСМК СССР[27].
- Хаддам, Абдель Халиль (87) — сирийский государственный деятель, вице-президент (1984—2005), и. о. президента (2000)[28].
- Хасан, Боб (89) — индонезийский бизнесмен и государственный деятель, министр торговли и промышленности (1998)[29].
- Херувимов, Валерий Олегович (80) — советский и российский художник[30].
- Ходкевич, Мишель (91) — французский писатель и издатель, генеральный директор издательства «Сей»[31].
- Шпиг, Фёдор Иванович (64) — украинский бизнесмен, банкир и политический деятель, депутат Верховной рады (2002—2007), ДТП[32].
- Эйдемиллер, Эдмонд Георгиевич (76) — советский и российский детский психиатр, доктор медицинских наук (1994), профессор[33].

## 30 марта

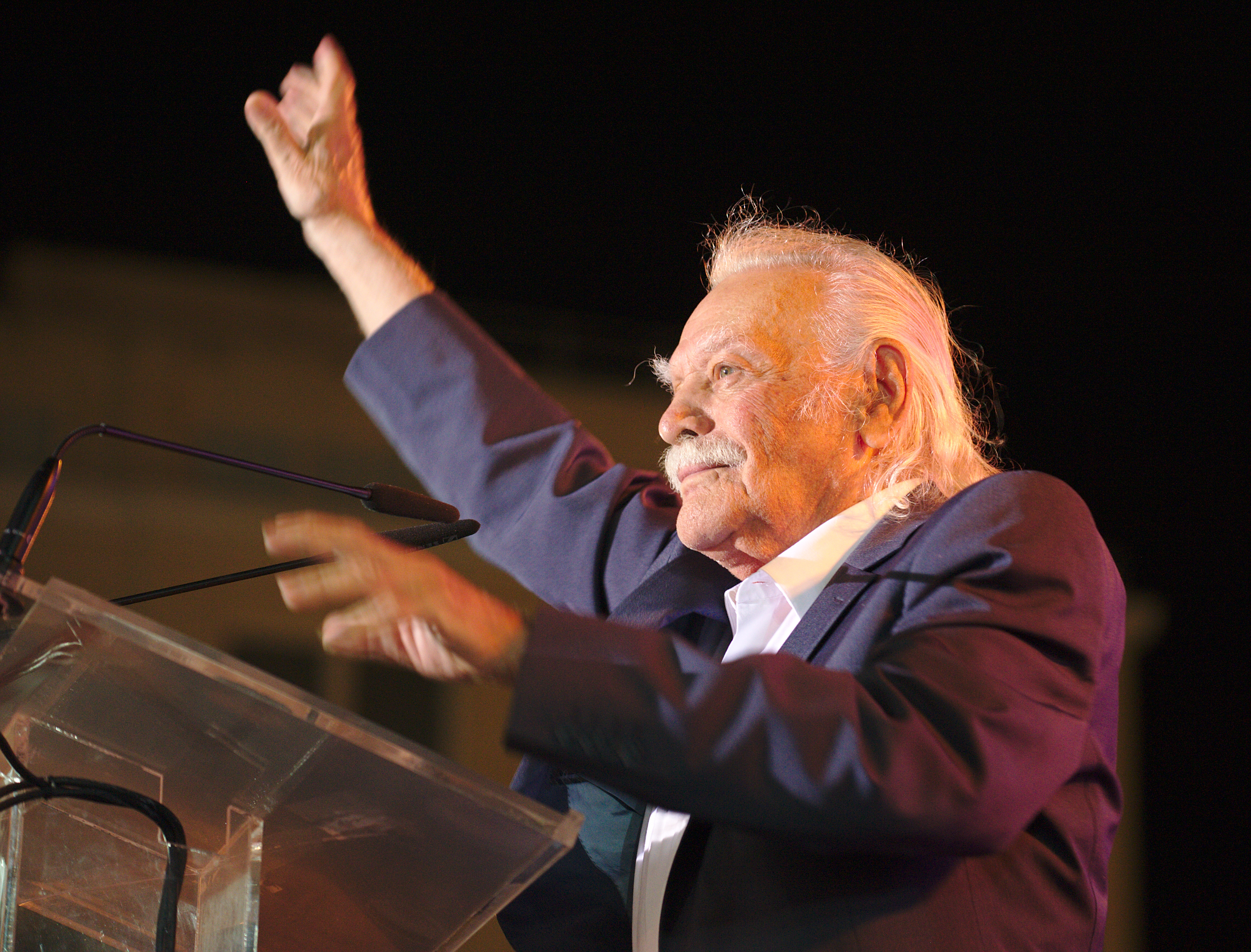
Манолис Глезос

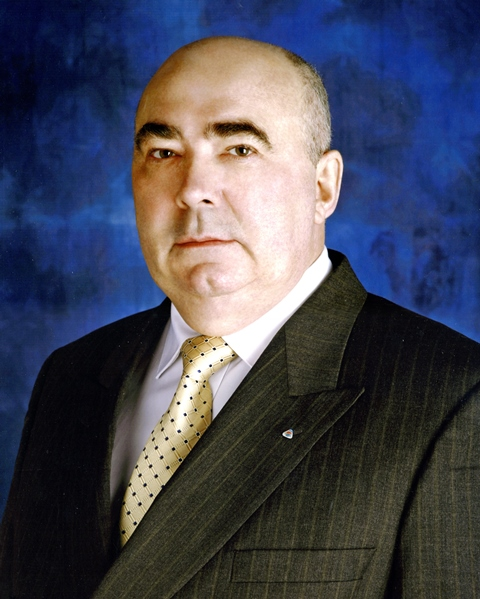
Геннадий Казанин

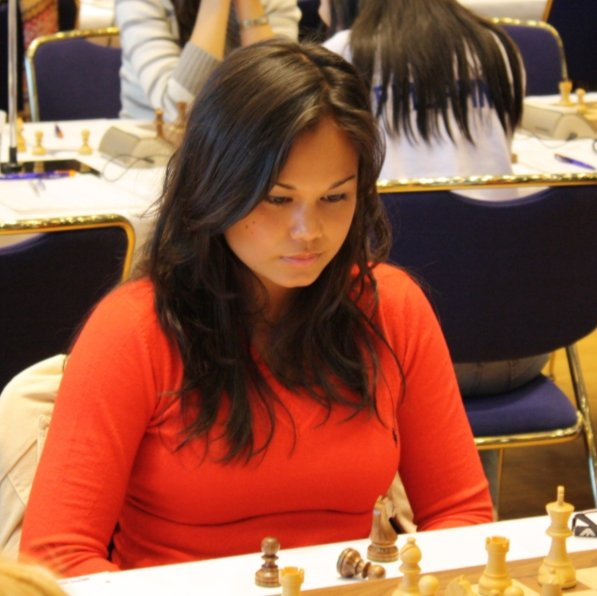
Арианна Каоили

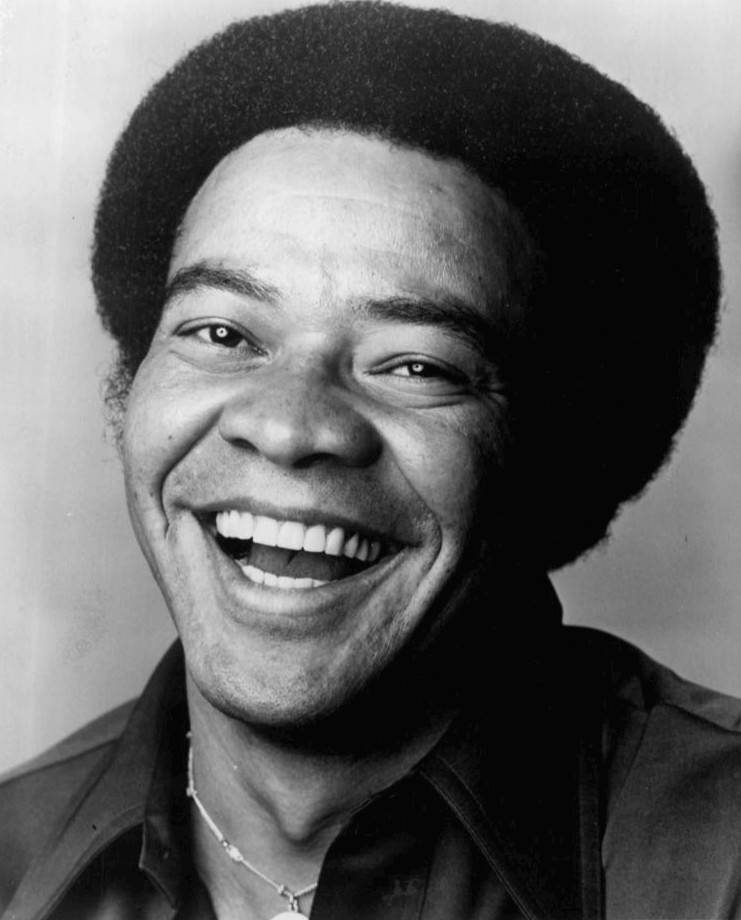
Билл Уизерс

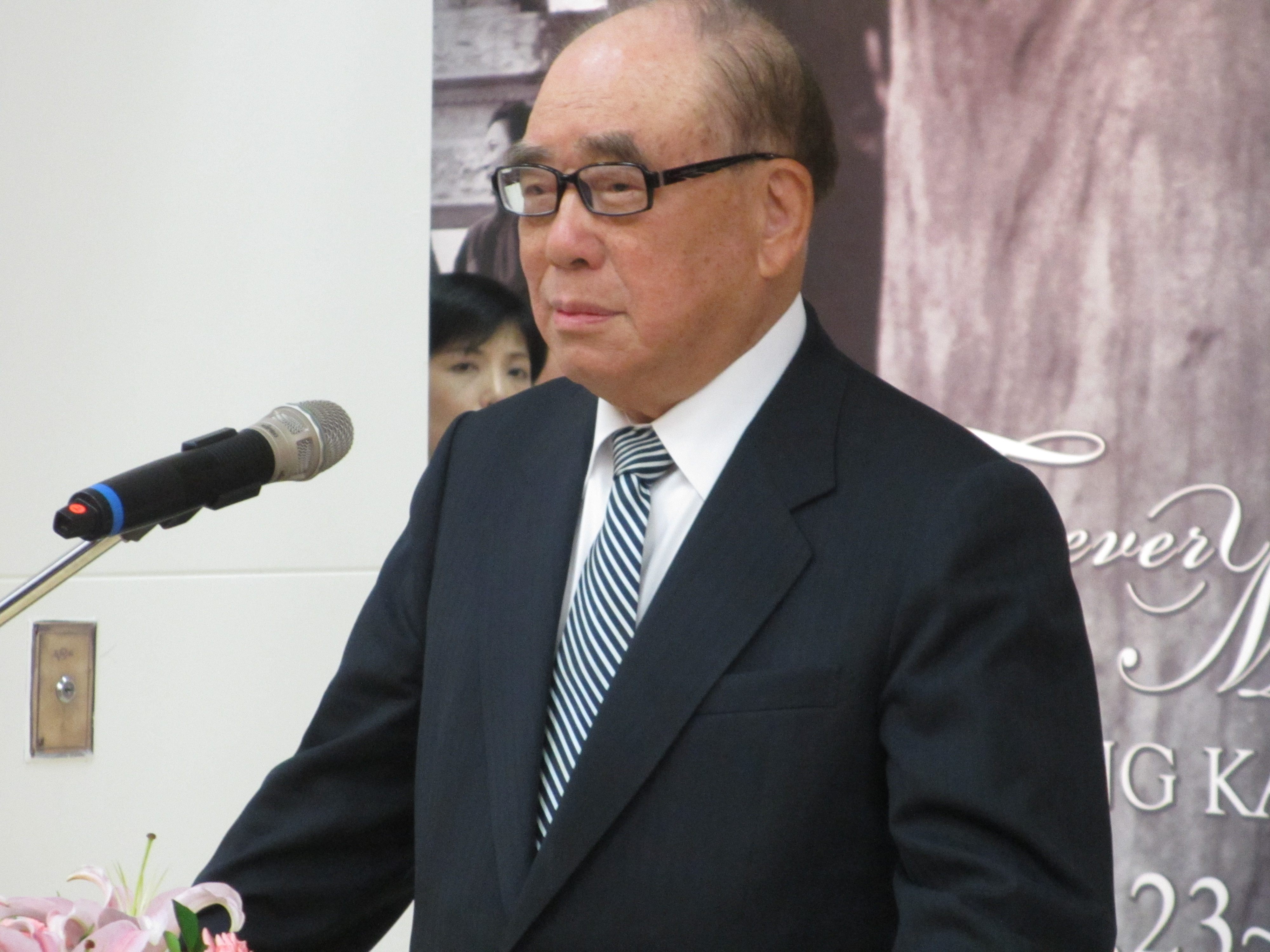
Хао Боцунь

- Алимулы, Аманхан (68) — казахский поэт, главный редактор журнала «Акикат»[34].
- Арсе Гомес, Луис (82) — боливийский военный и ультраправый политический деятель, министр внутренних дел Боливии (1980—1981)[35].
- Брабхэм, Генри (90) — американский хоккейный функционер, сооснователь Хоккейной лиги Восточного побережья (1988)[36].
- Глезос, Манолис (97) — греческий политический деятель, лауреат Международной Ленинской премии «За укрепление мира между народами» (1963)[37].
- Гудрич, Джеймс (73) — американский нейрохирург, дважды проведший операции по разделению сиамских близнецов[38].
- Де Паола, Томас Энтони (Томи де Паола) (85) — американский детский писатель[39].
- Джунехо, Абдул Кадир (74) — пакистанский писатель и драматург[40].
- Зарандия, Иван Чантович (74) — советский и абхазский юрист, председатель Адвокатской палаты Абхазии[41].
- Йомби-Опанго, Жоаким (81) — государственный деятель Республики Конго, президент (1977—1979), премьер министр (1993—1996)[42].
- Казанин, Геннадий Семёнович (71) — советский и российский геофизик, доктор технических наук (2008), генеральный директор МАГЭ (1999—?)[43].
- Каоили, Арианна (33) — филиппинская и австралийская шахматистка; последствия ДТП[44][45].
- Карпов, Виктор Иванович (93) — советский футболист («Крылья Советов») и тренер, заслуженный мастер спорта СССР (1955), заслуженный тренер СССР (1969)[46].
- Кларк, Джо (78) — американский бизнесмен, сооснователь Horizon Air (1981)[47].
- Куражев, Александр Валентинович (67) — советский и российский театральный актёр, артист Ульяновского театра драмы[48].
- Кучинский, Александр Васильевич (45) — белорусский юрист, председатель Ассоциации белорусских банков[49].
- Кэмпбелл, Дон (69) — американский танцор и хореограф[50].
- Милутин (Кнежевич) (71) — епископ Сербской православной церкви, епископ Валевский (с 2006 года)[51].
- Овусу, Кваси (72) — ганский футболист, выступавший за национальную сборную (о смерти сообщено в этот день)[52].
- Пеэтс, Йоханнес (89) — советский и эстонский спортсмен по современному пятиборью, лауреат Государственной спортивной премии Эстонии (2010)[53].
- Пшеничнер, Борис Григорьевич (86) — советский и российский специалист в области астрономического и космического образования[54].
- Ремизов, Анатолий Александрович (76) — советский и российский театральный деятель, сценограф[55].
- Стороженко, Михаил Михайлович (82) — советский легкоатлет, чемпион СССР по десятиборью (1964), участник летних Олимпийских игр в Токио (1964)[56]
- Танова, Екатерина Дуктуг-ооловна (90) — советская и российская тувинская писательница, переводчица, драматург[57].
- Тудор, Мартин (43) — румынский футболист[58].
- Туракевич, Валерий Анатольевич (50) — российский художник и поэт[59].
- Тыугу, Энн Харальдович (84) — советский и эстонский математик, специалист в области прикладной математики и языков программирования, академик Эстонской академии наук (1987)[60].
- Уизерс, Билл (81) — американский автор-исполнитель соула[61] Архивная копия от 5 апреля 2020 на Wayback Machine.
- Хао Боцунь (100) — тайваньский военный и государственный деятель, председатель Исполнительного юаня Китайской республики на Тайване (1990—1993)[62].
- Хит, Хилари (Дуайер, Хилари) (74) — британская актриса и продюсер[63][64].
- Шамбордон, Жан-Клод (81) — французский социолог[65].
- Шимко, Владимир Васильевич (77) — российский сердечно-сосудистый хирург, доктор медицинских наук, профессор[66].
- Эбрел, Луиза (87) — французская певица[67].
- Янина, Елена Станиславовна — советский и российский тренер по лёгкой атлетике, мастер спорта СССР (прощание состоялось в этот день)[68].

## 29 марта

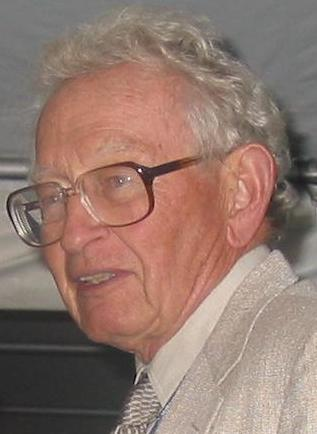
Филип Андерсон

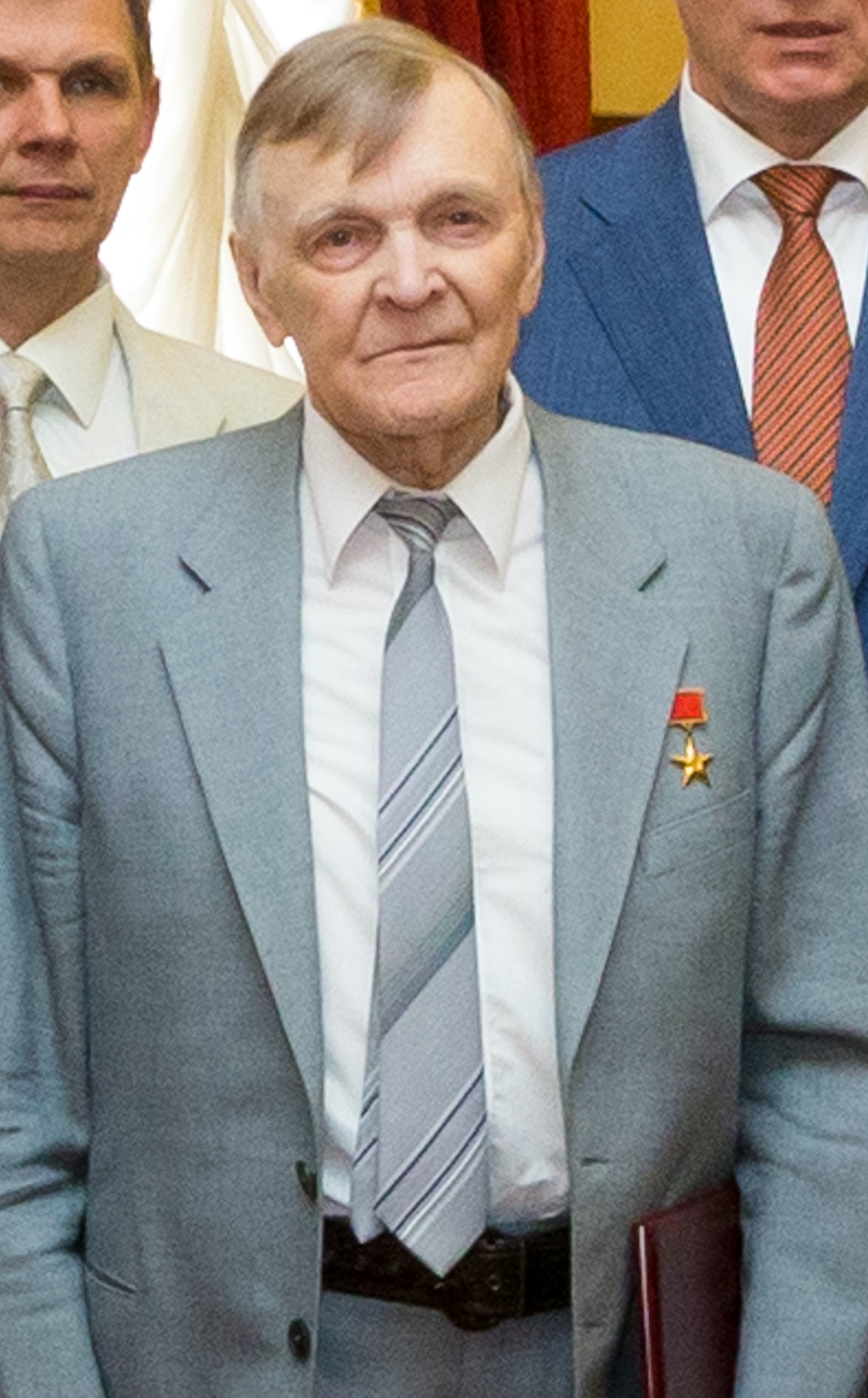
Юрий Бондарев

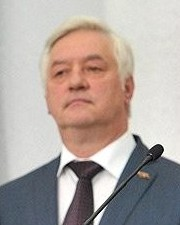
Валентин Горбунов

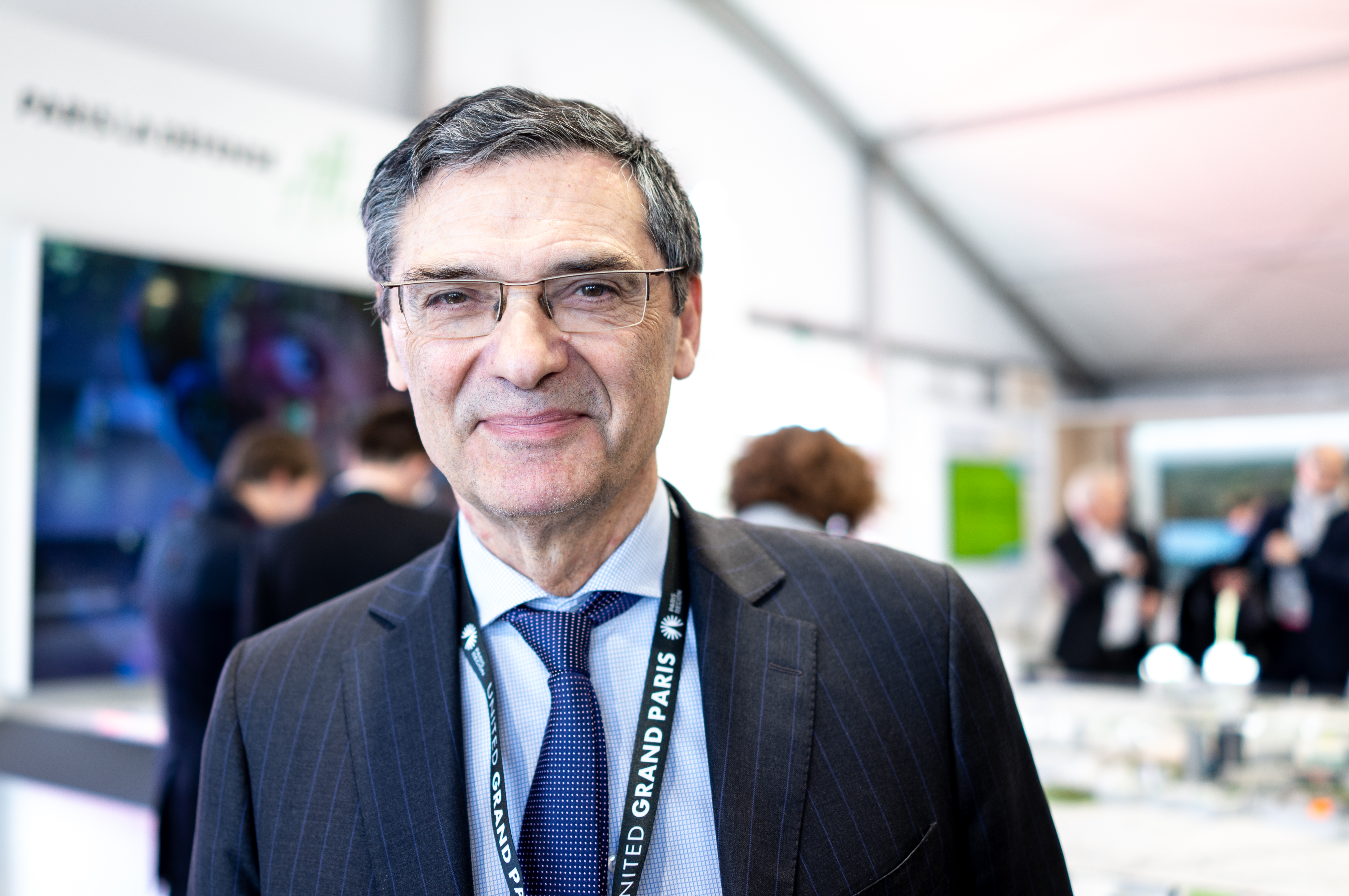
Патрик Деведжян

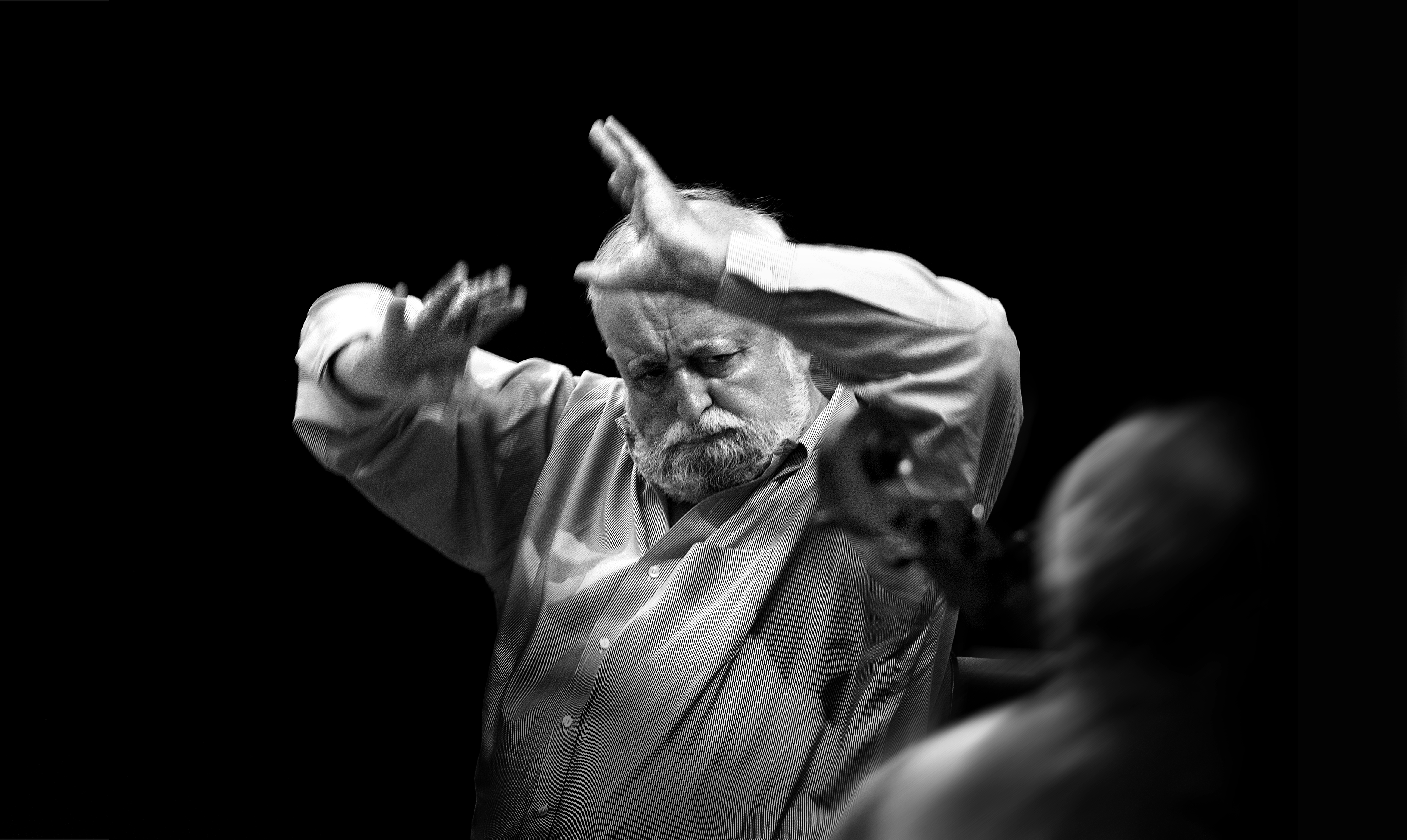
Кшиштоф Пендерецкий

- Абади, Клод (100) — французский джазовый кларнетист[69].
- Агрба, Владимир Бабахович (84) — советский и абхазский литературовед и публицист[70].
- Роберт Йербург, 2-й барон Алвингем (93) — английский пэр, барон Алвингем (с 1955 года), член палаты лордов (1955—1999)[71].
- Андерсон, Филип Уоррен (96) — американский физик-теоретик, лауреат Нобелевской премии по физике (1977), иностранный член РАН (1994)[72].
- Бондарев, Юрий Васильевич (96) — советский и российский писатель, председатель правления Союза писателей России (1991—1994), Герой Социалистического Труда (1984)[73].
- Горбунов, Валентин Павлович (66) — российский государственный деятель, председатель Московской городской избирательной комиссии (1995—2020)[74].
- Деведжян, Патрик (75) — французский государственный деятель, министр промышленности Франции (2004—2005)[75].
- Димидюк, Николай Михайлович (83) — советский и российский военачальник, командующий Ракетными войсками и артиллерией Сухопутных войск ВС СССР и Российской Федерации (1991—1997), генерал-полковник (1992)[76].
- Диффи, Джо (61) — американский кантри-музыкант[77].
- Капон, Хосе Луис (72) — испанский футболист, двукратный чемпион страны в составе клуба Атлетико Мадрид, игрок национальной сборной[78].
- Козаченко, Владимир Павлович (88) — советский и российский онкогинеколог, доктор медицинских наук (1969), профессор (1972)[79].
- Котовская, Адиля Равгатовна (92) — советский и российский врач и физиолог, доктор медицинских наук (1971), профессор, сотрудник ИМБП РАН[80].
- Меррилл, Алан (69) — американский музыкант и композитор[81].
- Пендерецкий, Кшиштоф (86) — польский композитор и дирижёр[82].
- Рамсден, Джеймс (96) — британский государственный деятель, военный министр Великобритании (1963—1964)[83].
- Руа, Жан-Луи (81—82) — швейцарский режиссёр[84].
- Симура, Кен (70) — японский актёр-комик[85].

## 28 марта
- Брисуэла, Николас (70) — аргентинский музыкант[86].
- Везентини, Эдоардо (91) — итальянский математик и государственный деятель, иностранный член РАН (1999), сенатор (1987—1992)[87].
- Вивес, Сальвадор (78) — испанский актёр[88].
- Вольф, Уильям (94) — американский кинокритик, президент «Драма Деск», председатель New York Film Critics Circle[89].
- Ганга, Жан-Клод (86) — конголезский (Республика Конго) спортивный деятель, член Международного Олимпийского комитета[90].
- Гонсалес Риссотто, Родольфо (70) — уругвайский политик, министр национальной обороны Уругвая (1995)[91].
- Доронин, Константин Игоревич (84) — советский и российский театральный актёр, артист Театра на Таганке и радиоведущий[92].
- Каллахан, Джон (66) — американский киноактёр[93].
- Коберн, Том (72) — американский врач и государственный деятель, член Палаты представителей США (1995—2001), сенатор (2005—2015)[94].
- Кравцова, Елена Евгеньевна (69) — российский психолог, доктор психологических наук (1996), профессор кафедры проектирующей психологии Института психологии РГГУ (2002), внучка Л. С. Выготского[95].
- Кублинский, Михаил (80) — латвийский театральный и кинорежиссёр[96].
- Масто, Раффаэле (66) — итальянский писатель и журналист[97].
- Милле, Дениз (86) — французская художница[98].
- Раинчик, Сергей Васильевич (48) — белорусский клавишник и звукорежиссёр (Верасы), сын Василия Раинчика[99] Архивная копия от 29 марта 2020 на Wayback Machine.
- Рапп, Франсис (93) — французский историк[100].
- Роттоли, Анджело (61) — итальянский профессиональный боксёр, чемпион Европы (1989)[101].
- Руттинг, Барбара (92) — немецкая актриса[102][103].
- Тёппер, Херта (95) — австрийская оперная певица[104].
- Тибон-Корнийо, Мишель — французский философ[105].
- Фабер, Мэттью (47) — американский актёр[106].
- Франклин, Лонни (67) — американский серийный убийца[107].
- Хелмрейх, Уильям (74) — американский социолог[108].
- Ховард, Джен (91) — американская певица[109].
- Шпилевой, Анатолий Павлович (74) — советский и российский скульптор (о смерти объявлено в этот день)[110].
- Шрэмм, Дэвид (73) — американский актёр[111][112].

## 27 марта

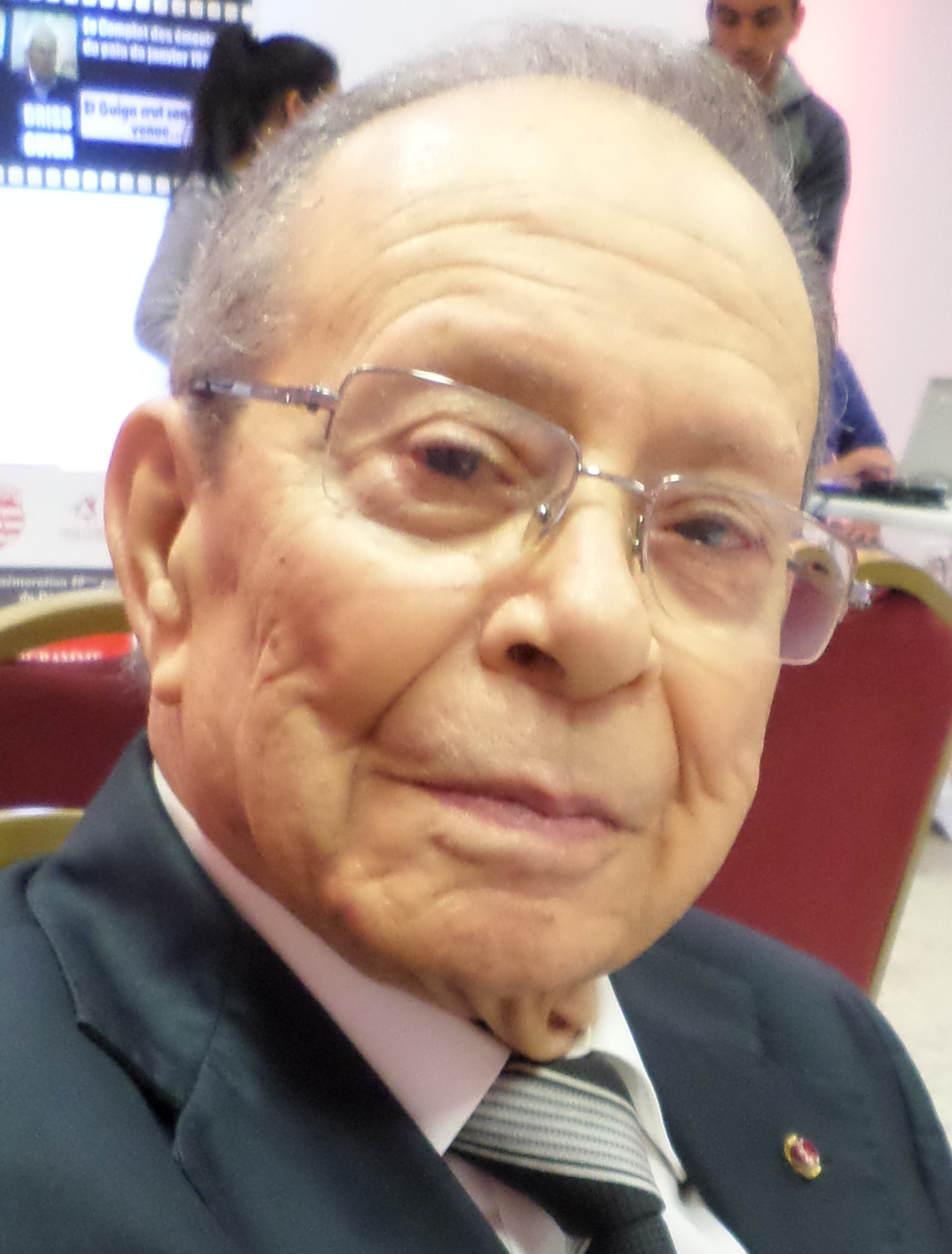
Хамед Каруи

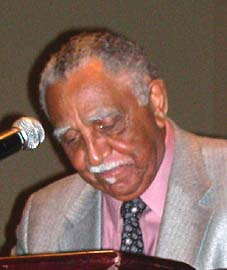
Джозеф Лоуэри

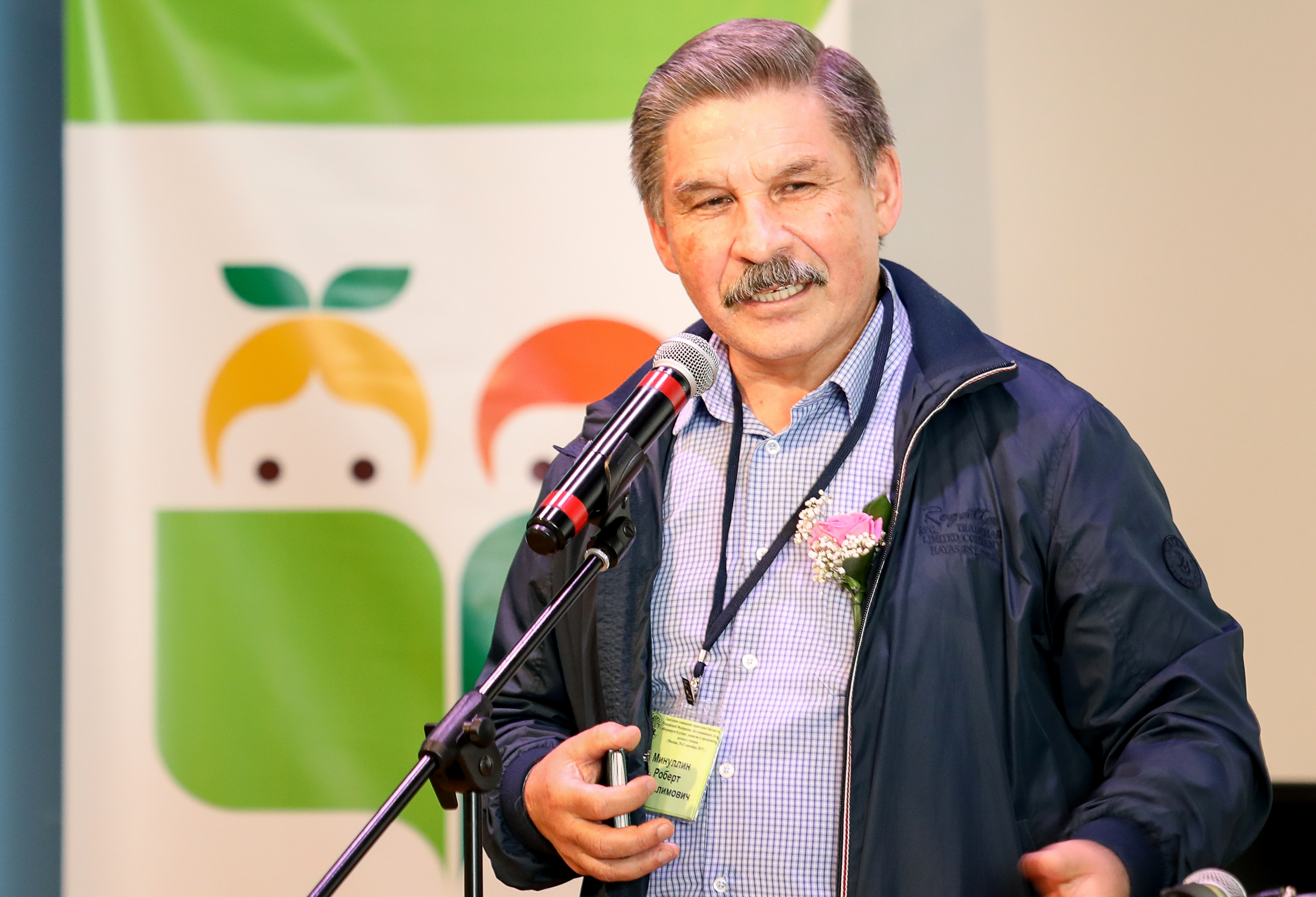
Роберт Миннуллин

- Азулай, Даниэль (72) — бразильский художник[113].
- Акар, Жак (88) — французский врач и микробиолог[114].
- Алеманн, Роберто (97) — аргентинский экономист и государственный деятель, министр экономики Аргентины (1961—1962, 1981—1982)[115].
- Андреоли, Эльвия (69) — аргентинская актриса[116][117].
- Асратян, Арпик Ашотовна (69) — российский вирусолог, доктор медицинских наук (1997), профессор кафедры эпидемиологии Института профессионального образования Сеченовского университета (1998)[118].
- Бабаев, Рауф Юсиф оглы (82) — советский и азербайджанский певец, солист вокального квартета «Гая», народный артист Азербайджана (2006)[119].
- Блум, Брайан (70) — американский разработчик настольных игр[120].
- Вашингтон, Делрой (67) — ямайский и британский певец[121].
- Верма, Бени Прасад (79) — индийский государственный деятель, министр сталелитейной промышленности Индии (2011—2014)[122].
- Геваргиз, Даниель (79) — иранский тяжелоатлет, серебряный призёр Азиатских игр (1970)[123].
- Дорис, Мирна (79) — итальянская певица[124].
- Елманов, Григорий Фёдорович (94) — полковник внутренней службы в отставке, первый начальник Казанского юридического института МВД России.
- Загребин, Леонид Дмитриевич (81) — советский и российский физик и общественный деятель, доктор физико-математических наук (2004), профессор кафедры физики ИжГТУ (2005)[125].
- Каруи, Хамед (92) — тунисский государственный деятель, премьер-министр Туниса (1989—1999)[126].
- Ласточкин, Владимир Николаевич (78) — советский и российский драматург и режиссёр[127].
- Лоуэри, Джозеф (98) — американский священнослужитель ОМЦ и руководитель Американского движения за гражданские права[128].
- Любомудров, Владимир Павлович (80) — советский и российский кинорежиссёр, сценарист[129]..
- Маккиннелл, Майкл (84) — американский архитектор[130].
- Миннуллин, Роберт Мугаллимович (71) — советский и российский татарский поэт[131].
- Рудницкий, Валерий Ефимович (82) — советский и российский поэт, журналист и общественный деятель[132].
- Семёнов, Юрий Кузьмич (88) — советский государственный деятель, министр энергетики и электрификации СССР (1989—1991)[133].
- Фальковский, Леонид Александрович (83) — советский и российский физик-теоретик, доктор физико-математических наук, профессор[134].
- Фридман, Карл (псевдоним Каролины Клоп) (67) — нидерландская писательница[135].
- Хантер, Лес (77) — американский баскетболист[136].
- Чжоу Цзюнь (88) — китайский фармацевт, действительный член Китайской академии наук (1999)[137].
- Шадько, Кларина Ивановна (81) — советская и российская актриса, артистка Ульяновского драмтеатра, народная артистка РСФСР (1988)[138].
- Шмидт, Лэнни (81) — американский химик[139].
- Энди, Боб (75) — ямайский певец и автор песен[140].

## 26 марта

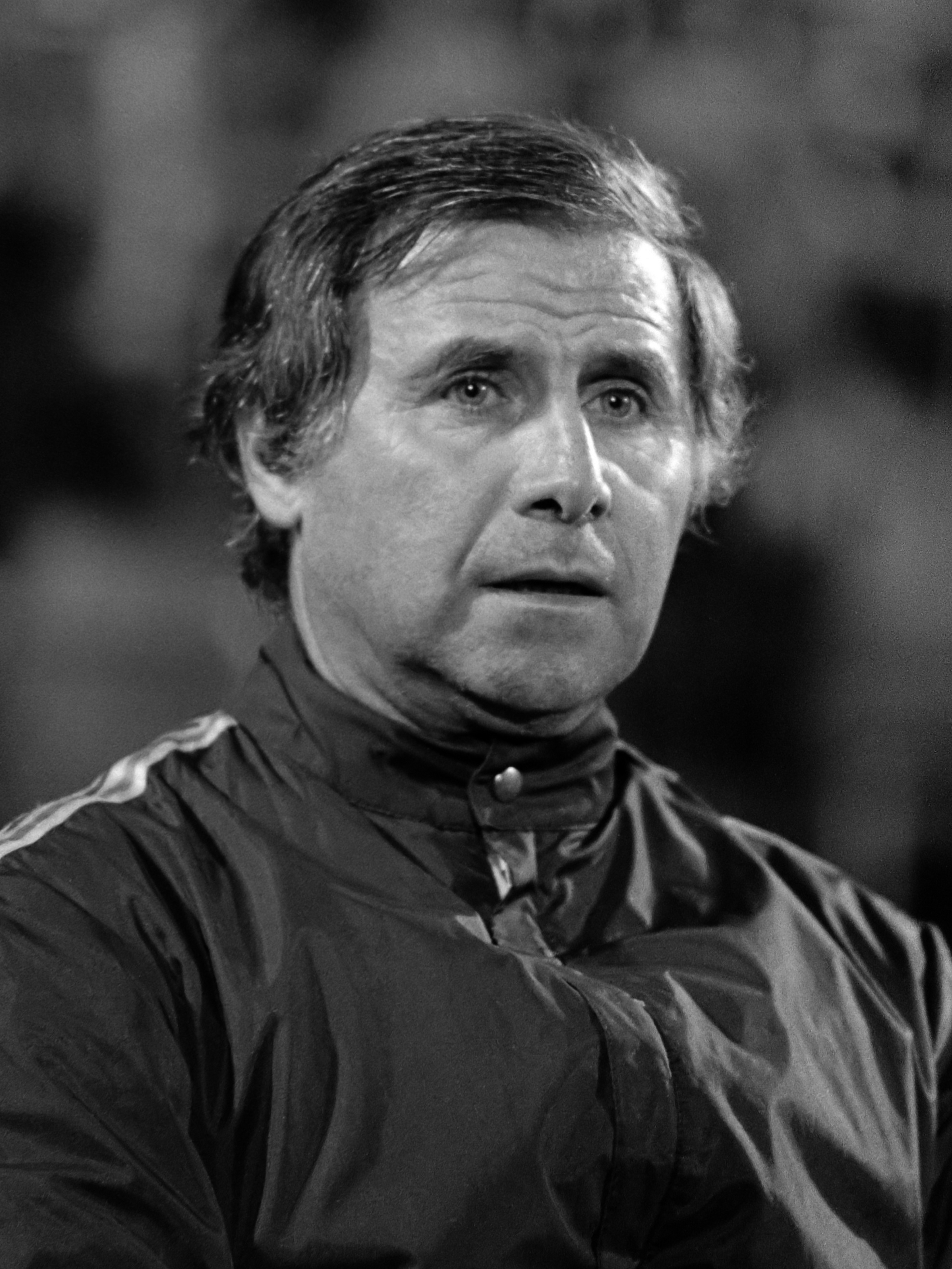
Мишель Идальго

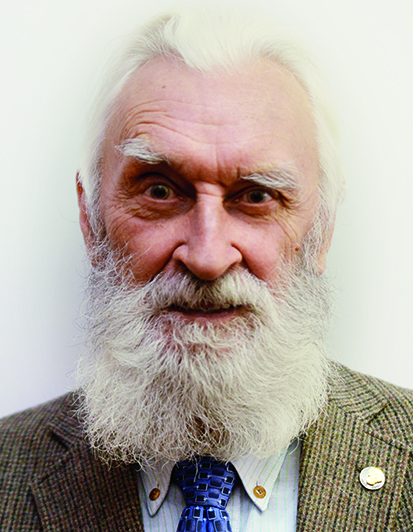
Виталий Костомаров

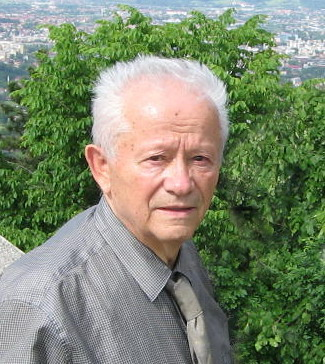
Раде Михальчич

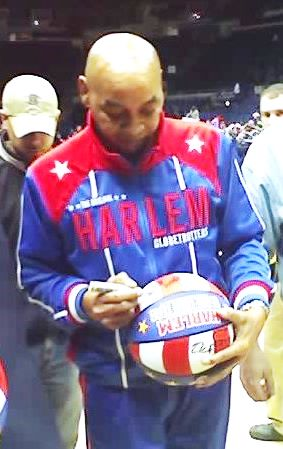
Кёрли Нил

- Арканов, Виктор Константинович (60) — российский театральный актёр, артист Хакасского русского драматического театра[141].
- Бейт, Дженифер (75) — британская органистка[142].
- Блюм, Марк (69) — американский актёр[143].
- Вегмюллер, Вальтер (83) — швейцарский художник[144].
- Дрэгэнеску, Константин (83) — румынский актёр[145].
- Идальго, Мишель (87) — французский футболист, тренер[146].
- Клек, Дженни (72) — английский палеонтолог[147].
- Кобаррубиас, Менги (66) — филиппинский актёр[148].
- Костомаров, Виталий Григорьевич (90) — советский и российский лингвист-русист, ректор (1973—2000) и президент (с 2001 года) ИРЯ имени А. С. Пушкина, академик (1985) и президент (1990—1991) АПН СССР (с 1992 — РАО), президент МАПРЯЛ (1990—2003), заслуженный деятель науки Российской Федерации (1995)[149].
- Мария Тереза (86) — принцесса Бурбон-Пармская[150].
- Мартин, Билл (81) — британский шотландский автор песен[151].
- Михальчич, Раде (83) — сербский историк, член Сербской академии наук и искусств и Академии наук и искусств Республики Сербской[152].
- Мунаката, Наоми (64) — бразильский хоровой дирижёр[153].
- Нил, Кёрли (77) — американский баскетболист[154].
- Рони, Луиджи (78) — итальянский оперный певец (бас)[155].
- Ростан, Жорж (85—86) — французский актёр[156].
- Саитов, Суюндук Сахеевич (85) — советский и российский театровед, заслуженный деятель искусств РСФСР (1987)[157].
- Соркин, Майкл (71) — американский архитектор[158].
- Томас, Робин (57) — чешский и американский математик, член Американского математического общества (2012)[159].
- Уилсон, Хамиш (77) — британский шотландский актёр[160].
- Холмквист, Олле (83) — шведский тромбонист[161].
- Хюйсген, Рольф (99) — немецкий химик[162].

## 25 марта

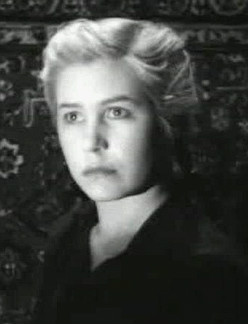
Инна Макарова

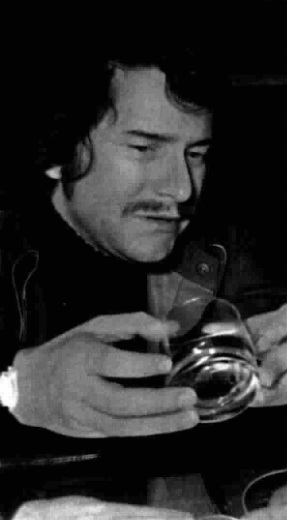
Детто Мариано

- Айвазян, Эдман (87) — иранский и английский художник[163].
- Баккер, Кес (76) — нидерландский футбольный менеджер, президент клуба «Витесс» (2008—2009, 2016—2017)[164].
- Бароцци, Данило (92) — итальянский велогонщик[165].
- Бейт, Дженнифер (75) — британская органистка[166].
- Богомяков, Геннадий Павлович (89) — советский партийный деятель, первый секретарь Тюменского обкома КПСС (1973—1990)[167].
- Вейяр, Жан-Ив (81) — французский историк[168].
- Габбай, Дарио (97) — греческий еврей, переживший Холокост, вероятно последний член зондеркоманды Освенцима[169].
- Галати, Мартинью (68) — бразильский дирижёр[170].
- Гома, Паул (84) — румынский писатель, отрицатель Холокоста[171].
- Дебрито, Джон (51) — американский футболист[172].
- Кемпер, Петер (77) — нидерландский футболист, защитник (ПСВ, сборная Нидерландов)[173].
- Ким, Виктор Югенович (86) — советский учёный-медик, судья международной категории АИБА по боксу[174].
- Кузнецов, Герард Алексеевич (94) — советский и украинский краевед[175].
- Кукес, Юрий Матвеевич (69) — российский артист цирка, жонглёр, народный артист Российской Федерации (2002)[176].
- Лист, Лисбет (78) — нидерландская певица и актриса[177] Архивная копия от 28 марта 2020 на Wayback Machine.
- Лоран, Донатьен (84) — французский музыковед и лингвист[178].
- Макарова, Инна Владимировна (93) — советская и российская киноактриса, народная артистка СССР (1985)[179].
- Мариано, Детто (82) — итальянский композитор и аранжировщик[180].
- Нимми (87) — индийская киноактриса[181].
- Омар, Джамал (59-60) — суданский военный деятель, генерал-лейтенант, министр обороны Судана (с 2019 года)[182].
- Ривз, Ричард (83) — американский журналист и писатель, лауреат премия Пибоди (1984)[183].
- Смирнов, Сергей Викторович (37) — российский актёр, артист ЦАТРА[184].
- Таиди, Фарзане (74) — иранская киноактриса[185].
- Угрюмов, Иван Анатольевич (52) — российский хоккеист, мастер спорта международного класса[186].
- Фернье, Жан-Жак (88) — французский архитектор и историк[187].

## 24 марта

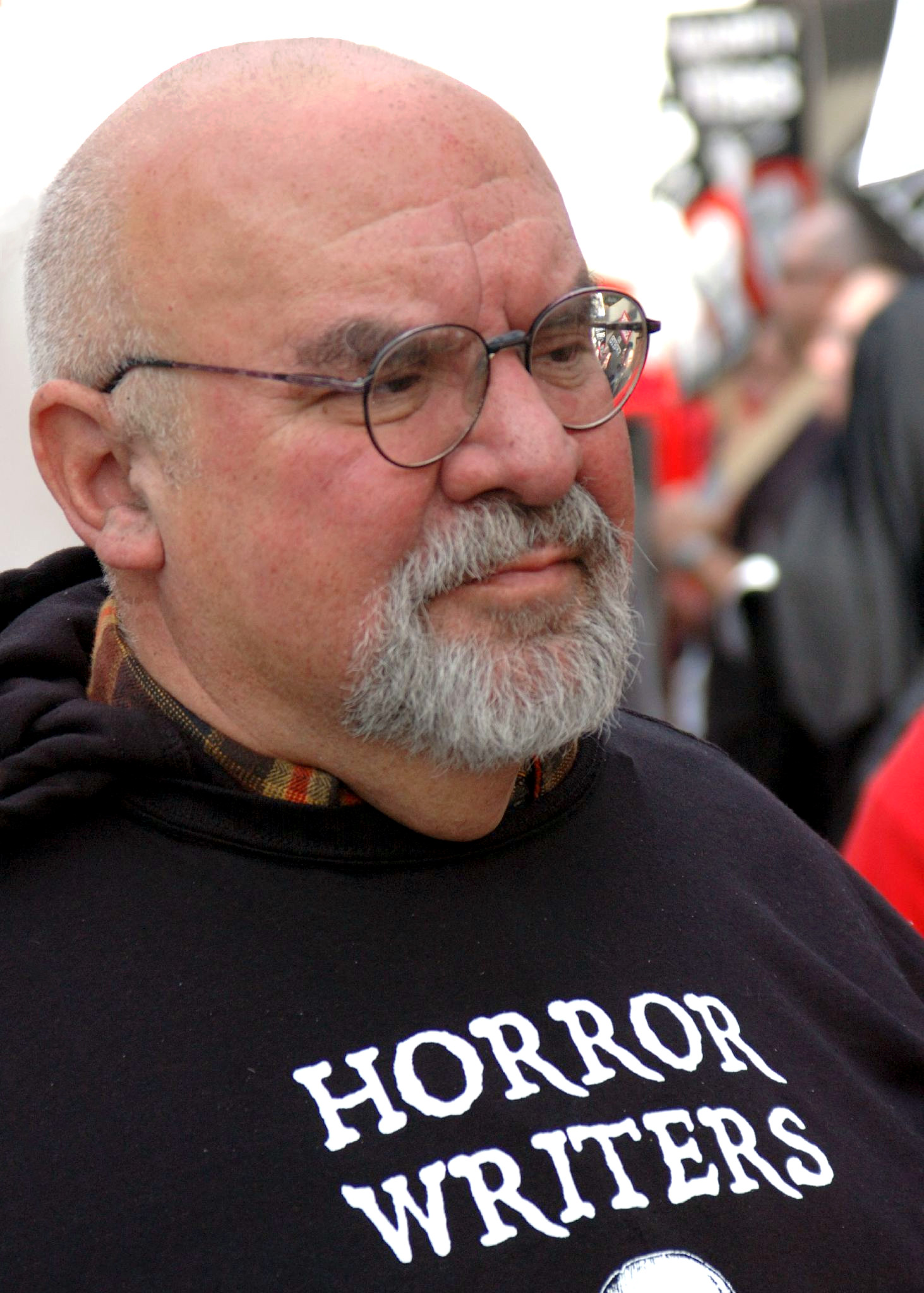
Стюарт Гордон

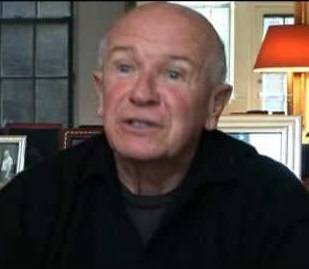
Терренс Макнелли

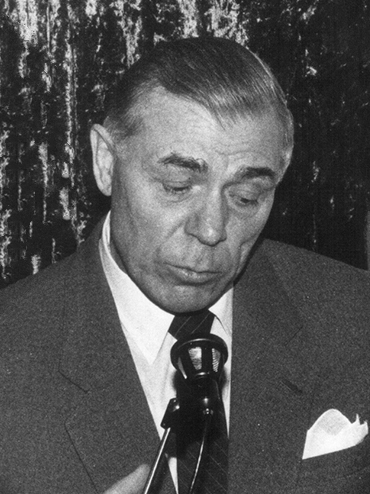
Анатолий Мокренко

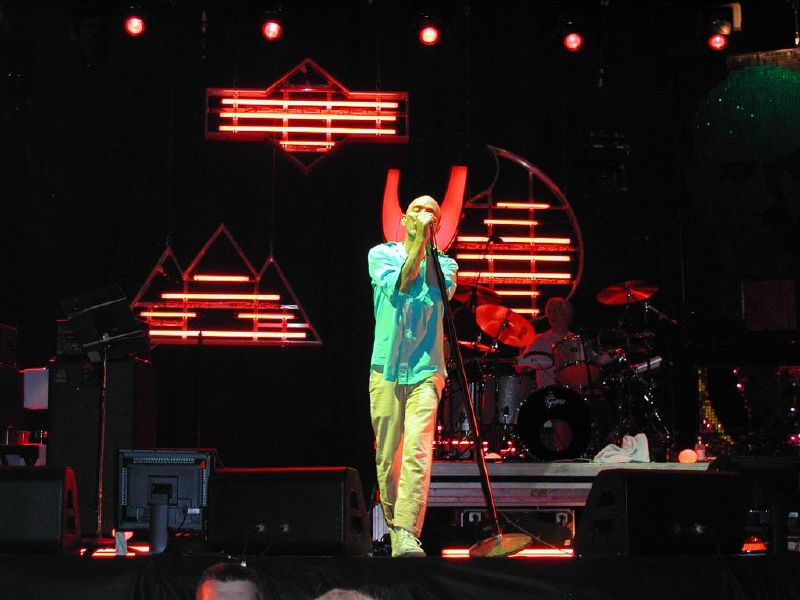
Уильям Рифлин

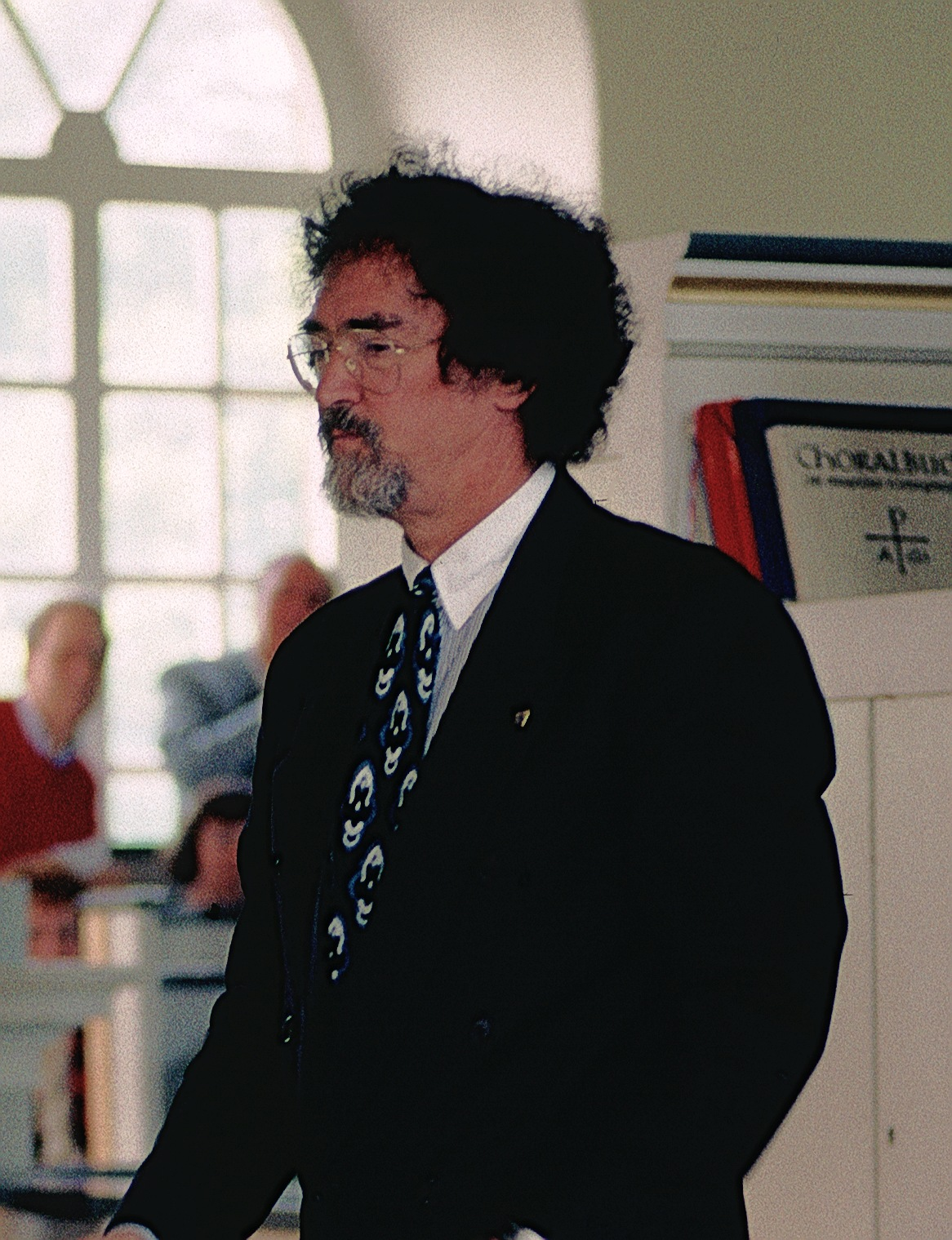
Эдуард Тарр

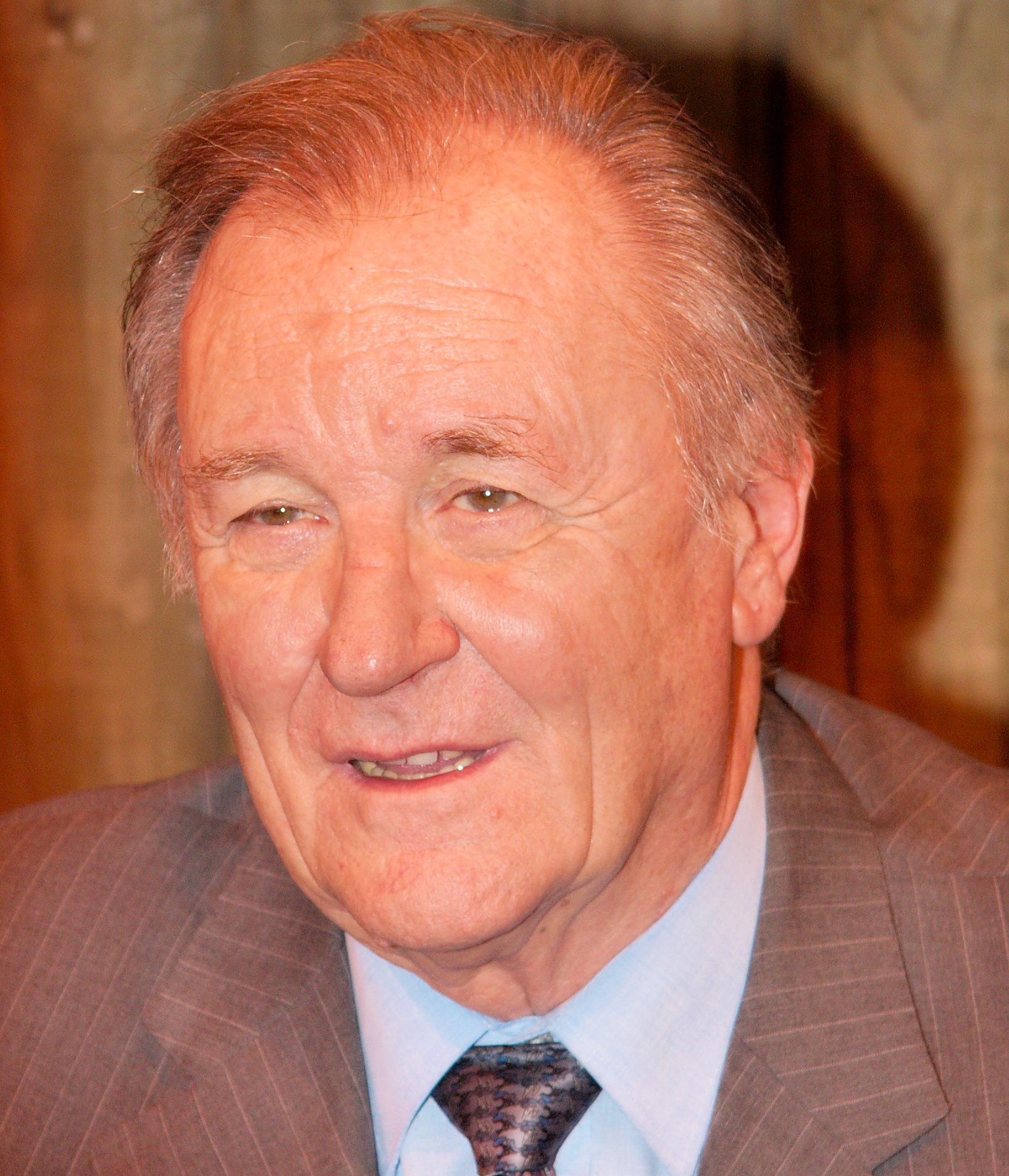
Альбер Удерзо

- Акбай, Нихат (75) — турецкий футболист, вратарь «Галатасарая» (1968—1978) и национальной сборной (1966—1976)[188].
- Бокий, Иван Сидорович (78) — украинский политический деятель, депутат Верховной рады (1998—2007)[189].
- Вэнь Гоган (80) — китайский тренер по фехтованию, главный тренер сборной Китая[190].
- Гомолка, Альфред (77) — германский политик, премьер-министр земли Мекленбург-Передняя Померания (1990—1992)[191].
- Гордон, Стюарт (72) — американский режиссёр, сценарист и продюсер[192].
- Дибанго, Ману (86) — камерунский музыкант и автор песен[193].
- Дики, Джордж (93) — американский философ[194].
- Дуфрис, Уильям (62) — американский актёр[195].
- Дэвис, Джон (90) — австралийский пловец, чемпион летних Олимпийских игр в Хельсинки (1952)[196].
- Куприков, Владимир Викторович (65) — советский и российский архитектор[197].
- Макнелли, Терренс (81) — американский драматург и сценарист[198].
- Маршнер, Вольфганг (93) — немецкий скрипач, альтист, композитор и музыкальный педагог[199].
- Михалевская, Марта Борисовна (89) — советский и российский психофизиолог и психофизик[200].
- Мокренко, Анатолий Юрьевич (87) — советский и украинский оперный певец (баритон), народный артист СССР (1976)[201].
- Мэндел, Лоринг (91) — американский драматург и сценарист[202][203].
- Мюррей, Джон Ф. (92) — американский пульмонолог[204].
- Онстэд, Кари (79) — норвежская актриса[205][206].
- Падрон, Хуан (73) — кубинский художник[207].
- Поланко, Дженни (62) — доминиканский модельер[208].
- Рифлин, Уильям (59) — американский музыкант[209].
- Рубинштейн, Илья Иосифович (57) — российский сценарист, режиссёр, актёр и писатель[210].
- Руттер, Тони (78) — британский мотогонщик, четырёхкратный чемпион мира (1981—1984)[211].
- Стецко, Павел Владимирович (90) — советский и белорусский языковед, доктор филологических наук (1980), профессор[212].
- Тарр, Эдуард Хэнкинс (83) — американский трубач и музыковед[213][214].
- Трельес, Игнасио (103) — мексиканский футбольный тренер[215].
- Удерзо, Альбер (92) — французский художник комиксов[216].
- Фарах, Мохаммед (59) — сомалийский футболист, игрок национальной сборной[217].
- Харикумар, Е (76) — индийский писатель[218].
- Чарный, Давид Исаакович (85) — российский продюсер и бизнесмен, заслуженный работник культуры Российской Федерации (1994)[219].
- Шабат, Алексей Борисович (82) — советский и российский математик, доктор физико-математических наук (1975), профессор (1979), сотрудник ИТФ РАН[220].
- Шмитт, Одиль (59) — французская актриса[221].
- Шурманн, Джерард (96) — британский композитор и дирижёр[222].
- Эрикссон, Йон (91) — шведский футболист и тренер, двукратный чемпион Швеции (1954—1955, 1959) в составе «Юргордена», игрок национальной сборной (1951—1955), тренер «Броммапойкарны» (1967—1968)[223].

## 23 марта

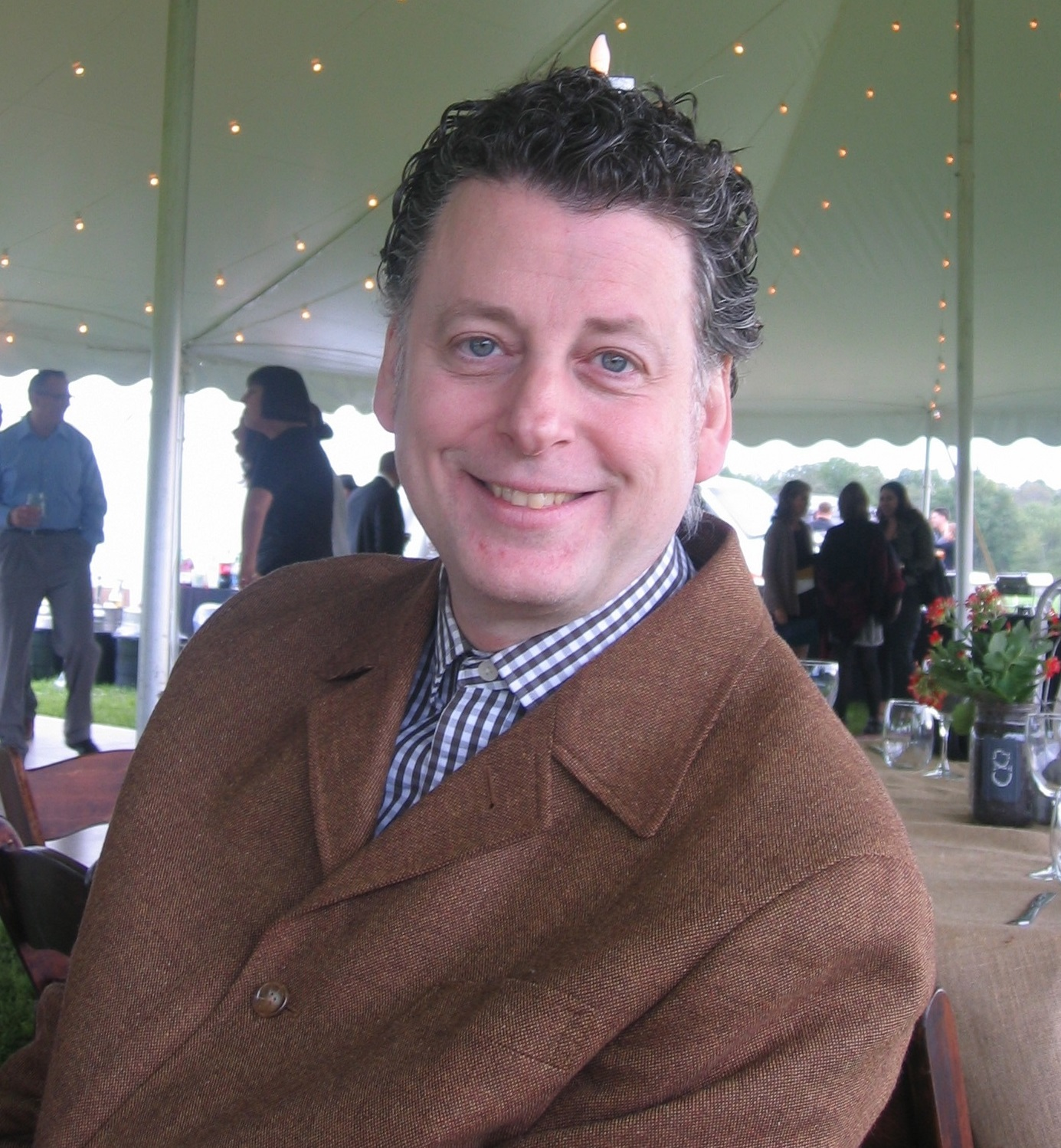
Морис Бергер

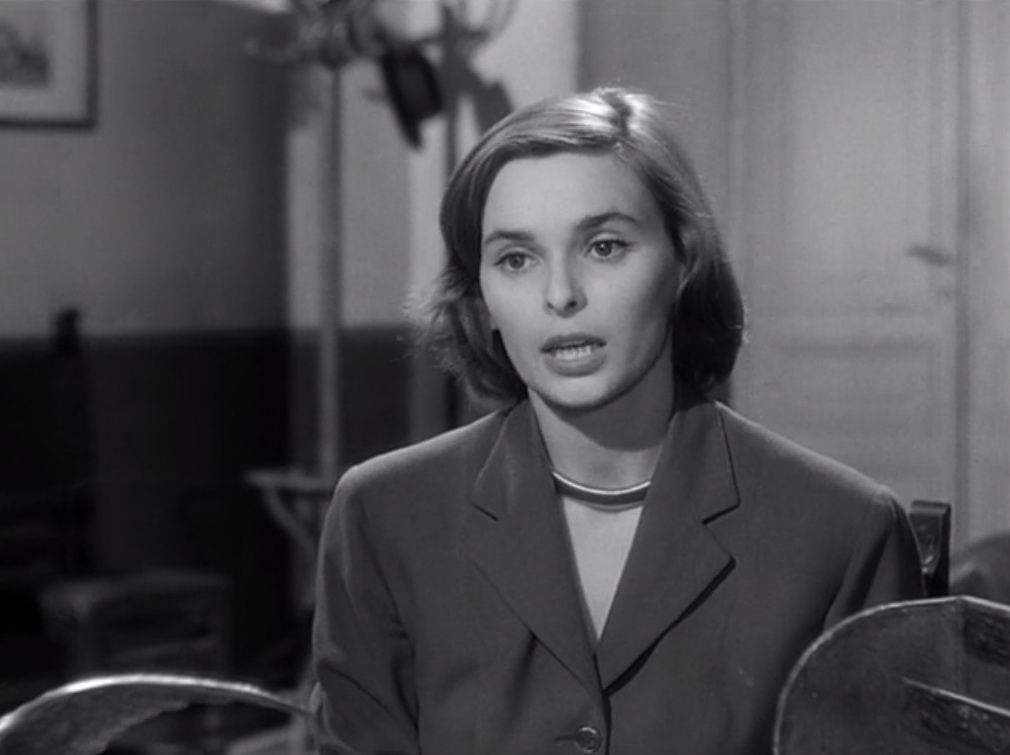
Лючия Бозе

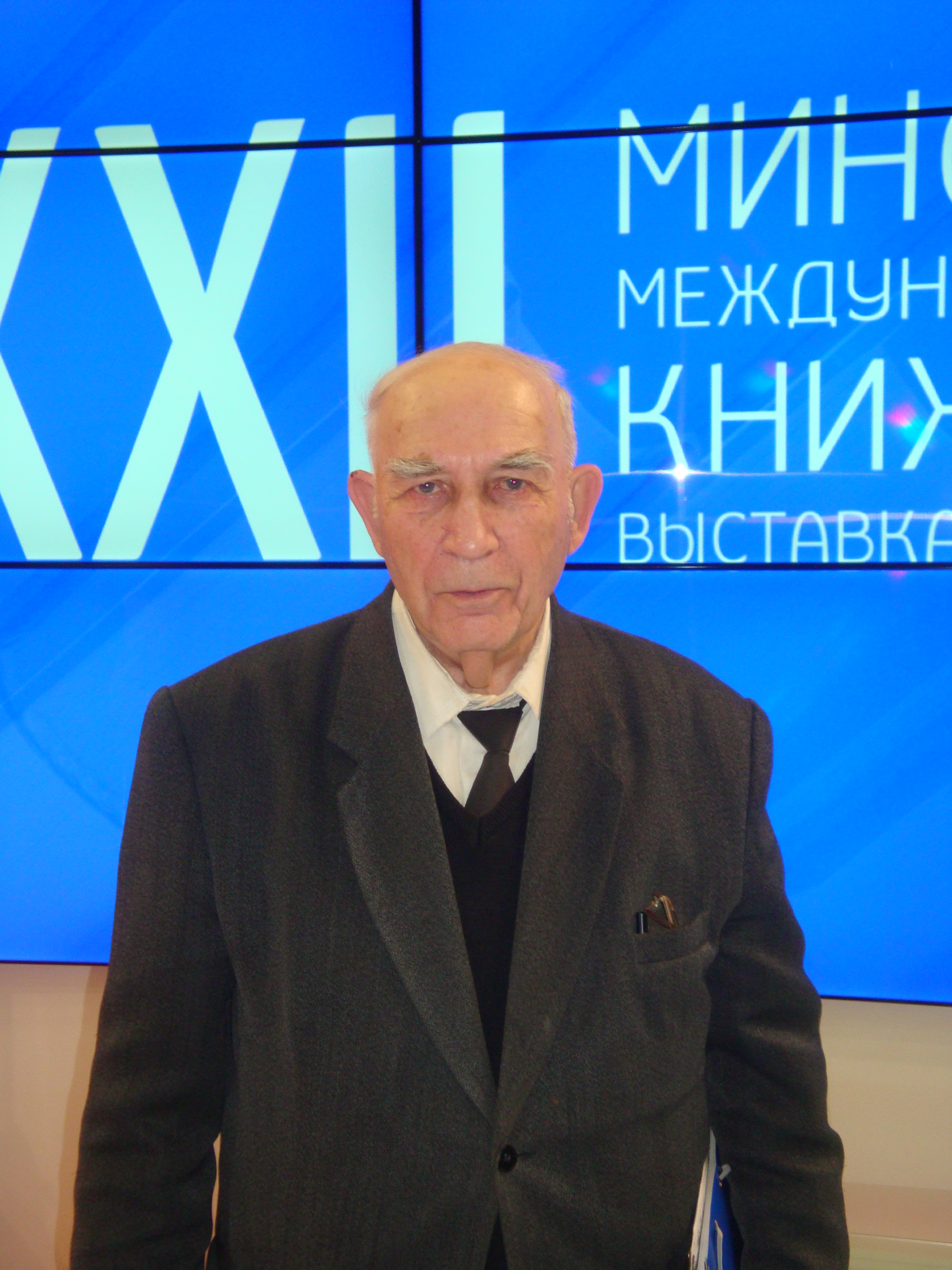
Пётр Лысенко

- Аморузо, Джо (60) — итальянский пианист[224]
- Арбазино, Альберто (90) — итальянский писатель[225].
- Бергер, Морис (63) — американский историк культуры и искусствовед[226].
- Бозе, Лючия (89) — итальянская актриса[227].
- Бондаренко, Василий Иванович (86) — советский и российский писатель[228].
- Васильев, Константин Евгеньевич (87) — советский и российский артист цирка, народный артист Российской Федерации (1996)[229].
- Гаджибеков, Назим Мамед оглы (92) — советский и азербайджанский архитектор, заслуженный архитектор Азербайджанской ССР (1979)[230].
- Гарел-Джонс, Тристан (79) — британский государственный деятель, министр по делам Европы (1990—1993)[231].
- Дельбез, Морис (97) — французский кинорежиссёр и сценарист[232].
- Журавко, Валерий Викторович (72) — советский и украинский футболист и тренер[233].
- Илли, Нора (35) — исламская проповедница[234].
- Казини, Карло (85) — итальянский политический деятель, член Палаты депутатов Италии (1979—1994), депутат Европейского парламента (1984—1999, 2006—2014)[235].
- Карслейк, Пол (61) — британский художник[236].
- Клапиш, Робер (87) — французский физик[237].
- Коллингс, Дэвид (79) — британский актёр[238][239].
- Контини, Альфио (92) — итальянский кинооператор[240].
- Кремер, Илья Семёнович (98) — советский и российский историк, доктор исторических наук (1971), профессор[241][242].
- Лысенко, Пётр Фёдорович (88) — советский и белорусский археолог, доктор исторических наук (1988), профессор (1993)[243].
- Нитай, Нико (88) — израильский актёр и театральный режиссёр[244][245].
- Пашкин, Валерий Александрович (65) — советский самбист, чемпион мира (1982; Париж), заслуженный мастер спорта (1984) (о смерти стало известно в этот день)[246].
- Риццуто, Калоджеро (65) — итальянский архитектор[247].
- Робб, Уолтер (91) — американский инженер и предприниматель, обладатель Национальной медали США в области технологий и инноваций (1993)[248].
- Сэв, Люсьен (93) — французский философ[249].
- Уолкер, Джиллз (74) — канадский режиссёр[250].
- Шеффер, Адольф Львович (95) — советский и российский архитектор[251].
- Шигмонд, Юлия (90) — румынская актриса-кукольница[252].

## 22 марта

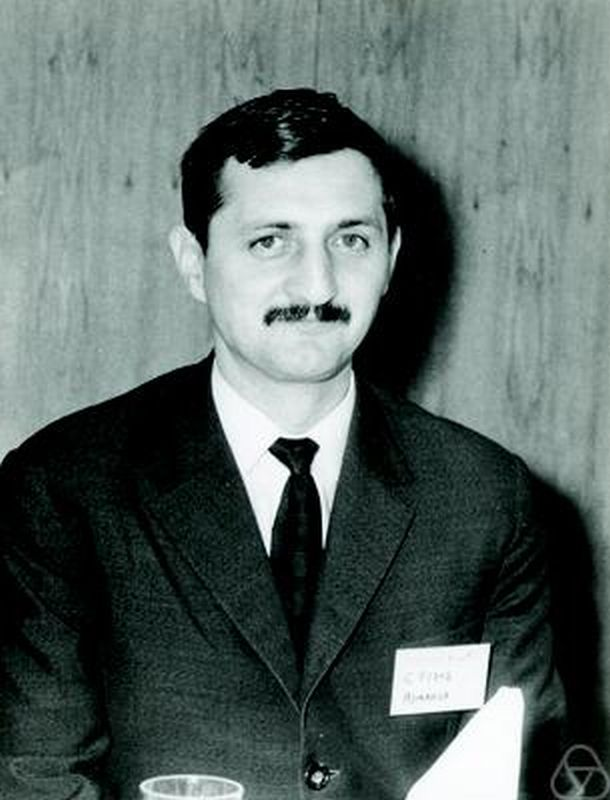
Киприан Фойас

- Бландино, Джованни (81) — итальянский художник и скульптор[253].
- Богату, Петру (68) — молдавский журналист и писатель[254]
- Боярчиков, Николай Николаевич (84) — советский и российский балетмейстер, главный балетмейстер (1977—1990) и художественный руководитель (1990—2007) балетной труппы Михайловского театра, народный артист РСФСР (1985)[255].
- Вайсберг, Эрик (80) — американский певец и музыкант[256].
- Вису (74) — индийский киноактёр, кинорежиссёр и киносценарист[257].
- Дельгадо-Лопес, Габи (61) — испанский и немецкий рок-музыкант, основатель группы Deutsch-Amerikanische Freundschaft[258].
- Жанчипов, Булат Намдакович (80) — советский и российский бурятский поэт, писатель и журналист[259].
- Зайдинер, Виктор Изарович (97) — советский и российский историк и краевед, доктор исторических наук (1985), профессор кафедры социально-экономических и политических наук АЧИИ (1986)[260].
- Зорин, Эрнст Петрович (82) — советский, немецкий и американский актёр, заслуженный артист РСФСР (1979)[261].
- Ифеаньи, Джордж (26) — нигерийский футболист, игрок сборной Нигерии; ДТП[262].
- Колон, Герма (91) — испанский филолог[263].
- Лонго, Майк (83) — американский джазовый пианист[264].
- Майрена, Кармен де (87) — испанская певица и актриса[265].
- Моренис, Юрий Генрихович (72) — советский и российский писатель[266].
- Руссо Мареска, Паскуале (51) — итальянский художник[267].
- Феликс, Джули (81) — американская певица[268].
- Фойас, Киприан (86) — румынский и американский математик, лауреат Премии Норберта Винера по прикладной математике (1995)[269].
- Хоанет, Бенито (84) — испанский футболист и тренер, известен по выступлениям за клуб «Депортиво Ла-Корунья» (1965—1971)[270].
- Цельтнер, Юрг (52) — швейцарский финансовый деятель, президент UBS Wealth Management (2014—2017)[271].
- Цикатич, Бранко (64) — хорватский спортсмен, выступавший в тайском боксе и кикбоксинге, неоднократный чемпион мира, первый победитель гран-при K-1 в 1993 году[272].
- Шабанов, Николай Константинович (67) — российский художник и историк искусств, доктор педагогических наук (1995), профессор кафедры художественного образования и истории искусств КГУ[273].
- Шарп, Ричард (66) — британский историк, член Британской академии (2003)[274].
- Эрнандес, Максимо (74) — испанский футболист и футбольный менеджер, президент клуба «Хетафе депортиво»[275].
- Юдин, Михаил Михайлович (44) — российский футболист, защитник, наиболее известен выступлениями за липецкий «Металлург» (2003—2005 и 2010—2011)[276].

## 21 марта

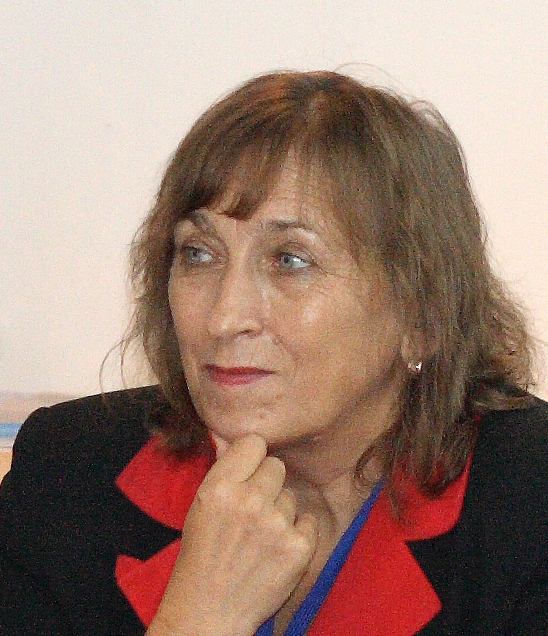
Ирина Бекешкина

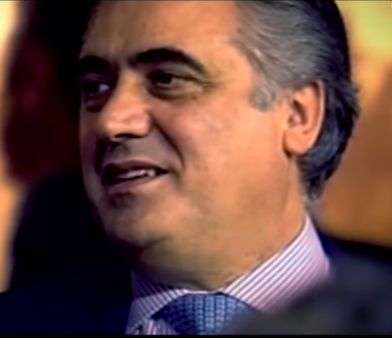
Лоренсо Санс

- Аббасов, Назим Шухратович (61) — советский и узбекский кинорежиссёр, киноактёр, сценарист и художник, сын Шухрата Аббасова[277].
- Бавьера, Эйлин (60) — филиппинский политолог и китаевед[278].
- Бекешкина, Ирина Эриковна (68) — украинский социолог[279].
- Брунс, Дмитрий (91) — советский и эстонский архитектор и историк архитектуры, главный архитектор Таллина (1960—1980), заслуженный архитектор ЭССР (1973), доктор архитектуры[280].
- Грэм, Тед (94) — британский государственный деятель, член Палаты общин (1974—1983) и Палаты лордов (с 1983 года) Великобритании[281].
- Кан, Василий Александрович (59) — российский трубач, солист и дирижёр симфонического оркестра Мариинского театра, заслуженный артист Российской Федерации (1996)[282].
- Керцнер, Сол (84) — южноафриканский бизнесмен[283].
- Колесар, Мартин (91) — словацкий актёр и режиссёр[284].
- Кусакова, Людмила Михайловна (84) — советский и российский художник кино, народный художник Российской Федерации (2004)[285].
- Масуока, Хироси (83) — японский сэйю[286].
- Мияги, Марико (93) — японская актриса[287].
- Павлюкевич, Пётр (59) — польский католический священник и писатель[288].
- Разафиндранази, Жан-Жак (68) — французский врач скорой помощи малагасийского происхождения[289].
- Санс, Лоренсо (76) — испанский футбольный менеджер, президент футбольного клуба «Реал Мадрид» (1995—2000)[290].
- Суровцев, Игорь Степанович (72) — советский и российский учёный, доктор технических наук (1998), профессор (1994), ректор Воронежского архитектурно-строительного университета (2002—2012)[291].
- Штерн, Хельмут (91) — немецкий скрипач[292].

## 20 марта

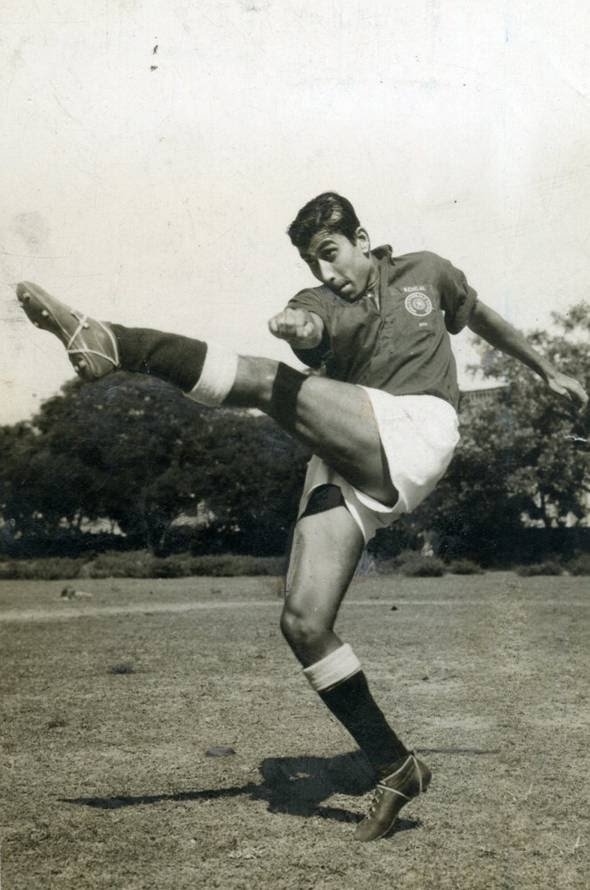
Прадил Банерджи

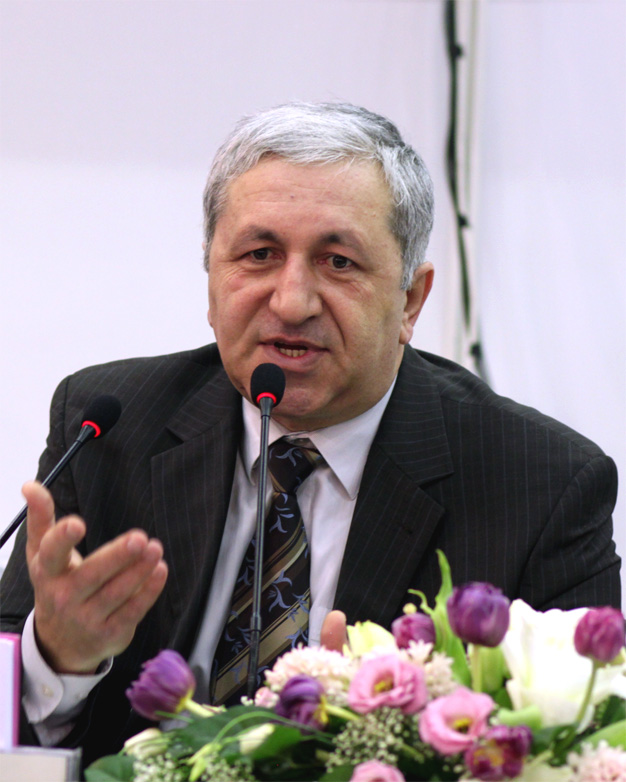
Шали Казиев

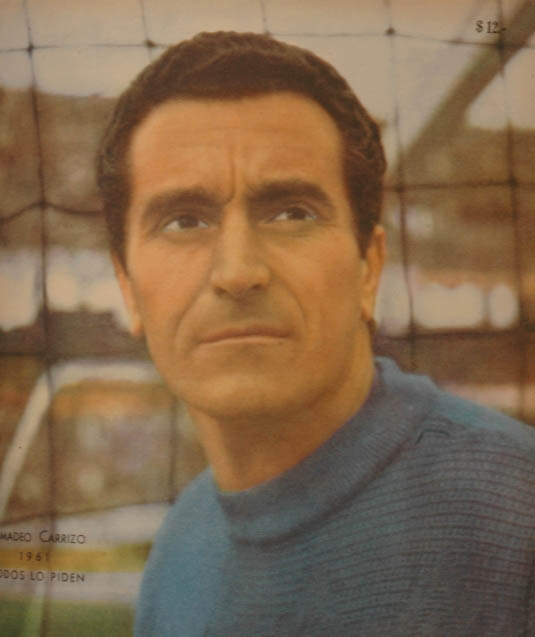
Амадео Каррисо

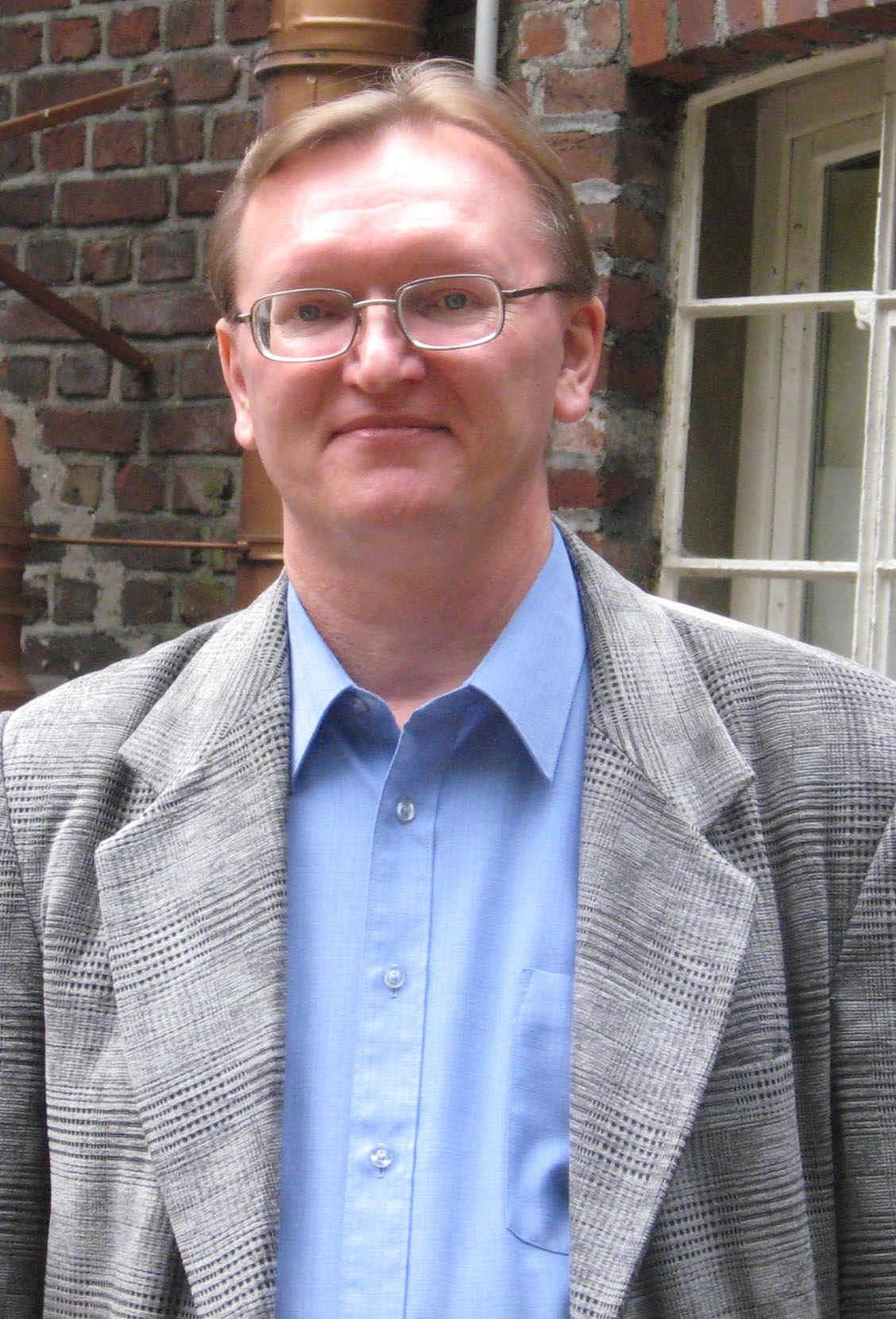
Олег Коростелёв

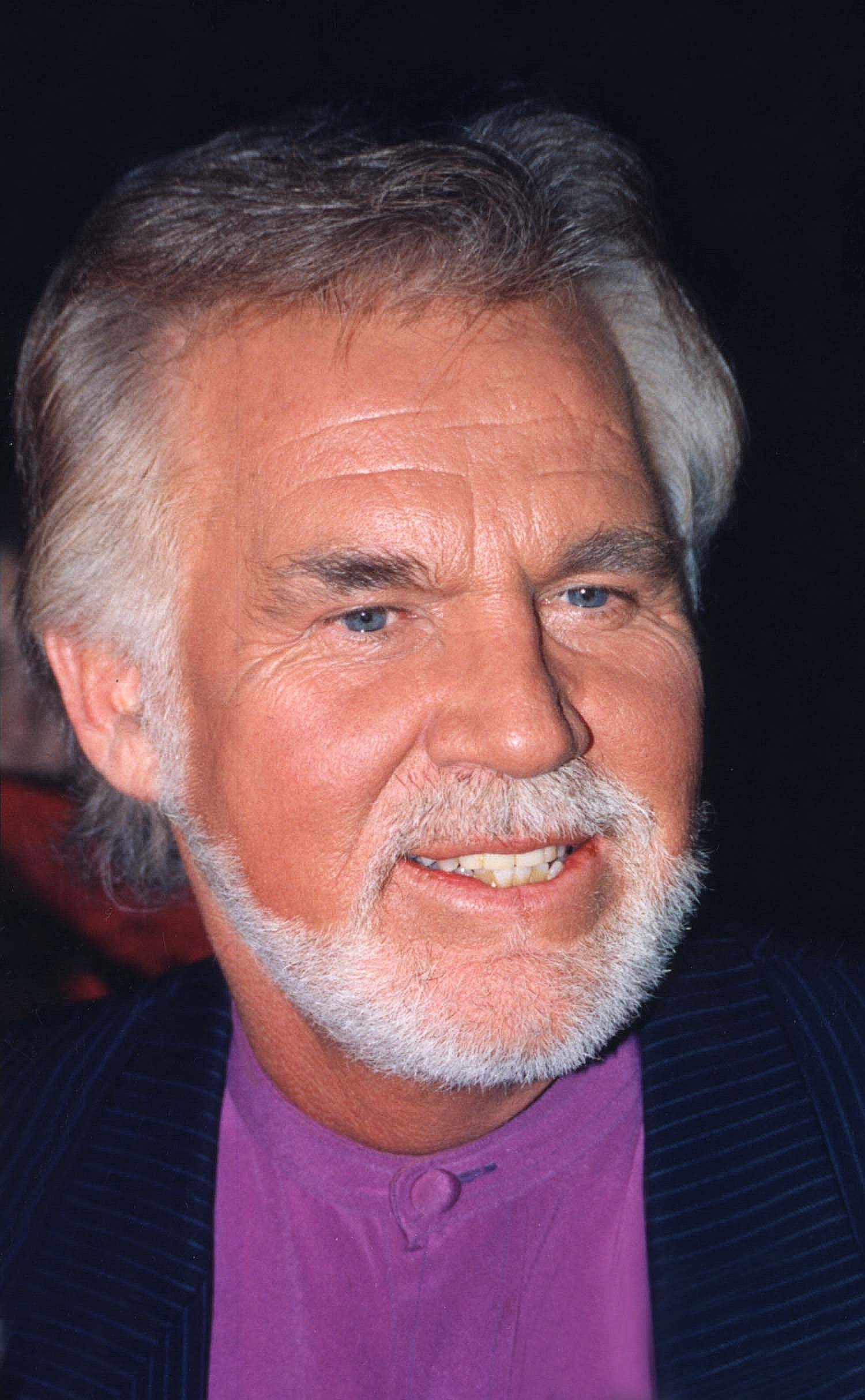
Кенни Роджерс

- Бакирова, Айбарчин Аббосовна (69) — узбекская актриса, народная артистка Узбекистана (2000), дочь А. Бакирова[293].
- Банерджи, Прадип Кумар (83) — индийский футболист, игравший за национальную сборную (1955—1967)[294].
- Беди, Сушам (74) — индийская писательница[295].
- Бекташ, Дженгиз (85) — турецкий архитектор[296].
- Волошин, Михаил Борисович (66) — советский и американский физик-теоретик, доктор физико-математических наук[297].
- Вольпе, Джино (77) — итальянский композитор и певец[298].
- Гаудасинский, Станислав Леонович (83) — советский и российский оперный режиссёр, народный артист РСФСР (1989), муж И. П. Богачёвой[299].
- Забродски, Владимир (97) — чехословацкий хоккеист, двукратный чемпион мира (1947; Прага и 1949; Швеция)[300].
- Имаев, Валерий Сулейманович (67) — российский сейсмолог, доктор геолого-минералогических наук (1994), профессор (1999)[301].
- Казиев, Шапи Магомедович (63) — советский и российский писатель, драматург и историк[302].
- Калачик, Владимир Михайлович (89) — белорусский сельскохозяйственный деятель, Герой Социалистического Труда (1966)[303].
- Каррисо, Амадео (93) — аргентинский футболист, вратарь, пятикратный чемпион страны в составе клуба «Ривер Плейт», игрок национальной сборной (1954—1964)[304] Архивная копия от 20 марта 2020 на Wayback Machine.
- Коростелёв, Олег Анатольевич (61) — российский историк литературы, архивист, библиограф[305].
- Махмуд, Али Хабиб (81) — сирийский военный деятель, министр обороны (2009—2011)[306].
- Нур, Мехтерем (87) — турецкая певица и актриса, жена певца Мюслюма Гюрсеса[307].
- Нуралиев, Абдусаттор (78) — советский и таджикский филолог[308].
- Порталь, Энрике дель (87) — испанский оперный певец[309].
- Пшеничный, Николай Иванович (65) — украинский поэт[310].
- Роджерс, Кенни (81) — американский автор песен, певец и актёр[311].
- Слик, Джерри (80) — американский музыкант, ударник The Great Society[312].
- Станкович, Борислав (94) — югославский баскетболист и тренер, генеральный секретарь ФИБА (1976—2002)[313].
- Страмаре, Тарчизио (91) — итальянский библеист[314].
- Федоришин, Ярослав Васильевич (64) — украинский театральный режиссёр, основатель и руководитель (с 1990 года) Львовского театра «Воскресение», заслуженный деятель искусств Украины[315].
- Штапов, Владимир Михайлович (73) — советский футболист («Динамо» (Москва)) (1964—1971)[316].
- Эндрюс, Марк (80) — британский гребец академического стиля, серебряный призёр чемпионата мира по академической гребле в Мюнхене (1981)[317].

## 19 марта

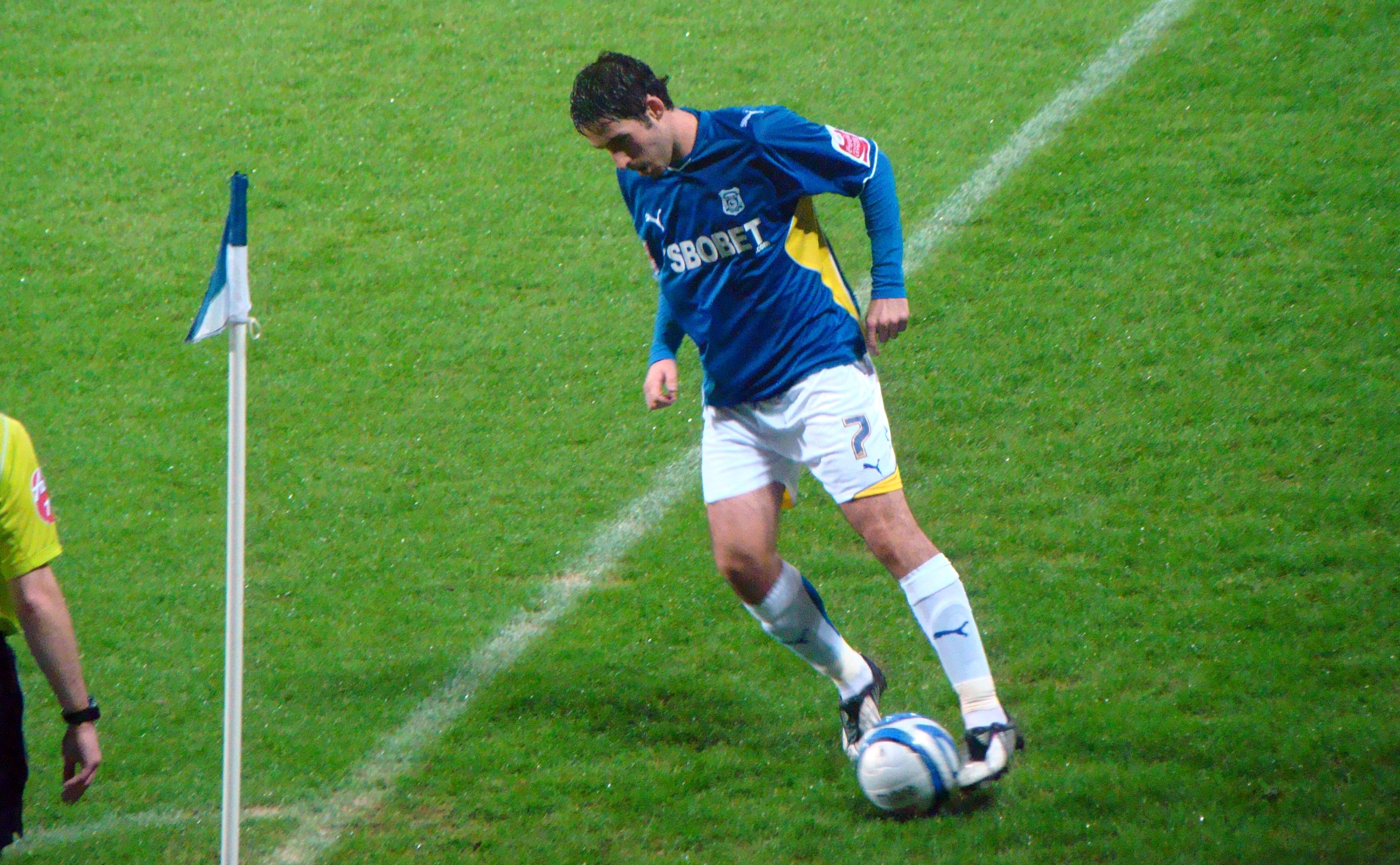
Питер Уиттенгем

- Богодух, Игорь Александрович (82) — советский и российский театральный актёр, артист Ростовского театра драмы, народный артист РСФСР (1992)[318].
- Деклева, Энрико (78) — итальянский историк, ректор Миланского университета (2001—2012)[319].
- Дзамперла, Наццарено (82) — итальянский актёр[320].
- Донина, Инноченцо (69) — итальянский футболист, полузащитник, наиболее известный по выступлениям за клуб «Реджана» (1972—1976)[321].
- Мабеле, Аурлус (66) — конголезский певец и композитор[322].
- Пастернак, Елена Владимировна (83) — советский и российский филолог, доктор филологических наук, вдова Евгения Пастернака, внучка Густава Шпета[323].
- Сафонов, Юрий Григорьевич (84) — советский и российский геолог и геохимик, член-корреспондент РАН (1991)[324].
- Сиддики, Ашраф (93) — бангладешский поэт[325].
- Трейси, Ричард (77) — британский политический и государственный деятель, депутат Палаты общин (1983—1997), министр по делам спорта (1985—1987)[326].
- Уиттингем, Питер (35) — английский футболист[327].
- Фишбах, Камиль (87) — французский футболист, вратарь клубов «Олимпик Марсель» (1958—1959) и «Мец» (1959—1960)[328].
- Циглер, Эди (90) — немецкий шоссейный велогонщик, бронзовый призёр летних Олимпийских игр в Хельсинки в групповой гонке (1952)[329].
- Шендерюк, Владимир Ильич (82) — российский инженер-технолог, доктор технических наук, профессор кафедры технологии продуктов питания КГТУ[330].
- Энгман, Макс (74) — финский историк[331].
- Юнусов, Максуд (67) — советский и узбекский режиссёр, сценарист, заслуженный деятель искусств Узбекской ССР[332].
- Ярдли, Малькольм (79) — британский легкоатлет (спринтерский бег), участник летних Олимпийских игр в Риме (1960)[333].

## 18 марта

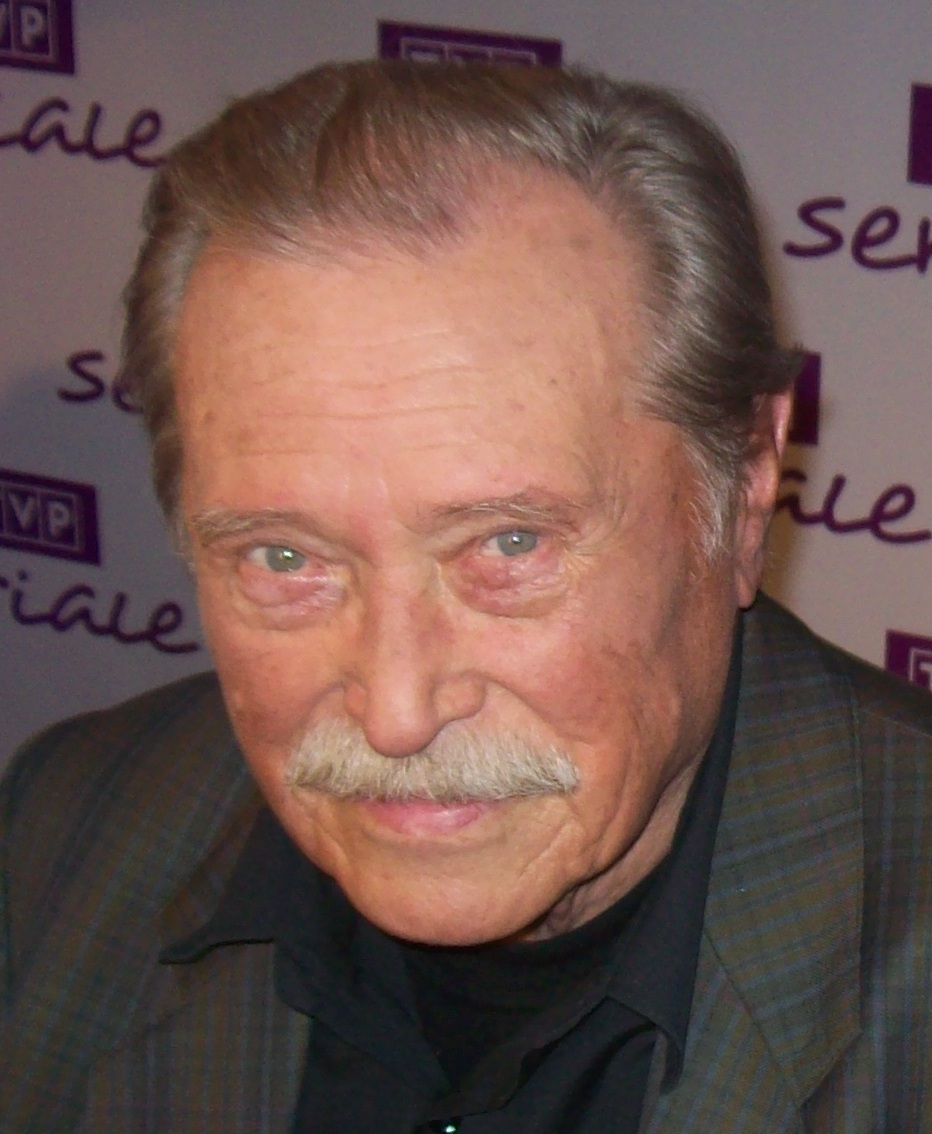
Эмиль Каревич

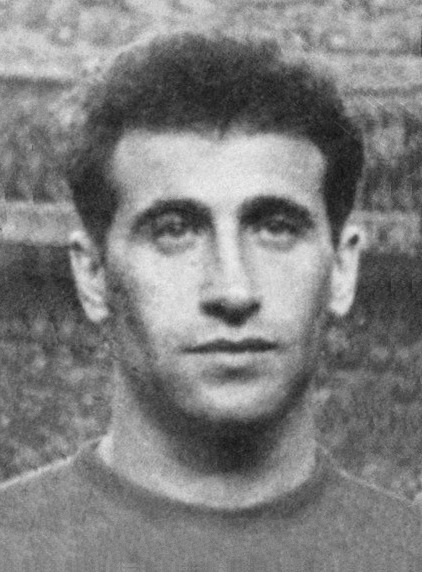
Хоакин Пейро

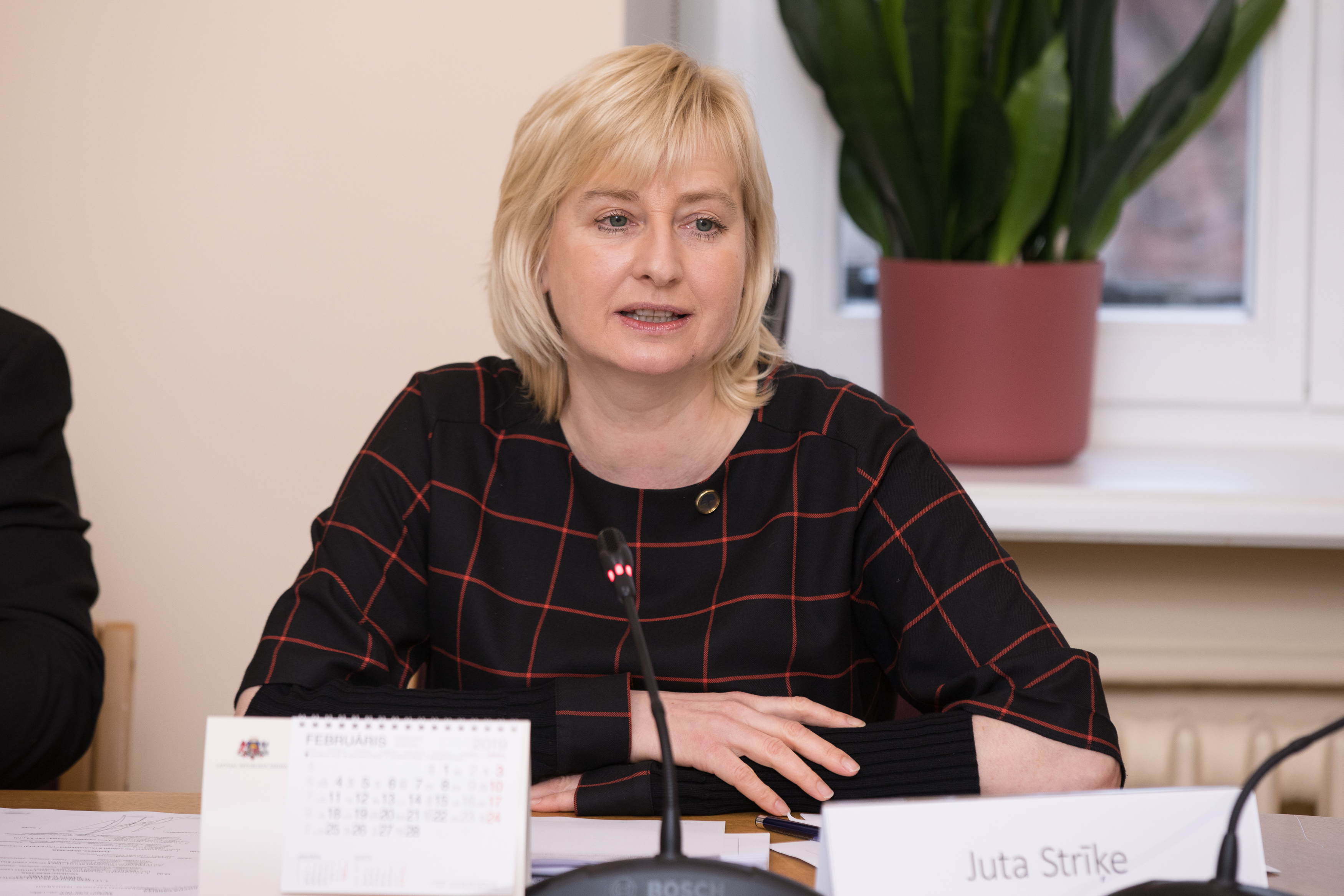
Юта Стрике

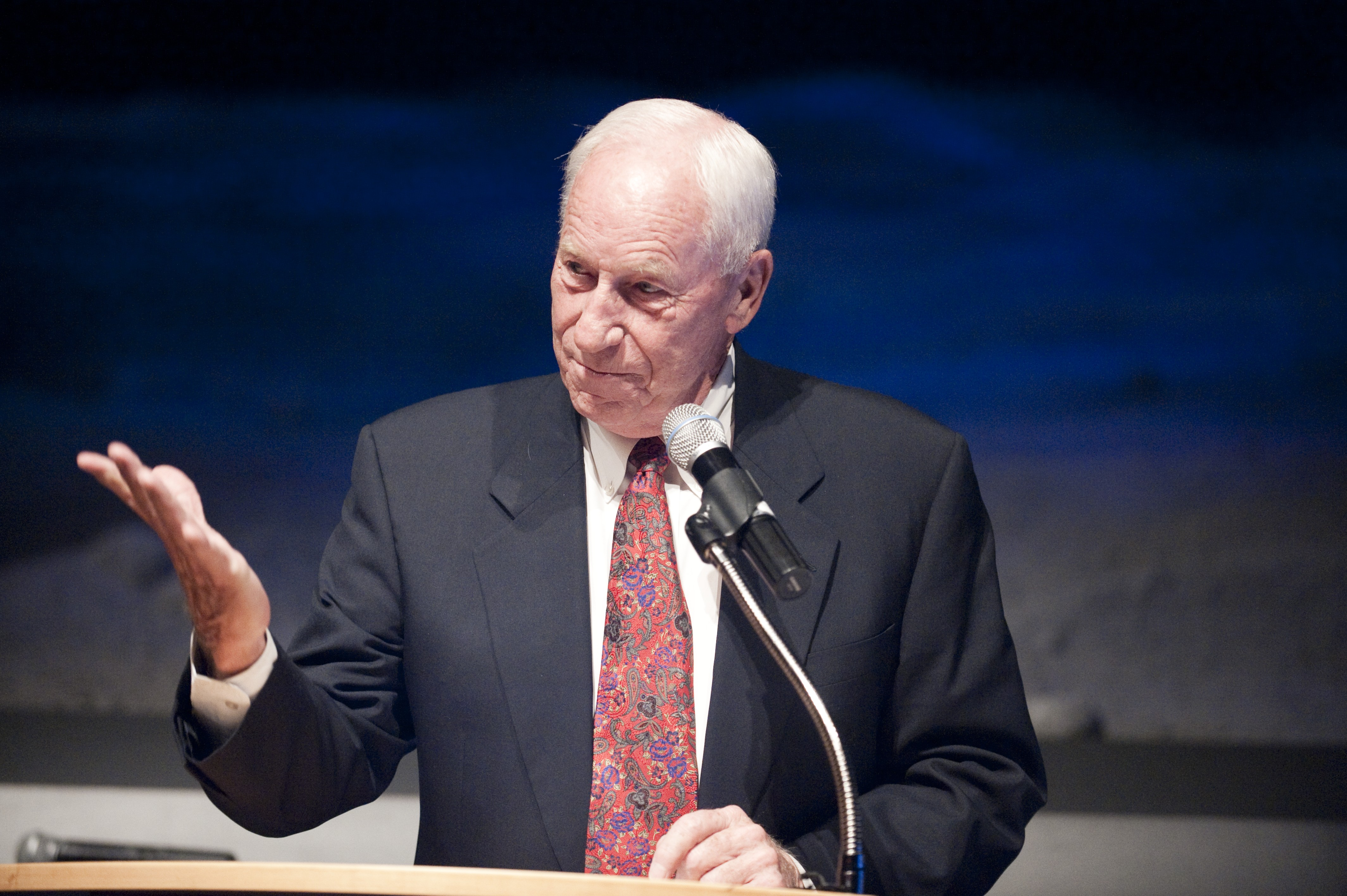
Альфред Уорден

- Барлыбаев, Халиль Абубакирович (76) — российский экономист, доктор экономических (1991) и философских (2011) наук, профессор[334].
- Беляев, Юрий Александрович (63) — российский политический деятель[335].
- Василев, Пётр (82) — болгарский поэт[336].
- Вебер, Уильям Альфред (101) — американский ботаник и миколог[337].
- Даунс, Рэй (89) — канадский джазовый пианист[338].
- Зубарева, Валентина Дмитриевна (79) — российский экономист, доктор экономических наук (2001), профессор кафедры финансового менеджмента РГУ нефти и газа[339].
- Каревич, Эмиль (97) — польский актёр[340].
- Кафуи, Кеннет (68) — ганский композитор[341].
- Ле Ле, Патрик (77) — французский инженер, генеральный директор TF1 (1988—2008)[342]
- Лебер, Жан (81) — французский скрипач, дирижёр и педагог[343].
- Мун Джиюн (36) — южнокорейский актёр[344].
- Мусевски, Петер (54) — словенский киноактёр[345].
- Паносян, Тиран (82 или 83) — архиепископ Армянской апостольской церкви[346].
- Ришеле, Анри (75) — французский художник[347].
- Рохин, Владимир Афанасьевич (81) — советский и российский скульптор, заслуженный художник Российской Федерации (2012)[348].
- Пейро, Хоакин (84) — испанский футболист, игравший в национальной сборной[349].
- Стрике, Юта (49) — латвийский работник спецслужб, депутат Сейма (с 2018 года)[350].
- Триндади, Сержиу (79) — бразильский химик-инженер, член Межправительственной группы экспертов по изменению климата[351].
- Тули, Джон (95) — британский театральный администратор, генеральный директор Королевского театра Ковент-Гарден (1970—1988)[352].
- Уорден, Альфред Меррилл (88) — американский астронавт[353].
- Федеричи, Лучано (81) — итальянский футболист, защитник, наиболее известный выступлениями за клуб «Пиза» (1963—1969)[354].

## 17 марта

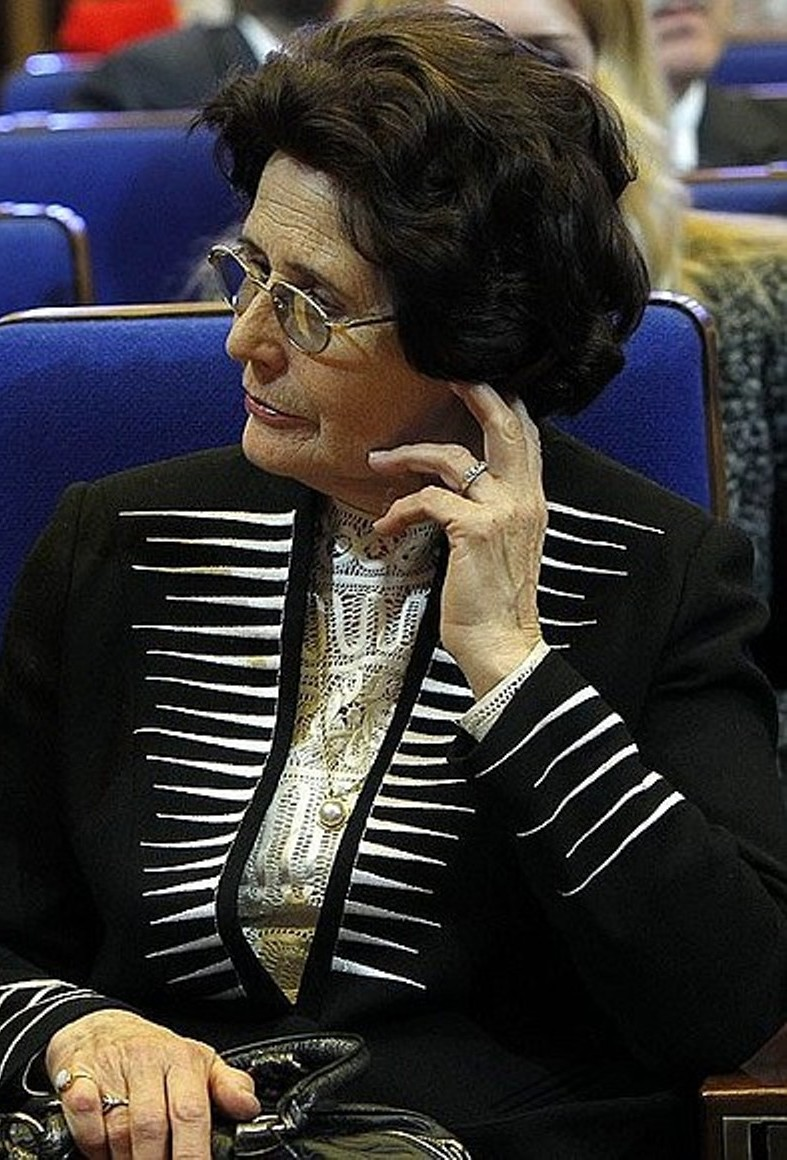
Валентина Гагарина

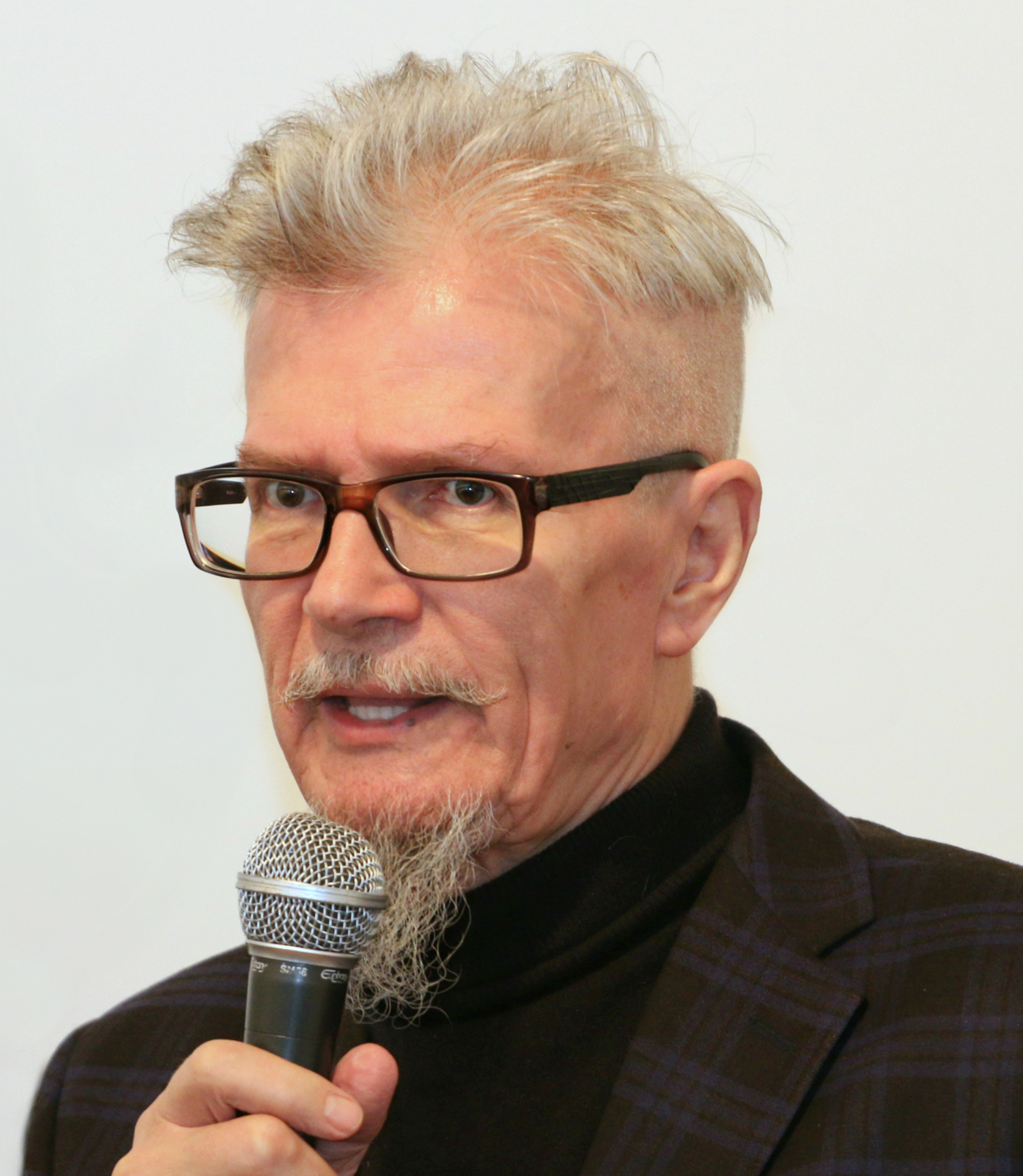
Эдуард Лимонов

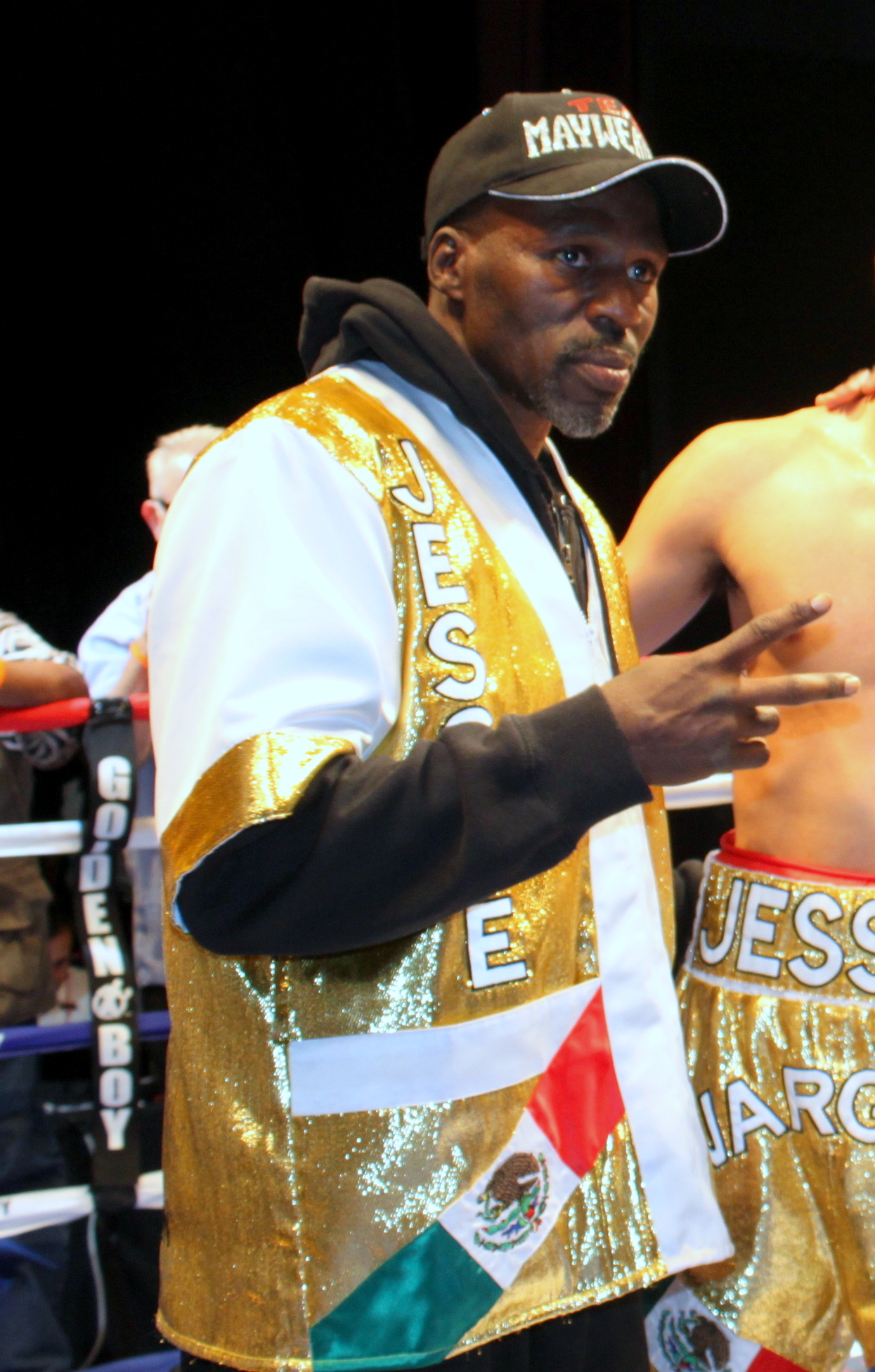
Роджер Мейвезер

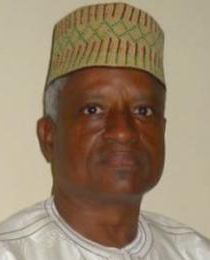
Мануэль Ньямаджу

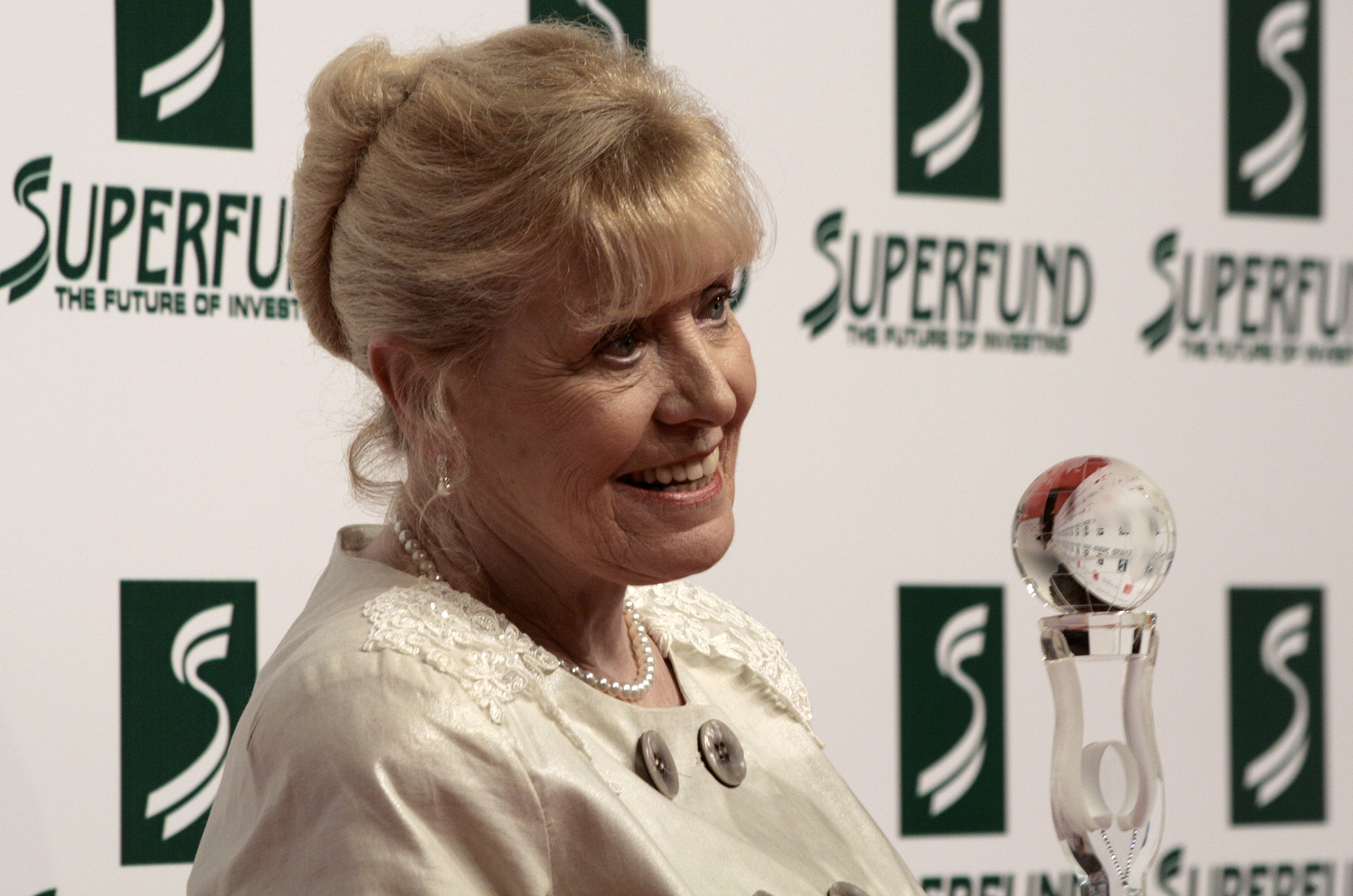
Бетти Уильямс

- Анке, Жером (46) — французский теннисист[355].
- Бабанлы, Фуад (74) — советский и азербайджанский писатель[356].
- Ваггонер, Лайл (84) — американский актёр[357].
- Воннерс, Джонни (74) — бельгийский актёр[358].
- Гагарина, Валентина Ивановна (84) — вдова Юрия Гагарина[359].
- Гаудсблом, Йохан (87) — нидерландский социолог[360].
- Егор, Пётр (51) — польский футболист, игрок национальной сборной (1989—1997)[361].
- Китабджян, Мишель (89) — французский футбольный судья[362].
- Лимонов, Эдуард Вениаминович (77) — российский писатель и политический деятель[363].
- Мейвезер, Роджер (58) — американский боксёр-профессионал, чемпион мира по версии WBA (1983—1984) и по версии WBC (1987—1989)[364].
- Нотомб, Патрик (83) — бельгийский дипломат, посол Бельгии в Японии (1988—1997) и Италии (1998—2001)[365].
- Ньямаджу, Мануэль Серифу (61) — государственный деятель Гвинеи-Бисау, и. о. президента Гвинеи-Бисау (2012—2014)[366].
- Рид, Крис (30) — японский и американский фигурист (танцы на льду), двукратный чемпион мира в командном первенстве (2012 и 2017)[367].
- Тай Тхань (85) — вьетнамская певица[368].
- Уильямс, Бетти (76) — североирландская пацифистка, лауреат Нобелевской премии мира (1976)[369].
- Фридман, Джеральд (92) — американский театральный режиссёр и либреттист[370].
- Фронтинский, Олег Борисович (82) — советский и российский архитектор, художник, коллекционер[371].

## 16 марта

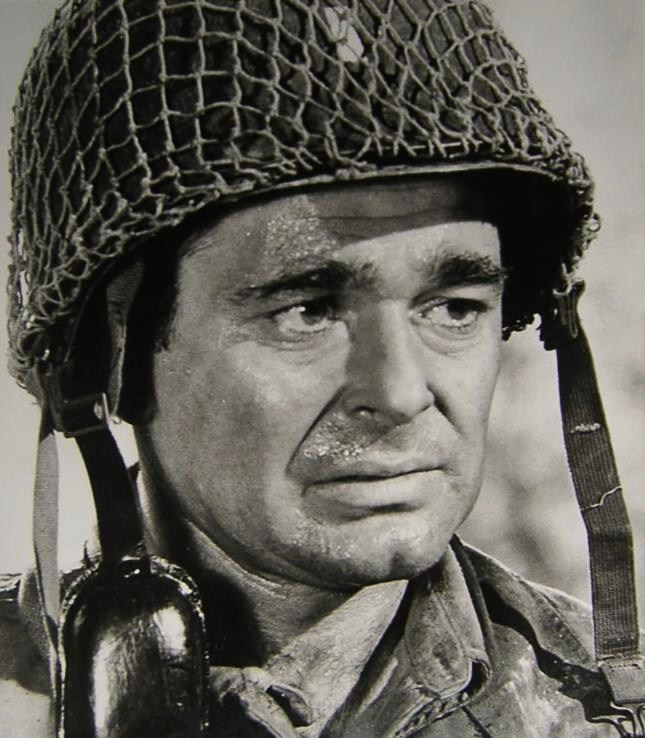
Стюарт Уитман

- Альфонси, Николя (83) — член Сената Франции (2001—2014), депутат Европейского парламента (1981—1984)[372].
- Афанасьев, Борис Владимирович (72) — советский и российский детский онкогематолог и трансплантолог, доктор медицинских наук, профессор, директор Института детской гематологии и трансплантологии (с 2007 года), заслуженный врач Российской Федерации (2010)[373].
- Басси, Серджо (69) — итальянский певец и автор песен[374].
- Гольпайегани, Хашем Батайе (78 или 79) — иранский аятолла[375].
- Дадашев, Рафаэль Мелик оглы (74) — советский и азербайджанский актёр, народный артист Азербайджана (2006)[376].
- Луна, Пилар (75) — мексиканский подводный археолог[377].
- Мартынюк, Вячеслав Иванович (65) — руководитель СОБРа управления внутренних дел Ростовской области (1993—1996)[378].
- Мельников, Леонид Яковлевич (63) — советский и российский валторнист, заслуженный артист Российской Федерации[379].
- Пост, Саския (59) — австралийская актриса[380].
- Прозоров, Лев Рудольфович (47) — российский историк, писатель и публицист[381].
- Путтаппа, Патил (99) — индийский писатель[382].
- Раисдана, Фариборз (71) — иранский экономист[383].
- Рябинов, Константин Валентинович (55) — российский музыкант-авангардист[384].
- Труфан, Алексей Иванович (60) — российский тренер по гандболу, тренер мужской сурдолимпийской гандбольной сборной России, мастер спорта СССР[385].
- Туркус, Алексей Михайлович (64) — российский художник-мультипликатор[386].
- Уитман, Стюарт (92) — американский актёр[387].
- Фрёйланн, Ранвейг (74) — норвежский государственный деятель, министр промышленности и энергетики (1996), министр нефти и энергетики (1997)[388].
- Фридман, Менахем (83) — израильский социолог[389].
- Штейнл, Гертруда (97) — немецкая праведница народов мира[390].
- Якунин, Валерий Иванович (75) — советский и российский театральный режиссёр, заслуженный артист РСФСР[391].

## 15 марта

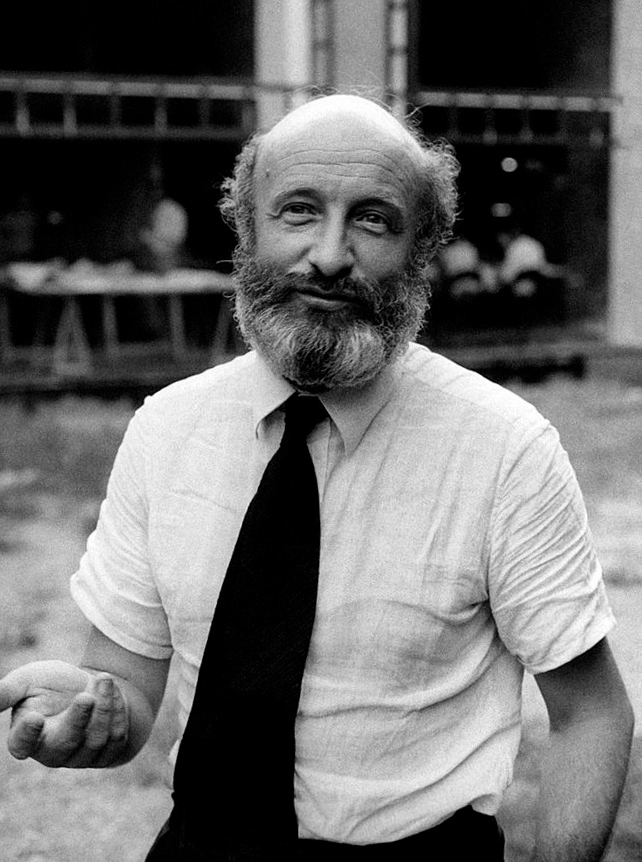
Витторио Греготти

- Ами-Техрани, Мохаммад (84) — иранский тяжелоатлет, бронзовый призёр чемпионата мира по тяжёлой атлетике в Будапеште (1962)[392].
- Атже, Шарль (98) — французский лётчик, мировой рекордсмен по продолжительности полёта на планере (1952)[393].
- Бубич, Никола (66) — югославский и хорватский футболист[394].
- Будин, Франтишек (95) — словацкий актёр-комик[395].
- Греготти, Витторио (92) — итальянский архитектор[396].
- де Меллу Франку, Аффонсу Арину (89) — бразильский писатель[397].
- Делер, Сюзи (102) — французская актриса и певица[398].
- Денисов, Александр Николаевич (65) — российский военачальник, военный комендант Москвы (1998—2010), генерал-лейтенант в отставке[399].
- Задиров, Пётр Иванович (64) — российский парашютист-испытатель, строитель первого православного храма в Антарктиде; попал под поезд[400].
- Кайнлаури, Аарне (104) — финский легкоатлет (о смерти стало известно в этот день)[401].
- Калёнов, Генрих Сергеевич (90) — советский и российский ландшафтовед, доктор географических наук (1992), профессор кафедры географии Самарского педуниверситета[402].
- Кан, Вольф (92) — американский художник[403].
- Каломбо Мванса (65) — замбийский политический и государственный деятель.
- Тао Нунцзянь (56) — американский физик китайского происхождения, известный работами в области нанотехнологии[404].
- Олсен, Фил (63) — канадский метатель копья, чемпион Игр Содружества (1978)[405].
- Фейлер, Манфред (94) — немецкий художник[406].
- Хадд, Рой (83) — британский актёр[407].
- Ханна, Ричард (69) — американский государственный деятель, член Палаты представителей США (2011—2017)[408].
- Харитонов, Сергей Васильевич (64) — советский и российский тренер по лёгкой атлетике, заслуженный тренер РСФСР (1991)[409].
- Чон Хон Нянь (95) — малайзийский государственный деятель, министр здравоохранения (1978—1982), министр транспорта (1983—1986)[410].
- Шах, Ифтихар Хуссейн (71) — пакистанский государственный и военный деятель, губернатор провинции Хайбер-Пахтунхва (2000—2005)[411].
- Ялман, Айтач (79) — турецкий военный деятель, главнокомандующий жандармерией Турции (2000—2002), командующий сухопутными войсками Турции (2002—2004); генерал[412].

## 14 марта

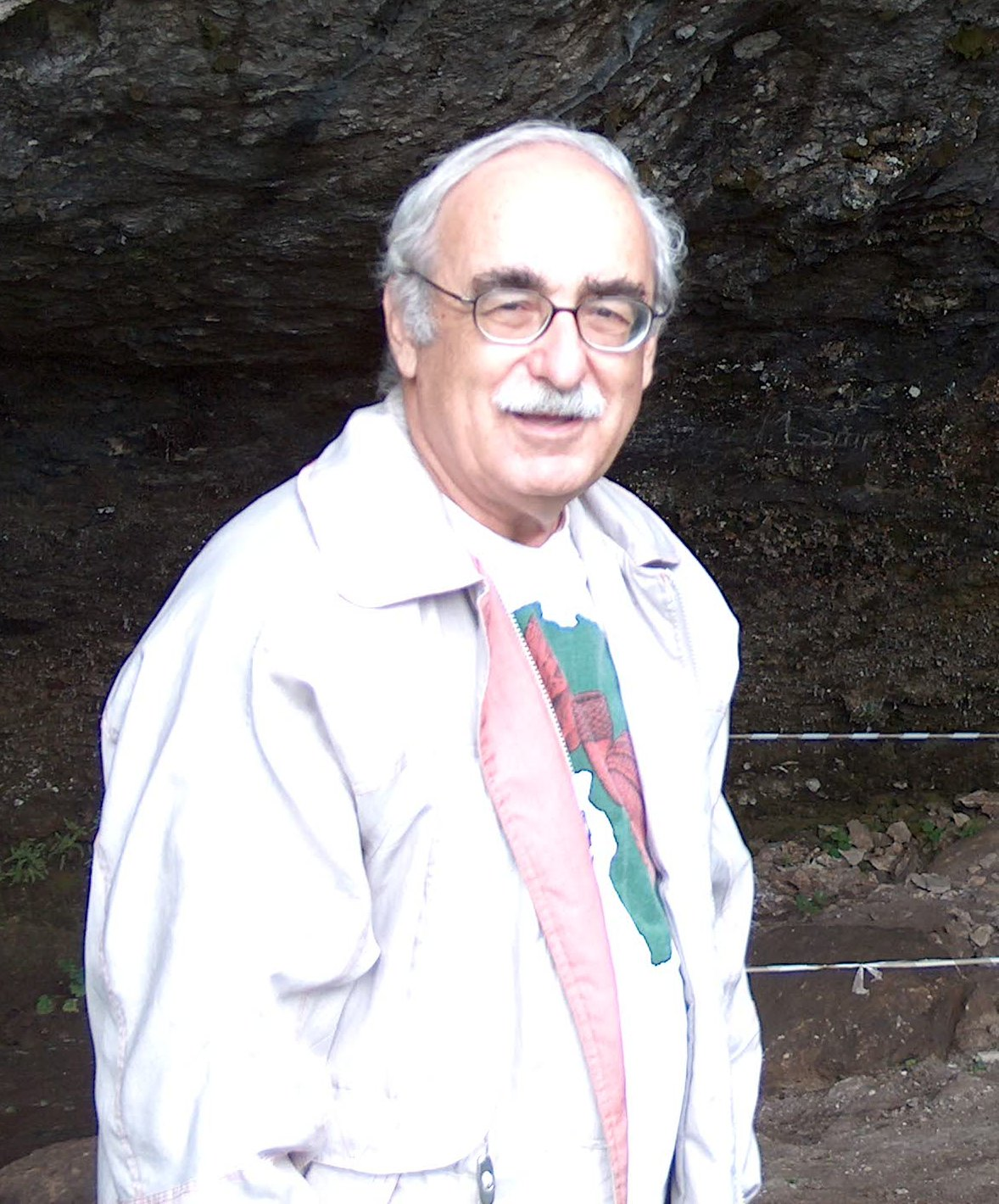
Офер Бар-Йосеф

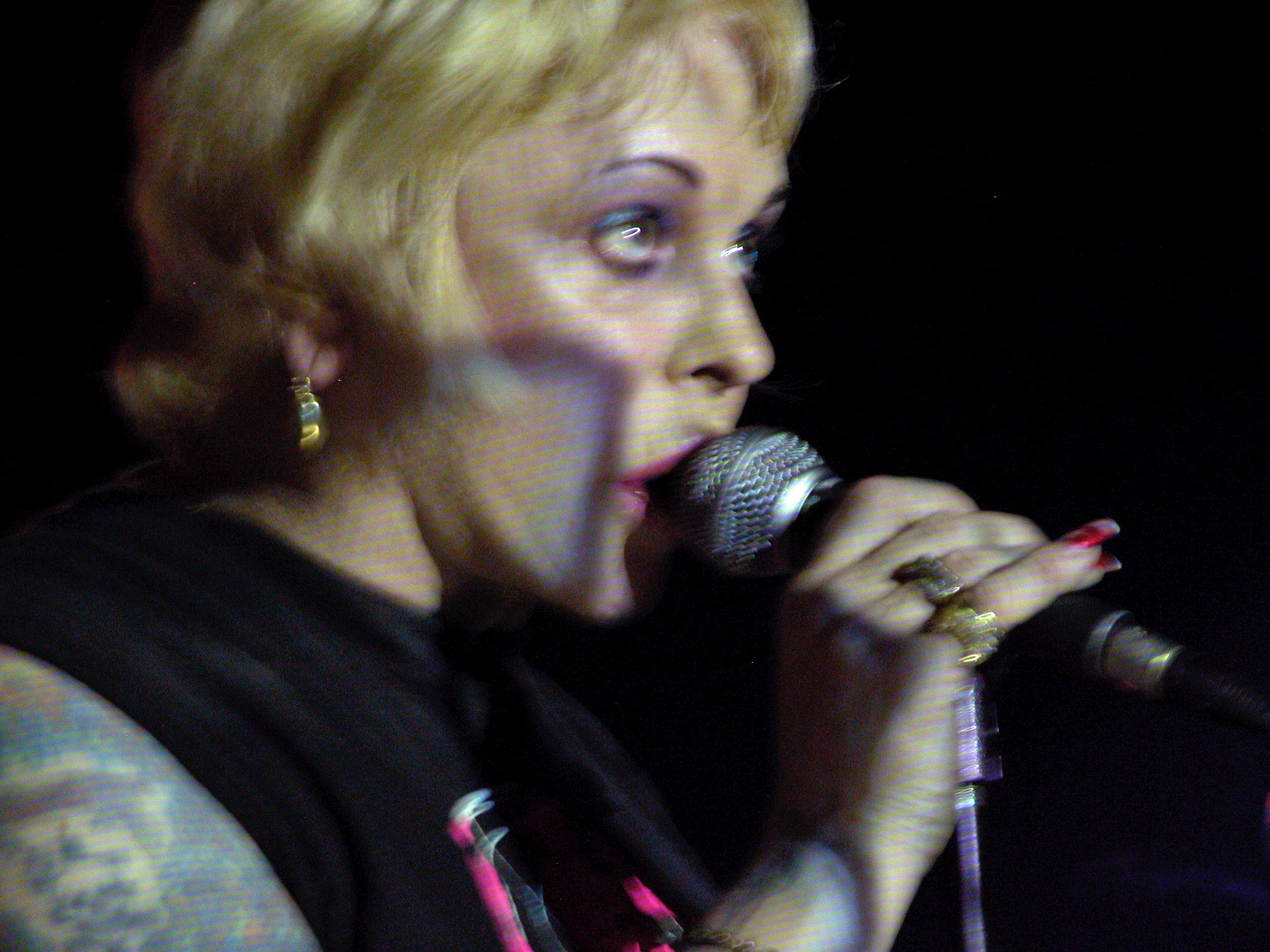
Дженезис Пи-Орридж

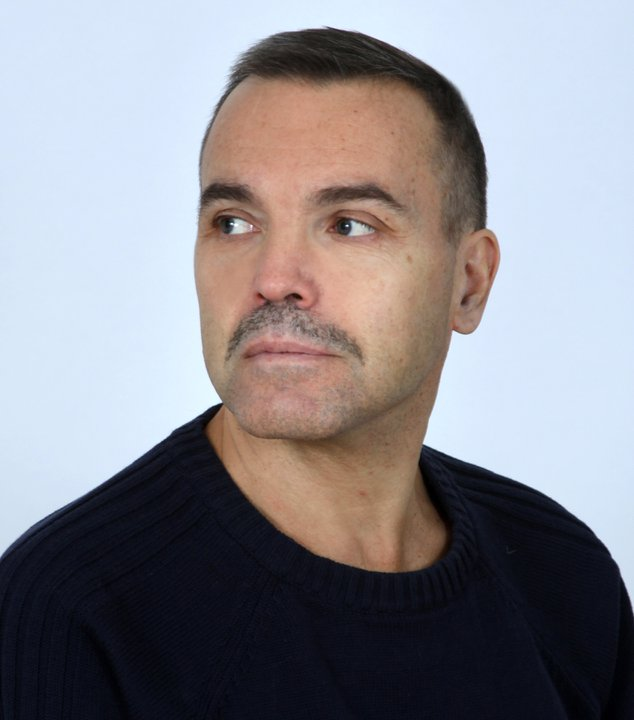
Иван Зорин

- Абакумов, Александр Викторович (90) — советский капитан-флагман рыболовецкого флота, Герой Социалистического Труда (1963)[413].
- Бар-Йосеф, Офер (82) — израильский археолог[414][415].
- Бебианну, Густаву (56) — бразильский юрист и политический деятель, президент Социал-либеральной партии Бразилии (1998)[416].
- Гиронци, Джанкарло (88) — сан-маринский государственный деятель, капитан-регент Сан-Марино (1961, 1969—1970)[417].
- Гордер, Юн Атле (85) — норвежский дипломат, посол Норвегии в Саудовской Аравии (1984—1990), в Индии (1990—1994), Югославии (1994—1996) и Литве (1999—2001)[418].
- Дженезис Пи-Орридж (70) — британский музыкант[419].
- Дуайер, Дориот (98) — американская флейтистка[420].
- Есьман, Игорь Иванович (87) — советский и белорусский архитектор[421].
- Зорин, Иван Васильевич (60) — русский писатель[422].
- Кумариташвили, Феликс (62) — грузинский саночник, тренер по санному спорту и спортивный функционер, председатель Федерации санного спорта Грузии, дядя Нодара Кумариташвили[423].
- Мунфилд, Дэйв — британский актёр[424].
- Наканиси, Тамаки (44) — японская актриса[425].
- Пиларова, Эва (80) — чешская певица[426].
- Рамахандран, Путхуссери (91) — индийский поэт[427].
- Скрябина, Светлана Ивановна (82) — диктор Центрального телевидения СССР (1962—?)[428].
- Филлипс, Фил (94) — американский певец и автор песен[429].
- Фолле, Рене (88) — бельгийский художник[430].
- Хасан, Мубашир (98) — пакистанский политический и государственный деятель, министр финансов Пакистана (1971—1974)[431].
- Хед, Гален (72) — канадский хоккеист («Детройт Ред Уингз»)[432].

## 13 марта

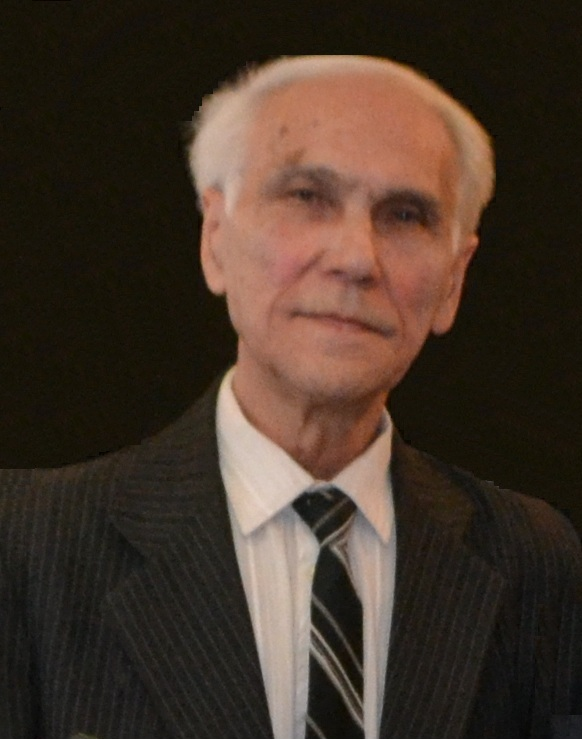
Ренат Еникеев

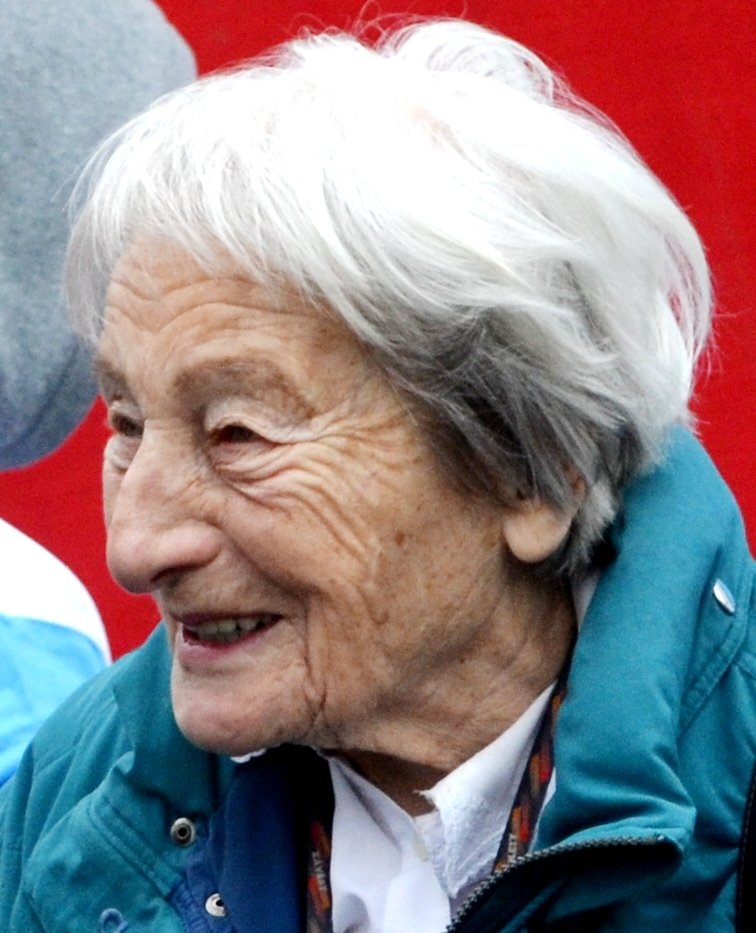
Дана Затопкова

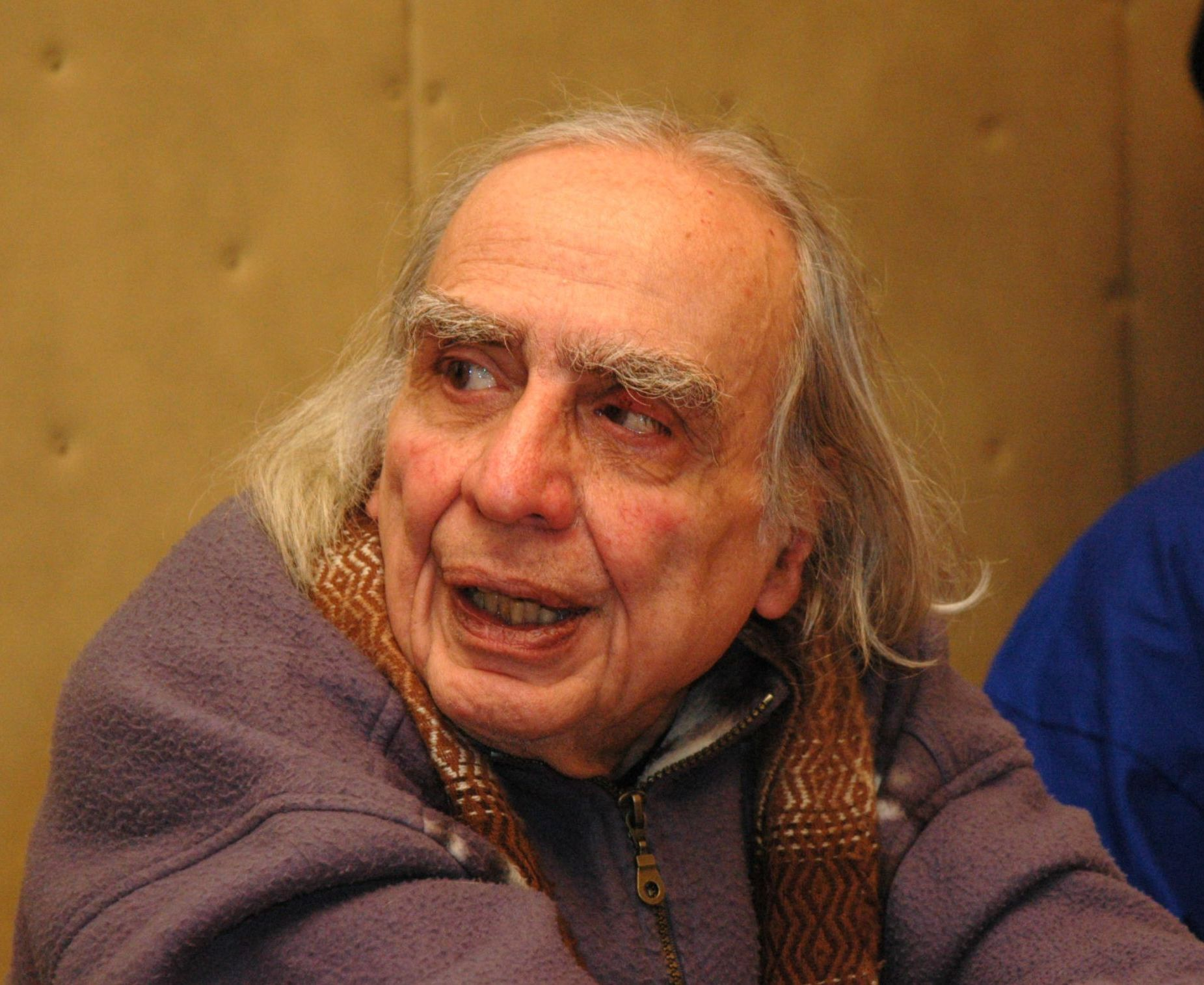
Гиви Маргвелашвили

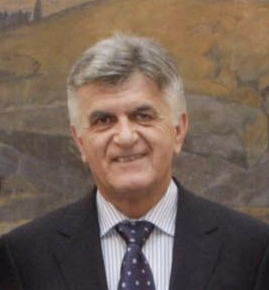
Филиппос Пецальникос

- Бен, Менахем (71) — израильский поэт и журналист[433].
- Браун, Люсьен (97) — французский историк философии, командор Ордена Академических пальм[434].
- Еникеев, Ренат Ахметович (82) — советский и российский татарский композитор, заслуженный деятель искусств РСФСР (1987)[435].
- Затопкова, Дана (97) — чехословацкая метательница копья, чемпионка летних Олимпийских игр в Хельсинки (1952), серебряный призёр летних Олимпийских игр в Риме (1960), вдова Э. Затопека[436].
- Кривичка, Йозеф (67) — словацкий актёр и писатель[437].
- Маклин, Дороти (100) — канадская писательница[438].
- Маргвелашвили, Гиви Титович (92) — немецкий и грузинский писатель и философ[439].
- Миннахметов, Ирек Джаудатович (39) — российский предприниматель, управленец, спортсмен[440].
- Мун Деоксу (91) — южнокорейский поэт[441].
- Пецальникос, Филиппос (69) — греческий государственный деятель, министр юстиции (2001—2004), председатель Парламента (2009—2012)[442].
- Тасымов, Бахтияр Сардарбекович (69) — казахстанский государственный деятель, дипломат, Чрезвычайный и Полномочный Посол Республики Казахстан в Египте (2008—2011), в Королевстве Саудовская Аравия (2011—2012), в Кувейте и Бахрейне (2012—2013)[источник не указан 1851 день].
- Шабани, Нассер — иранский военный деятель, бригадный генерал[443].
- Ян Му (79) — китайский тайваньский поэт[444].

## 12 марта

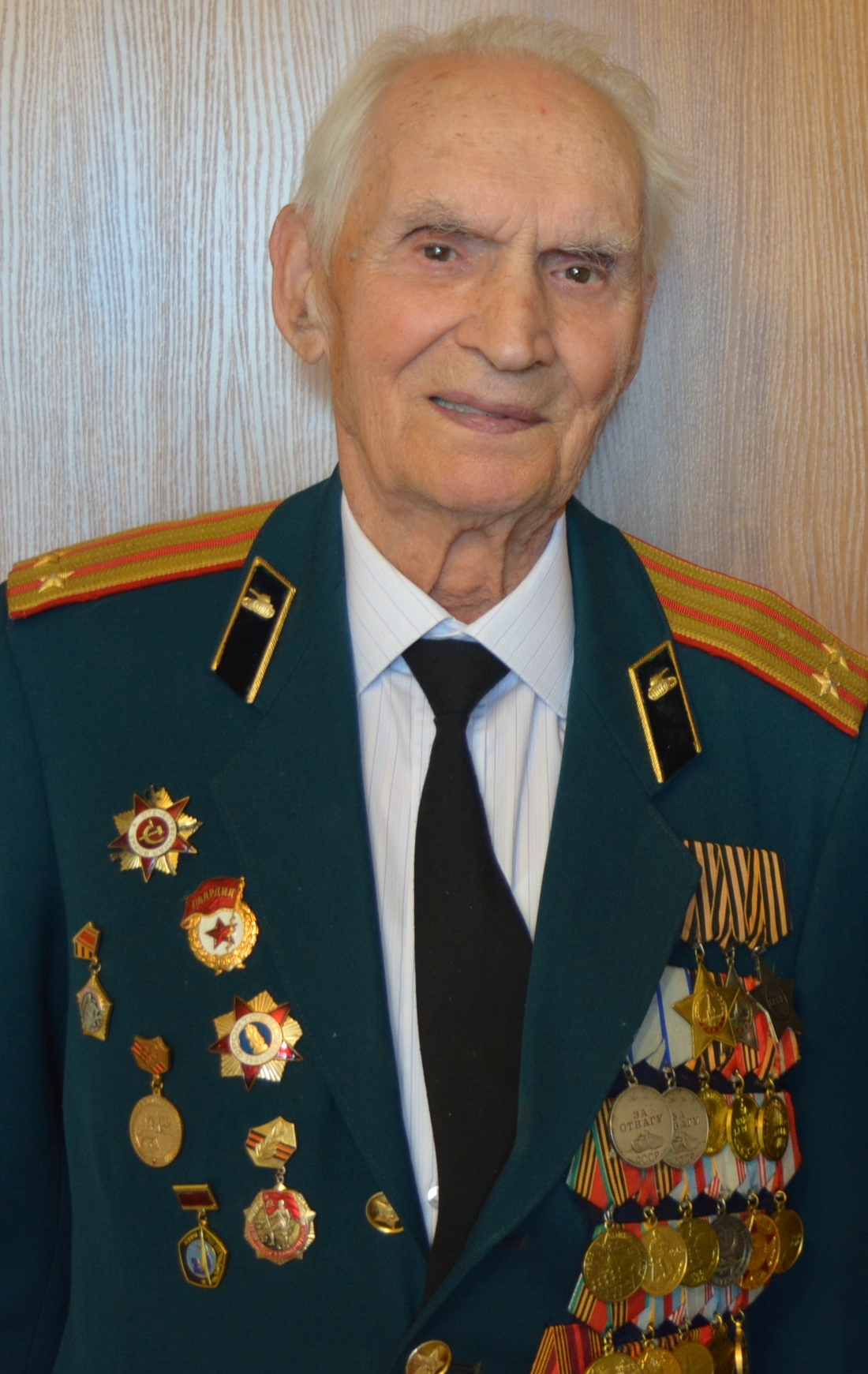
Александр Когутенко

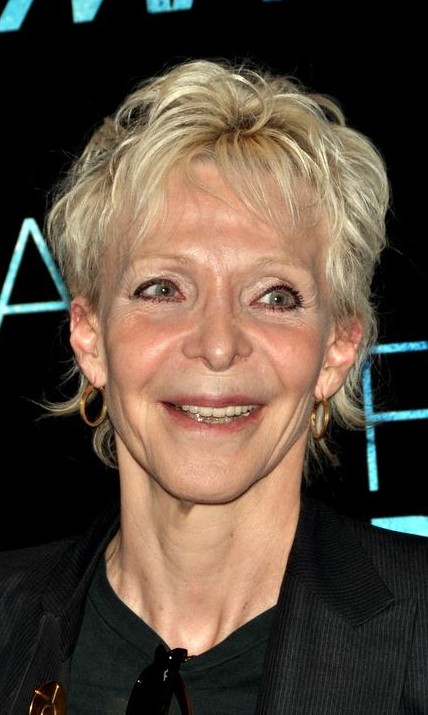
Тони Маршаль

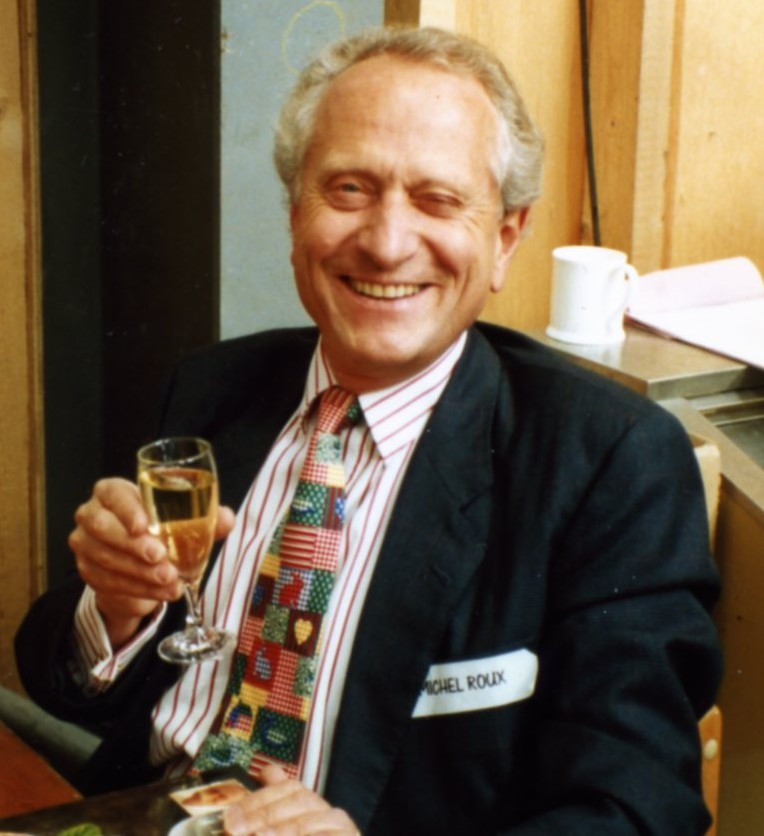
Мишель Ру

- Александр Гордон, 7-й маркиз Абердин и Темер (64) — шотландский пэр, Маркиз Абердин и Темер (c 2002)[445].
- Балицкая, Данута (87) — польская актриса[446].
- Бэкон, Кевин (87) — австралийский спортсмен-конник, участник летних Олимпийских игр в Токио (1964), Мехико (1968), Монреале (1976)[447].
- Берроуз, Дональд (91) — австралийский джазовый музыкант[448].
- Гасилин, Владимир Николаевич (70) — российский философ, доктор философских наук (1989), профессор[449].
- Зейналов, Адиль (60) — азербайджанский театральный актёр и режиссёр, актёр Лянкяранского государственного театра драмы, заслуженный артист Азербайджана[450].
- Когутенко, Александр Гаврилович (96) — участник Великой Отечественной войны, полный кавалер ордена Славы[451].
- Колдин, Валентин Яковлевич (94) — советский криминалист, доктор юридических наук (1971), профессор кафедры криминалистики юридического факультета МГУ (1977), заслуженный профессор МГУ (2005), заслуженный деятель науки Российской Федерации (2003)[452].
- Копаев, Владимир Иванович (95) — советский и российский художник[453].
- Лайонс, Джон (87) — британский лингвист[454].
- Лютый, Анатолий Михайлович (69) — белорусский историк, доктор исторических наук (1990), профессор кафедры истории Беларуси БГПУ (1991)[455].
- Маршаль, Тони (68) — французская актриса и кинорежиссёр[456].
- Меджидова, Гюлара (77) — советская и азербайджанская художница[457].
- Михнюкевич, Вячеслав Александрович (74) — российский литературовед, доктор филологических наук (1996), профессор (2006)[458].
- Романзинью, Франсишку (76) — португальский автогонщик[459].
- Ру, Мишель (78) — британский шеф-повар и ресторатор[460].
- Сулайманкулов, Арзымат Джапарович (68) — киргизский государственный деятель, министр внешней торговли и промышленности Кыргызстана (2000—2002)[461].
- Томпсон, Дэнни (72) — американский джазовый музыкант[462].
- Хофманн, Вольфганг (78) — немецкий дзюдоист, серебряный призёр летних Олимпийских игр в Токио (1964)[463].
- Чалстри, Джон (88) — британский хирург, лорд-мэр Лондона (1995—1996)[464].

## 11 марта

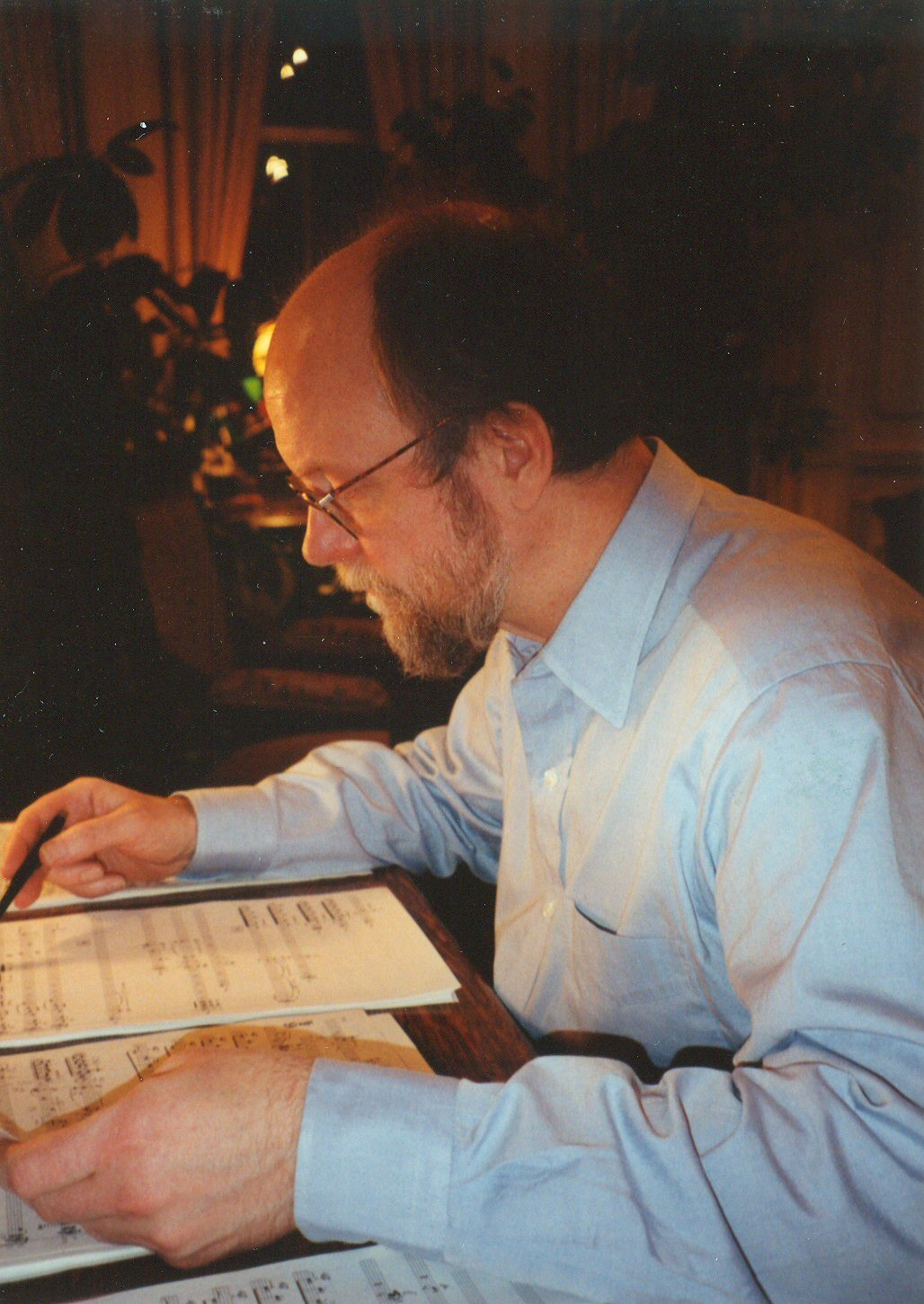
Чарльз Вуоринен

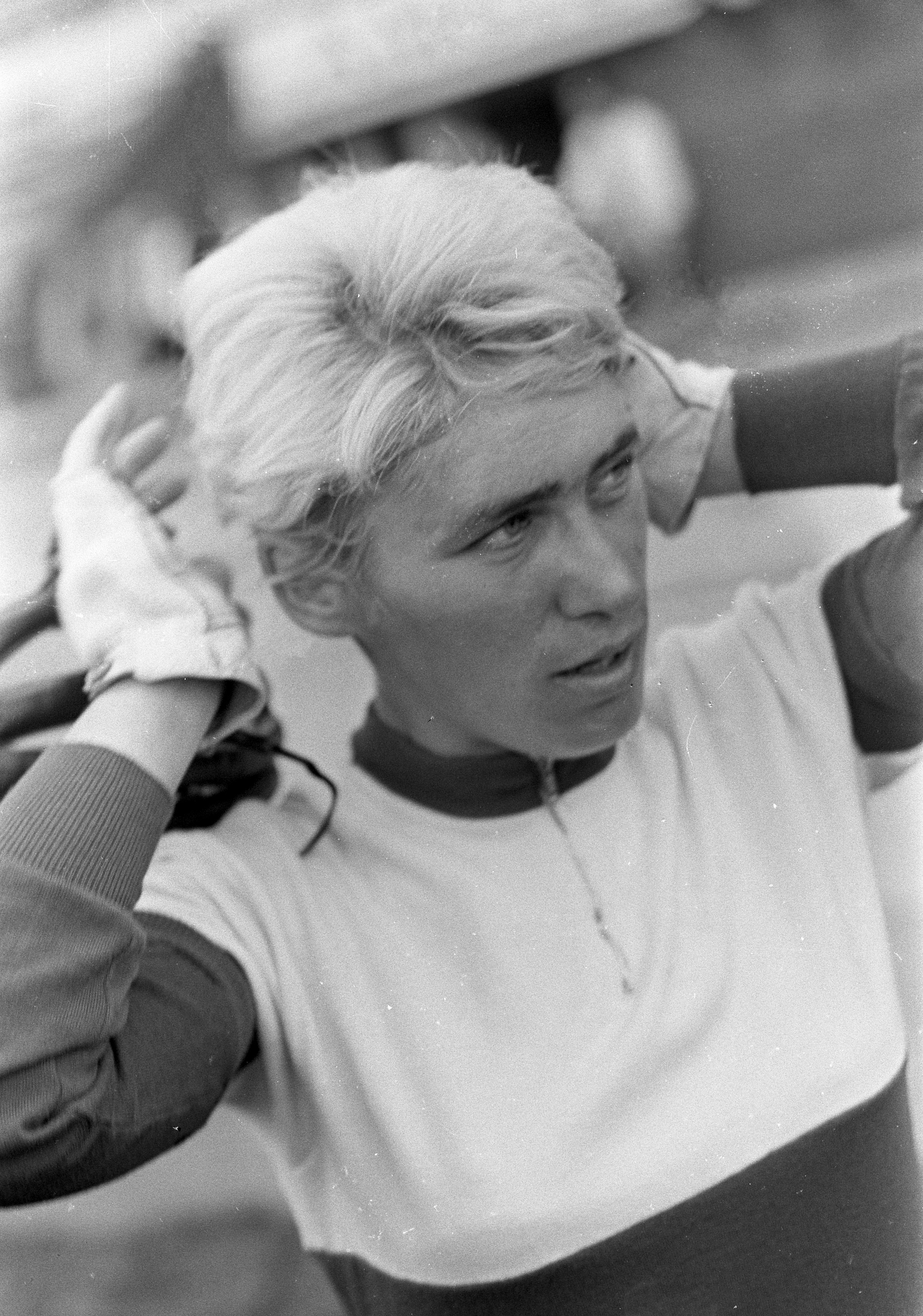
Ирина Кириченко

- Безас, Дидье (74) — французский актёр[465].
- Беломлинский, Михаил Самуилович (85) — советский и американский художник-иллюстратор, отец писательницы Юлии Беломлинской[466].
- Вуоринен, Чарльз (81) — американский композитор, лауреат Пулитцеровской премии (1970)[467].
- Гасту, Ив (72) — французский галерист и антиквар[468].
- Джалагония, Валерий Павлович (88) — советский и российский журналист, корреспондент ТАСС, один из основателей журнала «Эхо планеты»[469].
- Джонсон, Джон II (89) — американский скульптор[470].
- Дьюрица, Йожеф (86) — венгерский рапирист, бронзовый призёр летних Олимпийских игр в Мельбурне (1956)[471].
- Казанчян, Перч Оганесович (82) — российский хирург, доктор медицинских наук (1979), профессор (1991)[472].
- Капитан, Василий Степанович (67) — генеральный прокурор Беларуси (1995—1996)[473] Архивная копия от 6 апреля 2020 на Wayback Machine.
- Кириченко, Ирина Ивановна (82) — советская трековая велогонщица, двукратная чемпионка мира (1964; Париж и 1966; Франкфурт), заслуженный мастер спорта (1963)[474].
- Кирковский, Валерий Васильевич (71) — белорусский хирург и детоксиколог, доктор медицинских наук (1996), профессор (1998)[475] Архивная копия от 6 апреля 2020 на Wayback Machine.
- Кислицкий, Михаил Васильевич (92) — советский и молдавский художник[476].
- Макмиллан, Уитни (90) — американский бизнесмен, президент и генеральный директор Cargill (1976—1995)[477].
- Мухерджи, Санту (Санту Мухопадхьяй) (69) — индийский киноактёр[478].
- Пророченко, Татьяна Васильевна (67) — советская легкоатлетка, чемпионка летних Олимпийских игр в Москве (1980), заслуженный мастер спорта (1980)[479].
- Слабый, Зденек (89) — чешский писатель[480].
- Стелла, Роберто (67) — итальянский врач[481].
- Уолли, Джек (74) — новозеландский актёр[482].
- Фенвик, Роб (68) — новозеландский эколог[483].
- Хирш, Буркхард (89) — немецкий политический деятель, депутат Бундестага (1972—1975, 1980—1998), вице-президент Бундестага (1994—1998)[484].

## 10 марта

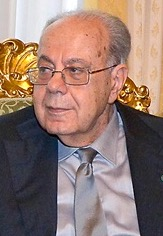
Алессандро Крискуоло

- Борисова, Елена Андреевна (91) — российский историк архитектуры, научный сотрудник Государственного института искусствознания (с 1958 года), член-корреспондент РААСН[485].
- Гнатченко, Сергей Леонидович (72) — советский и украинский физик, специалист в области физики магнитных явлений, академик НАНУ (2012)[486].
- Гришай, Борис Николаевич (83) — советский и российский инженер, участник создания стратегических ракетных комплексов подводных лодок ВМФ СССР[487].
- Квепс, Янис (79) — латвийский спортивный врач[488].
- Крискуоло, Алессандро (82) — итальянский государственный деятель, председатель Конституционного суда Италии (2014—2016)[489].
- Лангбаум, Роберт (96) — американский филолог-англист, исследователь традиций современной литературы[490].
- Лиандер, Курт (88) — шведский футболист (АИК, национальная сборная)[491].
- Маллум, Бинту (73) — чадский политический деятель, посол Чада в Германии, министр по делам семьи и социальной политики Чада[492].
- Перальта, Марсело (59) — аргентинский композитор и саксофонист[493].
- Польгуева, Екатерина Юрьевна (48) — русский поэт[494].
- Савкин, Александр Павлович (74) — советский и российский футбольный арбитр, судья всесоюзной категории (1991)[495].
- Селимович, Беба (Изета) (80) — югославская и боснийская эстрадная и фолк-певица в жанре севдалинка[496].
- Станоевич, Десимир (70) — югославский и сербский актёр[497].
- Юн Кил Ун (80) — южнокорейский писатель[498].

## 9 марта

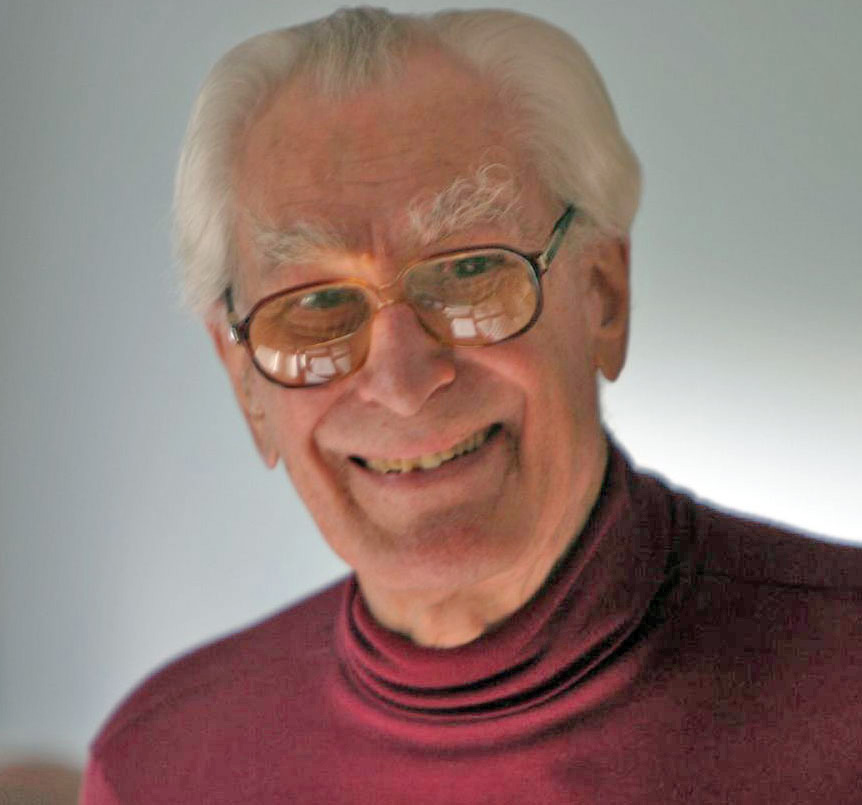
Ричард Гай

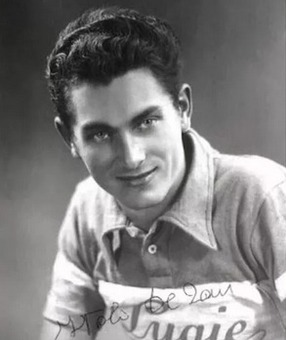
Итало Де Дзан

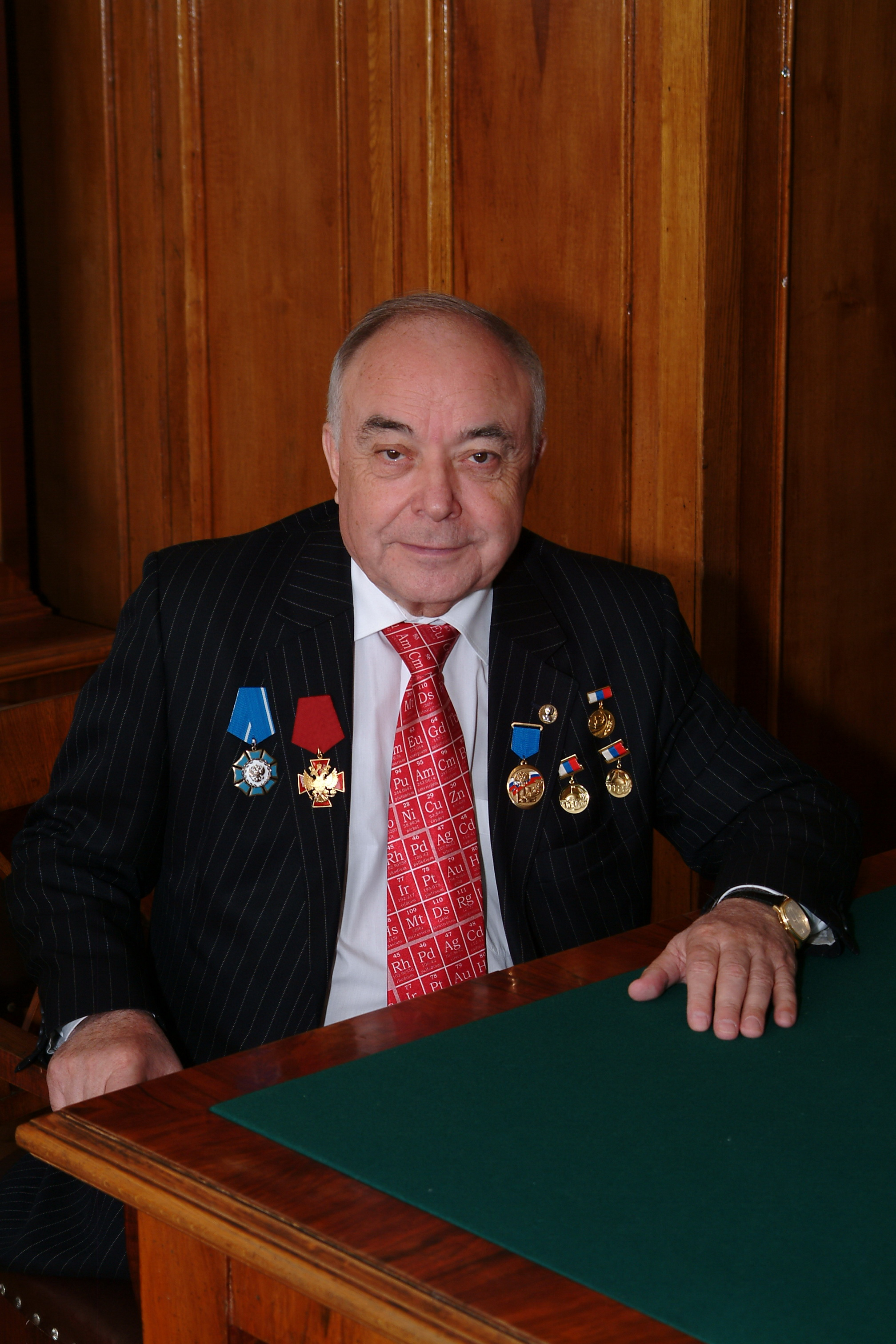
Валерий Лунин

- Гай, Ричард Кеннет (103) — английский математик[499].
- Де Дзан, Итало (94) — итальянский велогонщик, победитель велогонки Милан — Турин (1947)[500].
- Дори, Сулейман (42) — кенийский политический деятель, депутат парламента Кении[501].
- Коппола, Антон (102) — американский композитор и дирижёр[502].
- Лунин, Валерий Васильевич (80) — советский и российский химик, академик РАН (2000)[503].
- Марсель, Ален (68) — французский актёр[504].
- Меримсон, Марина Давыдовна (81) — советская и российская актриса, артистка Челябинского театра драмы, заслуженная артистка Российской Федерации (1995)[505].
- Олсен, Кит (74) — американский продюсер и звукорежиссёр[506].
- Паркер, Джон Хэвлок (91) — канадский государственный деятель, комиссар Северо-Западных территорий (1979—1989)[507].
- Савицкая, Валентина Савельевна (92) — советская и молдавская певица (сопрано), народная артистка Молдавской ССР (1964), сестра Тамары Чебан[508].
- Суюн, Азим Алимович (72) — советский и узбекский поэт[509].
- Тейлор, Эрик (70) — американский певец и музыкант и автор песен[510].
- Хименес Лосано, Хосе (89) — испанский писатель, лауреат премии Сервантеса (2002)[511].

## 8 марта

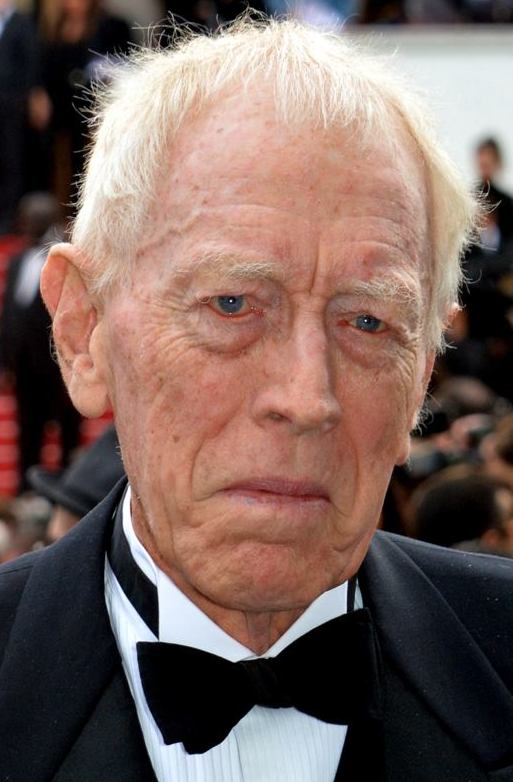
Макс фон Сюдов

- Белоусов, Игорь Викторович (52) — российский историк, доктор исторических наук (2002), профессор кафедры истории Института социально-гуманитарного образования МПГУ[512].
- Бреннан, Билли (86) — британский хоокеист и тренер[513].
- Бхардвадж, Хансрадж (82) — индийский государственный деятель, министр права и юстиции (2004—2009), губернатор штата Карнатака (2009—2014), губернатор штата Керала (2012—2013)[514].
- Даворин-Ягодич, Мартин (84) — югославский и хорватский композитор[515].
- Ибрахим, Саллех (72) — малайзийский футболист, игрок национальной сборной, участник XX летних Олимпийских игр (1972)
- Кано, Юкимицу (87) — японский дзюдоист, президент Всеяпонской федерации дзюдо (1980—2009), внук создателя дзюдо Дзигиро Кано[516].
- Концур, Григорий Васильевич (78) — советский и российский оперный певец (бас), солист Красноярского театра оперы и балета[517].
- Михайловский, Владимир Менделевич (83) — советский и российский актёр театра и кино, артист театра «Эрмитаж», заслуженный артист Российской Федерации (1994)[518].
- Мутафян, Месроп (62) — архиепископ Армянской апостольской церкви, Константинопольский патриарх Армянской апостольской церкви (с 1998 года)[519].
- Расьонеро, Луис (80) — испанский писатель, директор Национальной публичной библиотеки Испании (2001—2004)[520].
- Романчев, Иван Васильевич (84) — советский и российский конструктор, главный инженер отделения научно-производственного предприятия «Рубин»[521].
- Сюдов, Макс фон (90) — шведский актёр[522].
- Юн, Джон (83) — южнокорейский и американский актёр[523].

## 7 марта

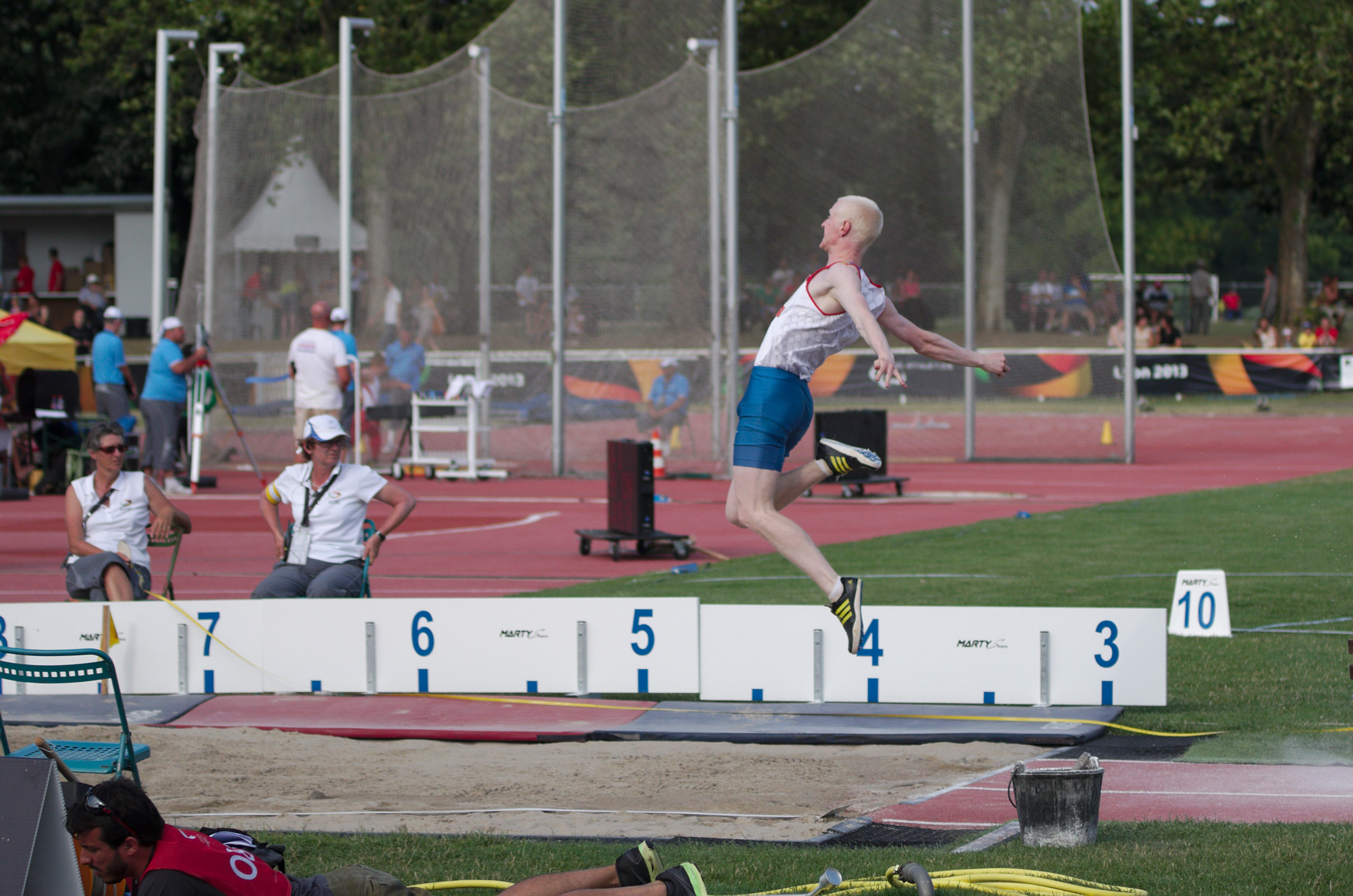
Евгений Кегелев

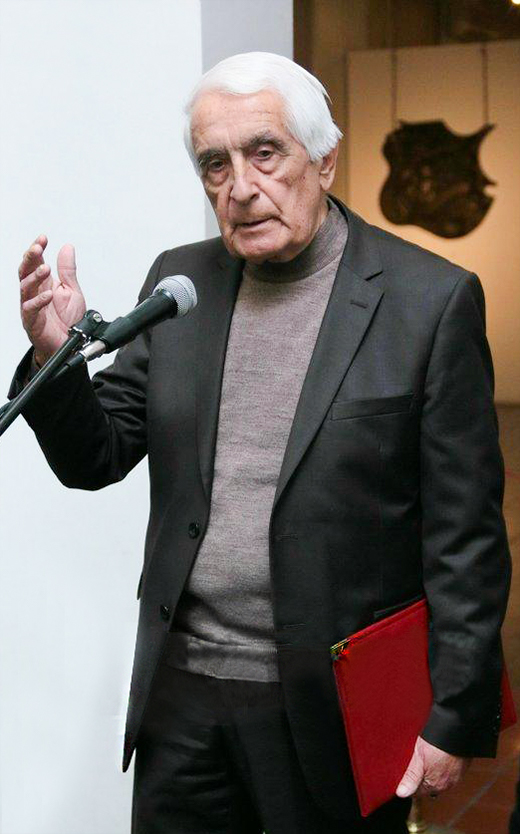
Вагиф Осман оглы Назиров

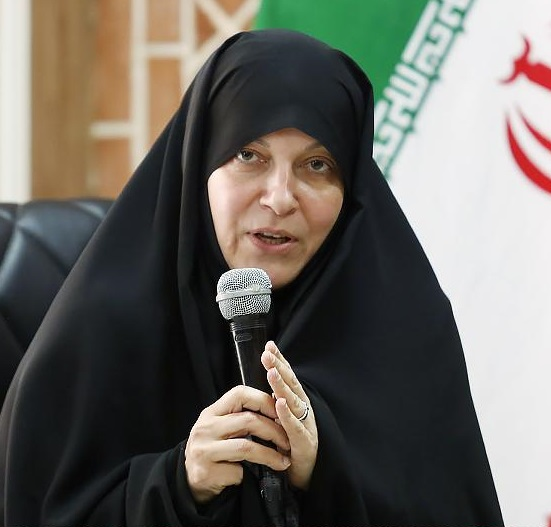
Фатима Рахбар

- Денисов, Владимир Николаевич (75) — советский и российский передовик промышленного производства, Герой Социалистического Труда (1984)[524].
- Жаир Мариньо (83) — бразильский футболист, чемпион мира (1962; Чили)[525].
- Кегелев, Евгений Александрович (33) — российский легкоатлет, чемпион летних Паралимпийских игр в Лондоне (2012), заслуженный мастер спорта (2012)[526].
- Кроули, Март (84) — американский драматург («Оркестранты»)[527].
- Назиров, Вагиф Осман оглы (79) — советский и азербайджанский художник-монументалист, заслуженный деятель искусств Азербайджана[528].
- Ндам Нджойя, Адаму (77) — камерунский писатель, государственный и политический деятель, министр национального образования (1977—1980), президент Демократического союза Камеруна (с 1991)[529].
- Оуэн, Джим (78) — американский певец и автор песен[530].
- Привлер, Макс Давидович (89) — участник Второй мировой войны, самый молодой кавалер ордена Славы III степени; впоследствии — президент Всемирной ассоциации юных борцов антигитлеровской коалиции[531].
- Покотюк, Анатолий Стратонович (68) — украинский художник и резчик по дереву, заслуженный деятель искусств Украины[532].
- Померанц, Эрл (75) — американский сценарист, двукратный лауреат Прайм-таймовой премии «Эмми»[533].
- Рахбар, Фатима (56) — иранский государственный деятель, депутат Меджлиса (2004—2016)[534].
- Ренвик, Эд (81) — американский политолог[535].
- Смит, Лаура (67) — канадская певица и автор песен[536].

## 6 марта

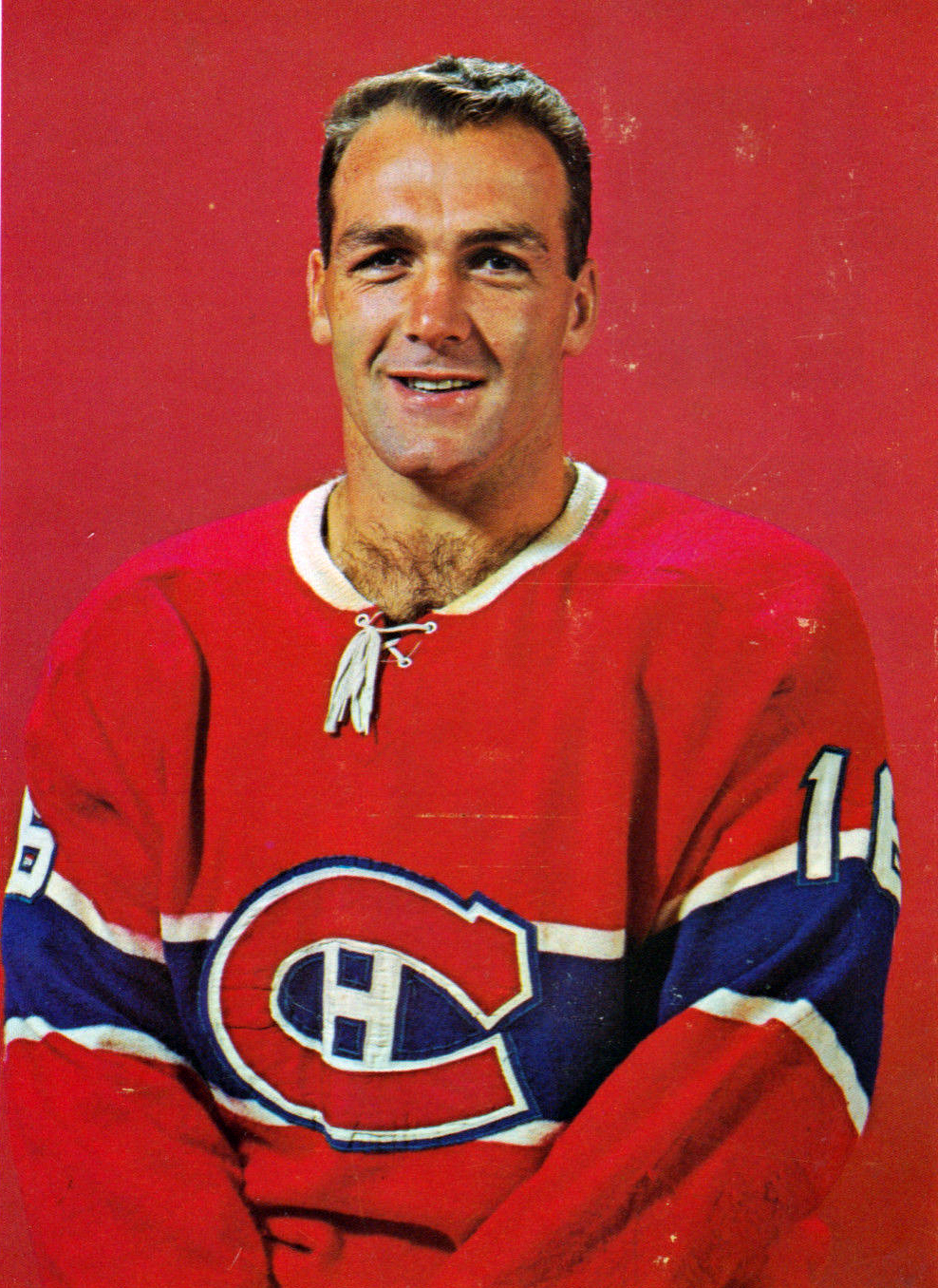
Анри Ришар

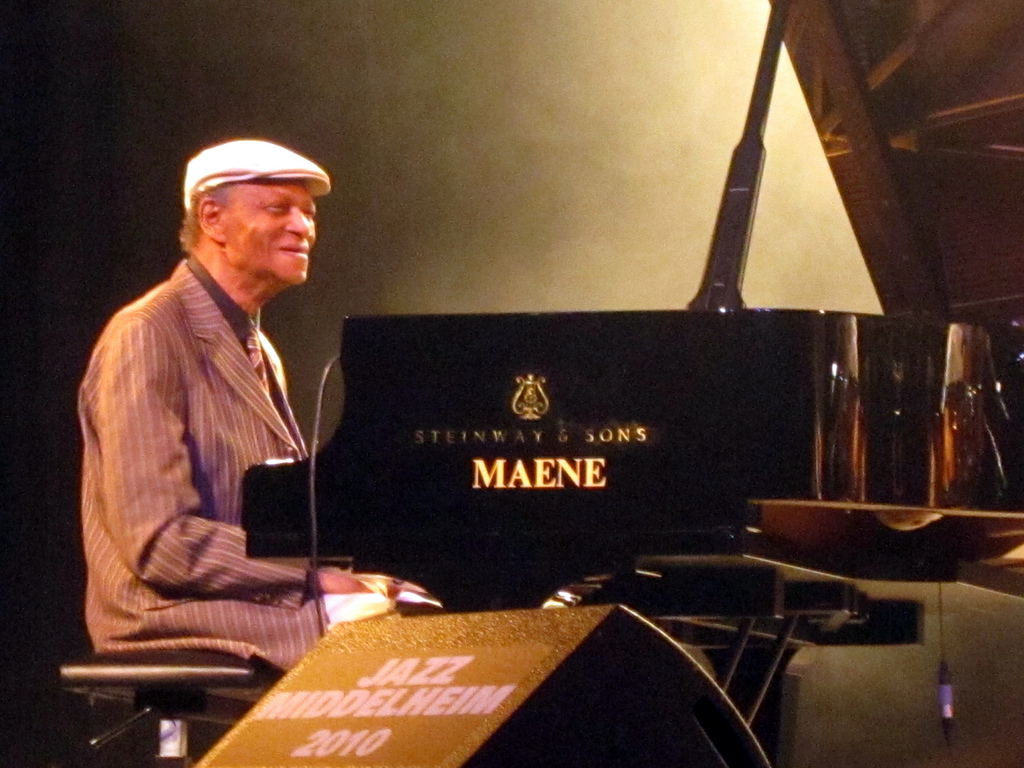
Маккой Тайнер

- Аманулла (70) — пакистанский актёр[537].
- Берглунд, Анна-Мария (68) — шведская писательница[538].
- Вериньш, Алдонис (91) — латвийский цветовод[539].
- Итё, Геза (90) — венгерский гребец академического стиля, серебряный призёр чемпионата Европы (1956)[540].
- Карим (79) — китайский эстрадный певец[541].
- Кастро, Бельхика (99) — чилийская актриса[542].
- Луганский, Николай Алексеевич (88) — российский учёный в области лесоводства, доктор сельскохозяйственных наук (1974), профессор (1982), ректор Уральского лесотехнического института (1982—1991), заслуженный деятель науки РСФСР (1990)[543].
- Меркадо, Магдалено (75) — мексиканский футболист, участник чемпионата мира в Англии (1966)[544].
- Пол, Дэвид (62) — американский актёр[545].
- Райт, Патрик, барон Райт из Ричмонда (88) — британский дипломат, посол в Люксембурге (1977—1979), в Сирии (1979—1981) и Саудовской Аравии (1984—1986), постоянный заместитель министра иностранных дел (1986—1991)[546].
- Ришар, Анри (84) — канадский профессиональный хоккеист, игравший за клуб «Монреаль Канадиенс» (1955—1975)[547].
- Росс, Элинор (93) — американская оперная певица[548].
- Смит, Питер (76) — английский прелат Римско-католической церкви, архиепископ Кардиффа (2001—2010), архиепископ Саутуарка (2010—2019)[549].
- Тайнер, Маккой (81) — американский джазовый пианист[550].
- Шикунова, Ирина Семёновна (79) — советская и белорусская оперная певица (сопрано), народная артистка БССР (1980)[551].

## 5 марта

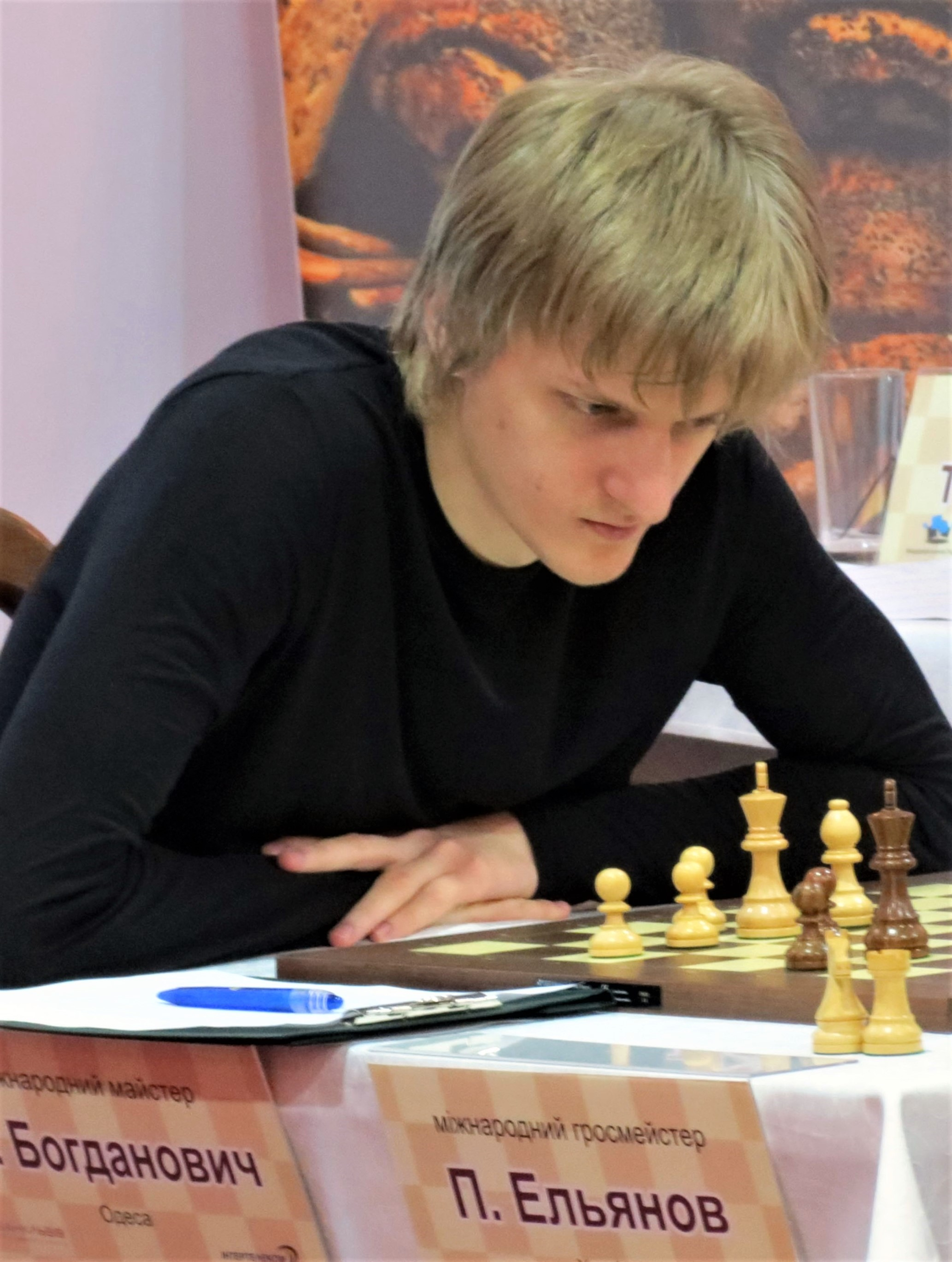
Станислав Богданович

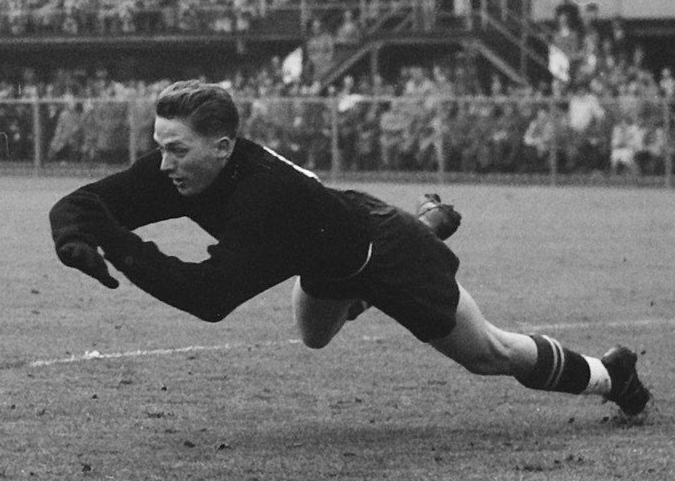
Антонио Пермуньян

- Барилович, Евгений Алексеевич (87) — советский офицер-подводник, капитан 1-го ранга, Герой Советского Союза (1979)[552].
- Берева, Соломон (81) — сьерра-леонский государственный деятель, вице-президент Сьерра-Леоне (2002—2007)[553].
- Богданович, Станислав Эдуардович (27) — украинский шахматист, гроссмейстер (2017); несчастный случай[554].
- Каприле, Эмилио (91) — итальянский футболист[555].
- Комитас, Ламброс (92) — американский антрополог[556].
- Майури, Сусанна (41) — финский фотограф[557].
- Макаров, Александр Сергеевич (23) — российский спортсмен-паралимпиец, трёхкратный чемпион мира среди паралимпийцев по плаванию[558].
- Машадо, Вандерлей (81) — бразильский футболист, игрок «Леванте», «Депортиво Малага» и Олимпийской сборной Бразилии по футболу, участник XVII летних Олимпийских игр (1960)[559].
- Мешков, Евгений Евграфович (83) — советский и российский физик, сотрудник СарФТИ НИЯУ МИФИ (о смерти стало известно в этот день)[560].
- Мирочицкий, Фёдор Владимирович (83) — советский и белорусский государственный деятель, министр сельского хозяйства Белоруссии (1991—1994)[561].
- Мосешвили, Леван Георгиевич (79) — советский баскетболист, серебряный призёр летних Олимпийских игр в Токио (1964), заслуженный мастер спорта[562].
- Нардини, Антонио (98) — итальянский историк[563].
- Пермуньян, Антонио (89) — швейцарский футболист[564].
- Сейль, Жан-Люк (64) — французский драматург и сценарист[565].
- Сивекинг, Алехандро (85) — чилийский драматург, актёр и театральный режиссёр[566][567].
- Хицова, Людмила Николаевна (81) — российский энтомолог, доктор биологических наук (1998), профессор кафедры зоологии и паразитологии ВГУ (2008)[568].
- Шардыкин, Вячеслав Николаевич (65) — советский и российский футболист[569].
- Шейхолеслам, Хусейн (67) — иранский дипломат, посол Ирана в Сирии (1998—2003)[570].

## 4 марта

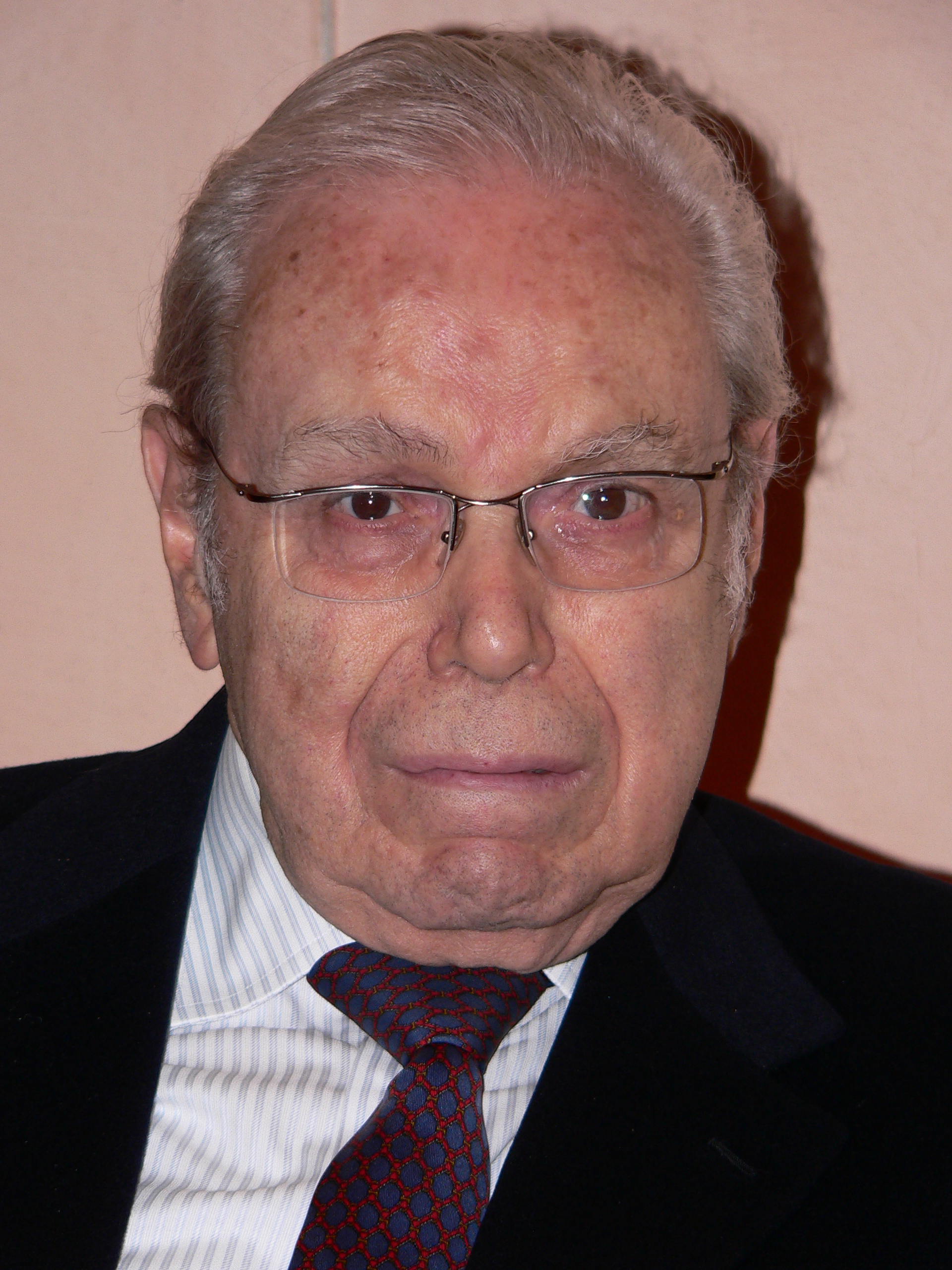
Хавьер Перес де Куэльяр

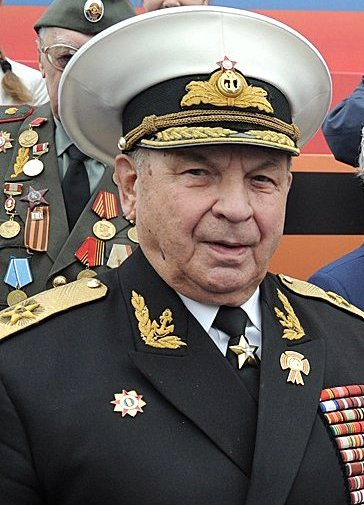
Алексей Сорокин

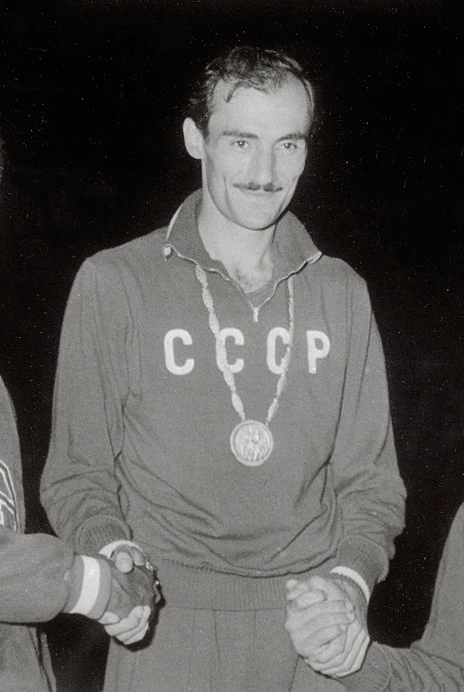
Роберт Шавлакадзе

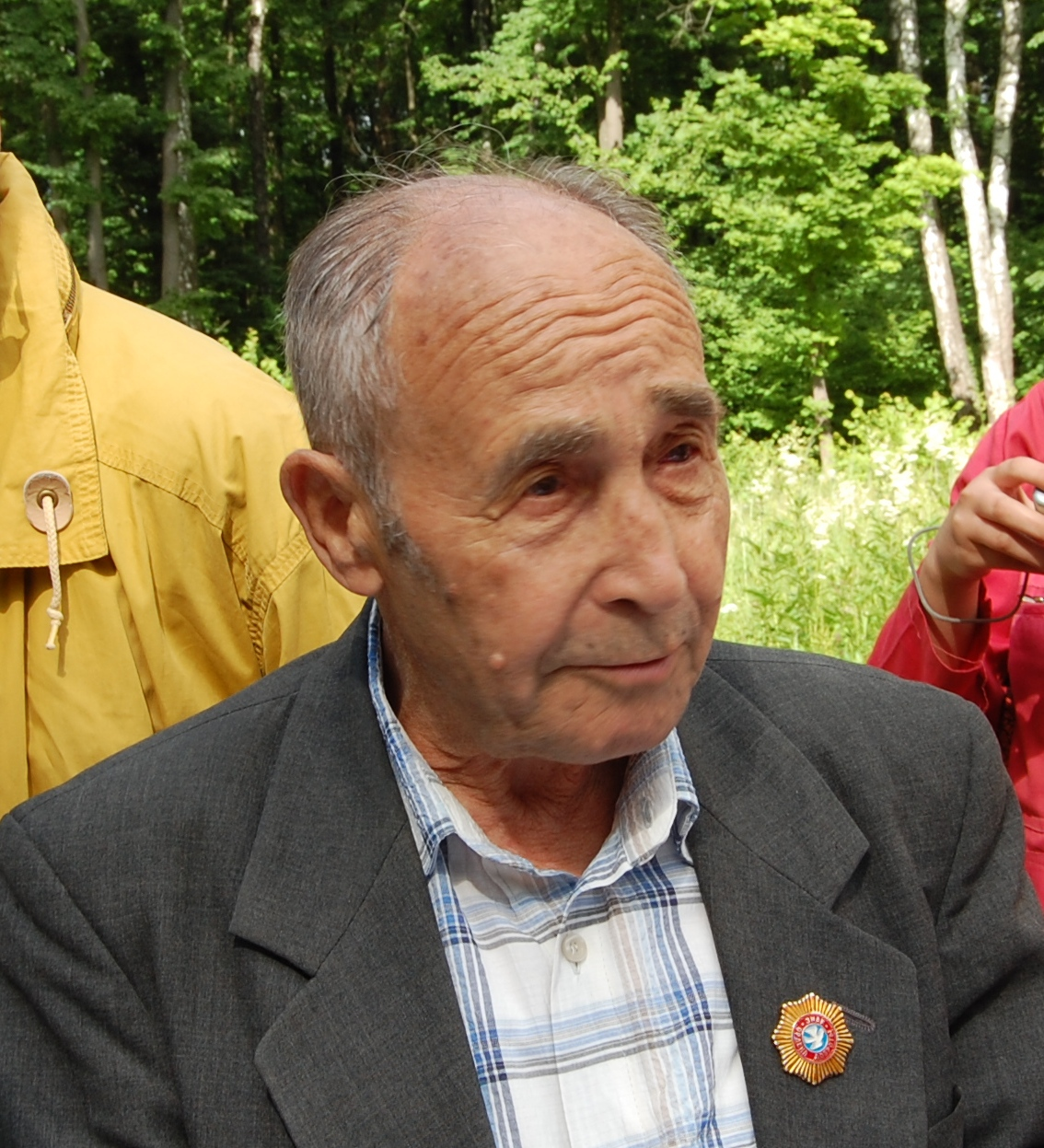
Сергей Щеглов

- Беляева, Елена Ивановна (76) — советский, российский и американский лингвист, доктор филологических наук (1988), профессор (1990)[571].
- Бердыева, Огулдурды (93) — советский туркменский организатор сельскохозяйственного производства, председатель колхоза имени Чапаева Сакарского (Чарджоуского) района Чарджоуской области, Герой Социалистического Труда (1978)[источник не указан 1905 дней].
- Кьоццо, Аделаида (88) — бразильская актриса и певица[572].
- Лейбович, Жак (77) — французский медицинский исследователь, известный своим вкладом в изучение и лечение СПИДА[573].
- Мартин, Барбара (76) — американская певица (The Supremes)[574].
- Перес де Куэльяр, Хавьер (100) — перуанский дипломат и государственный деятель, Генеральный секретарь ООН (1982—1991), премьер-министр Перу (2000—2001)[575].
- Сорокин, Алексей Иванович (97) — советский военачальник и политработник, первый заместитель начальника Главного политического управления Советской армии и Военно-морского флота (1981—1989), адмирал флота (1988)[576].
- Фируз, Искандар (93) — иранский эколог, первый директор Департамента окружающей среды Ирана, один из трёх отцов-основателей Рамсарской конвенции[577].
- Хавиарас, Стратис (84) — греческий и американский писатель и поэт[578].
- Хоутон, Эмори (93) — американский бизнесмен и политический деятель, генеральный директор Corning Inc. (1961—1964), член Палаты представителей США (1987—2005)[579].
- Шавлакадзе, Роберт Михайлович (86) — советский прыгун в высоту, чемпион летних Олимпийских игр в Риме (1960), заслуженный мастер спорта СССР (1960)[580].
- Шеховцов, Геннадий Иванович (62) — советский и российский поэт[581].
- Щеглов, Сергей Львович (98) — советский и российский писатель, журналист, историк-краевед и публицист, литературовед, инженер[582].

## 3 марта
- Алич, Божидар (65) — хорватский актёр[583].
- Борн, Роско (69) — американский актёр[584].
- Булатов, Михаил Алексеевич (95) — участник Великой Отечественной войны, Герой Советского Союза (1945)[585].
- Бэцуяку, Минору (82) — японский писатель[586].
- Вайденсдорфер, Клаус (88) — немецкий художник[587].
- Дуве, Фраймут (83) — немецкий журналист, писатель и правозащитник, депутат бундестага (1980—1998), первый представитель по вопросам свободы СМИ в ОБСЕ (1998—2004)[588].
- Журавлёв, Валентин Михайлович (76) — российский учёный, доктор физико-математических наук (1998), профессор[589].
- Камо, Кацуя (54) — японский художник и стилист[590].
- Каня, Станислав (92) — польский партийный и государственный деятель, первый секретарь ЦК ПОРП (1980—1981)[591].
- Краннер, Альф (83) — норвежский певец, поэт и художник[592].
- Кюллен, Мишель (75) — французский политолог и дипломат[593].
- Мюллер, Гюнтер (95) — немецкий дирижёр, лауреат Премии Роберта Шумана (1990)[594].
- Отис, Джеймс (71) — американский актёр[595].
- Порталь, Николя (40) — французский велогонщик, спортивный директор команды Team Ineos (с 2013)[596].
- Симурдич, Милан (66) — сербский политолог и дипломат, посол Сербской Республики в Хорватии и в Норвегии[597].
- Трошон, Луис (63) — уругвайский певец, композитор и театральный режиссёр[598].
- Туччи, Николас (38) — американский актёр[599].
- Уайз, Дэвид (65) — американский сценарист[600].

## 2 марта

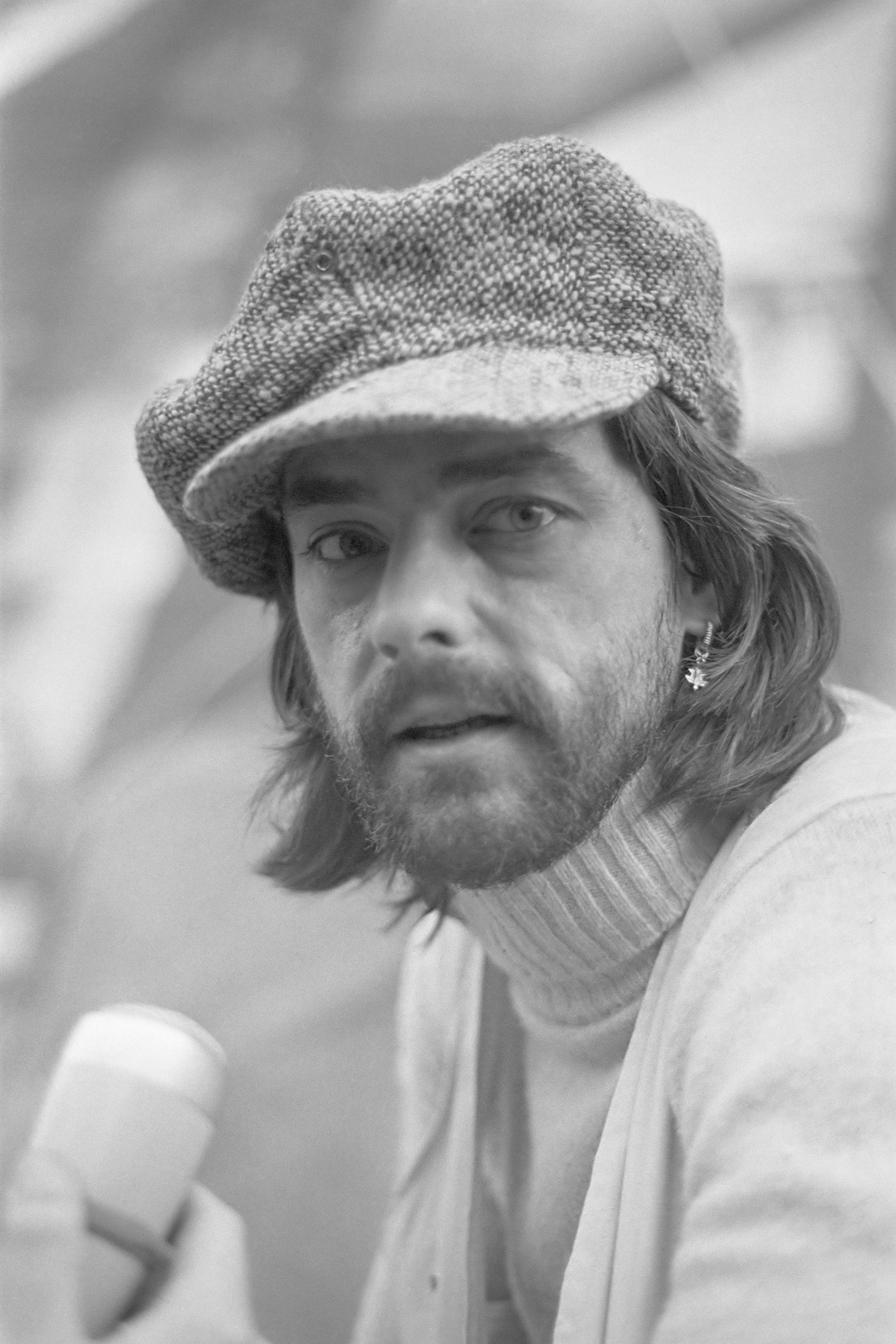
Улай

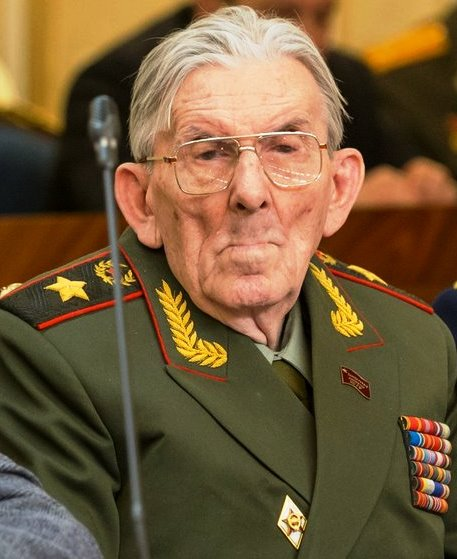
Владимир Шуралёв

- Адамс, Элизабет Нельсон (88—89) — американская художница и писательница[601].
- Блюменшайн, Табеа (67) — немецкая актриса[602].
- Бондарцев, Владимир Тимофеевич (82) — советский и российский военачальник, первый заместитель начальника ГОМУ ГШ ВС России (1992—1993), генерал-лейтенант[603].
- Вайнерт, Сюзан (54) — немецкая гитаристка и композитор[604].
- Даммерц, Виктор Йозеф (90) — немецкий католический священник, епископ Аугсбурга (1992—2004)[605].
- Джонсон, Уильямс (88) — канадский журналист, писатель и политический деятель, президент группы Alliance Quebec[англ.] (1998—2000)[606].
- Исихара, Сюнсо (85) — японский геофизик, иностранный член РАН (2003)[607].
- Кацафадос, Яннис (84) — греческий юрист и политический деятель, депутат парламента (1974—1981), депутат Европейского парламента (1981)[608].
- Кнейц, Герхард (85) — немецкий биолог и эколог, доктор наук, профессор[609].
- Кобб, Генри (93) — американский архитектор[610].
- Липтон, Джеймс (93) — американский писатель и актёр[611].
- Макэлганн, Фаррелл (88) — ирландский политический деятель, сенатор (1969—1973), депутат Европейского парламента (1973)[612].
- Мирмохаммади, Мохаммад (71) — иранский политический деятель, советник аятоллы Али Хаменеи, член Совета целесообразности Ирана[613].
- Мрушкович, Вильям (79) — словацкий филолог и литературный переводчик[614].
- Нили, Барбара (78) — американская писательница[615].
- Плесс, Вера (88) — американский математик, доктор наук, профессор, член Американского математического общества (2012)[616].
- Тримбл, Чак (84) — американский журналист и общественный деятель, исполнительный директор Национального конгресса американских индейцев[617].
- Улай (76) — немецкий художник[618].
- Хусаинов, Радик Алифович (59) — башкирский скульптор[619].
- Шалбуева, Ольга Николаевна (89) — советская и российская оперная певица (меццо-сопрано), солистка Бурятского театра оперы и балета[620].
- Шуралёв, Владимир Михайлович (84) — советский военачальник, заместитель министра обороны СССР (1990—1991), генерал армии (1989); ДТП[621].
- Шурманн, Дэвид (76) — канадский актёр[622].
- Ялаз, Суат (88) — турецкий художник комиксов[623].

## 1 марта

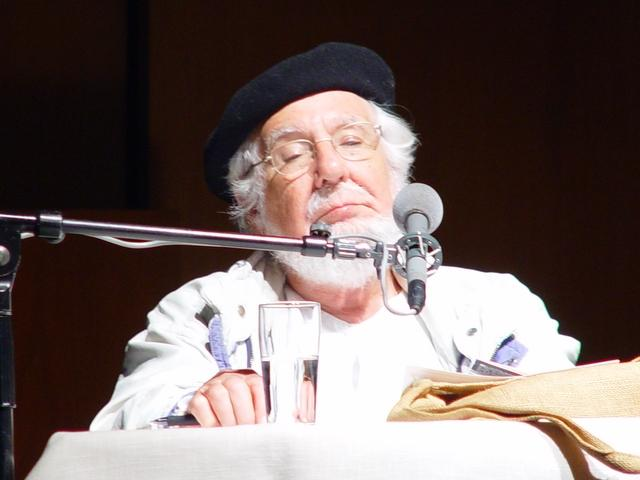
Эрнесто Карденаль

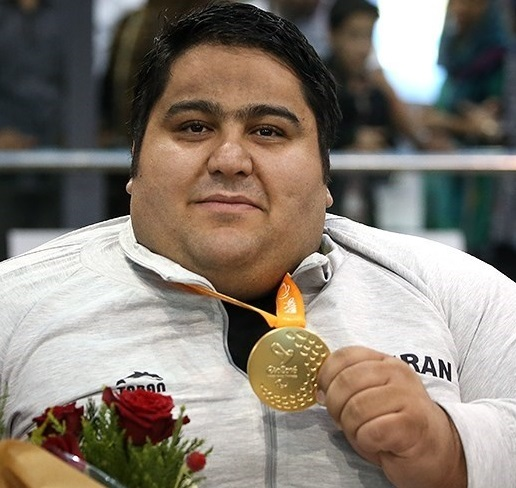
Сиаманд Рахман

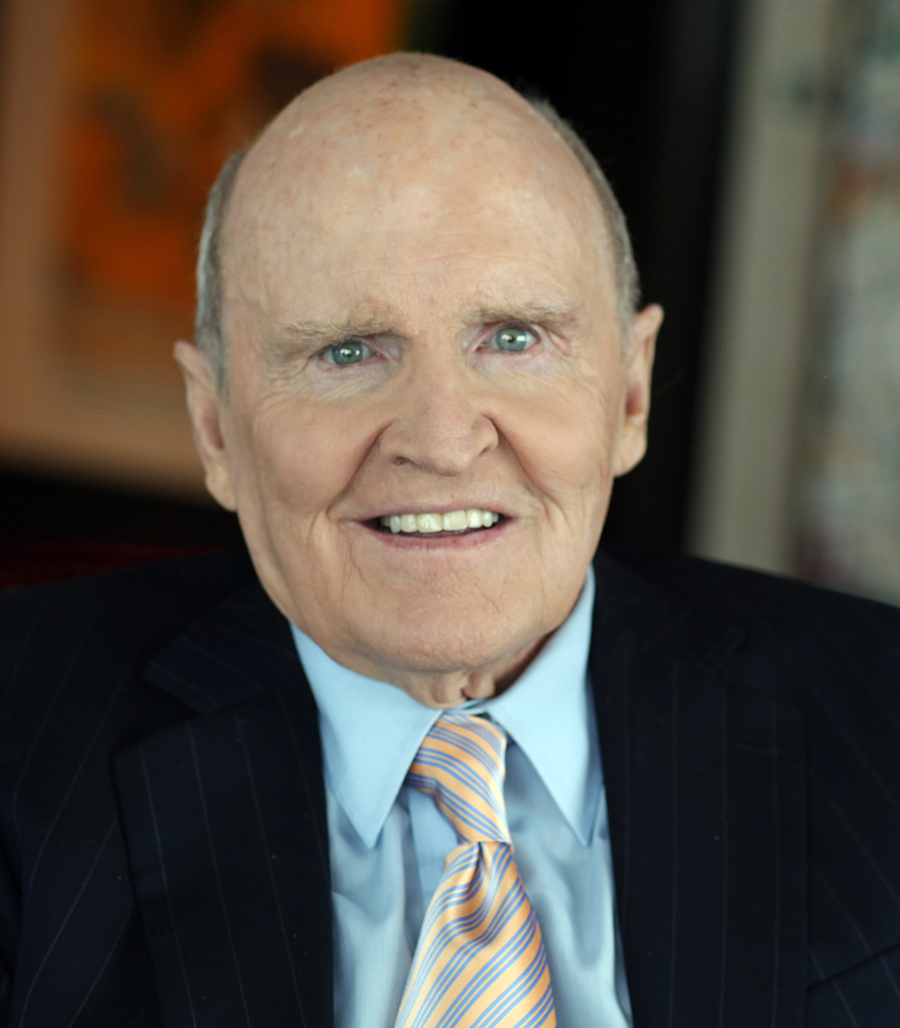
Джек Уэлч

- Антонова, Мария Николаевна (93) — советская и российская певица, исполнительница мордовских народных песен, народная артистка РСФСР (1980)[624].
- Бальшаи, Иштван (72) — венгерский государственный деятель, министр юстиции (1990—1994), депутат Национального собрания (1990—2011)[625].
- Безносов, Александр Викторович (79) — российский учёный, доктор технических наук, профессор кафедры «Атомные и тепловые станции» НГТУ, заслуженный деятель науки Российской Федерации[626].
- Блумфилд, Клара (77) — американский врач и исследователь рака, профессор медицины, член Американской академии искусств и наук (2011)[627].
- Бреш, Карстен (98) — немецкий генетик[628].
- Бураков, Виктор Семёнович (88) — советский и белорусский физик, академик АН Белорусской ССР/НАН Беларуси (1986)[629].
- Вебб, Рон (87) — австралийский велогонщик и организатор велогонок[630].
- Виланд, Петер (89) — немецкий певец[631].
- Вычитал, Ян (77) — чешский певец, гитарист, композитор и художник[632].
- Зангиев, Дзантемир Георгиевич (85) — советский и российский спортсмен и тренер по вольной борьбе, заслуженный тренер РСФСР (1980)[633].
- Карденаль, Эрнесто (95) — никарагуанский священник, поэт и революционер, министр культуры Никарагуа (1979—1987)[634].
- Колдуэлл, Лора (52) — американская писательница и юрист[635].
- Лезурн, Жак (93) — французский экономист, директор газеты «Le Monde» (1991—1994)[636].
- Линдквист, Стефан (52) — шведский футболист, пятикратный чемпион Швеции (1991, 1993, 1994, 1995, 1996) в составе «Гётеборга», игрок национальной сборной (1990—1991)[637].
- Петров, Александр Михайлович (53) — российский деятель науки и образования, ректор Самарского аграрного университета (с 2013 года)[638].
- Рахман, Сиаманд (31) — иранский пауэрлифтер, двукратный паралимпийский чемпион (2012, 2016)[639].
- Уэлч, Джек (84) — американский предприниматель, генеральный директор корпорации General Electric (1981—2001)[640].
- Фисан, Юрий Владимирович (52) — узбекский режиссёр, режиссёр Русского драматического театра Узбекистана[641].